# Lazio
Il Lazio è una regione a statuto ordinario dell'Italia centrale di 5 710 385 abitanti, istituita nel 1948 e resa operativa nel 1970. Ha come capoluogo la città di Roma.
È la seconda regione italiana per popolazione (dopo la Lombardia), mentre figura al nono posto per estensione territoriale. Confina a nord-ovest con la Toscana, a nord con l'Umbria, a nord-est con le Marche e l'Abruzzo e a sud-est con il Molise e la Campania. A sud-ovest invece è bagnato dal mar Tirreno. Al suo interno è presente la piccola enclave della Città del Vaticano. Nella remota antichità il Lazio (Latium) comprendeva soltanto una parte limitata dell'attuale regione, compresa tra il corso inferiore del Tevere, il mar Tirreno, le paludi pontine e i monti Sabini.

## Geografia fisica

### Territorio

Il Lazio per zone altimetriche

Il Lazio, regione dell'Italia centrale, si colloca sul versante medio-tirrenico e occupa 17232 km² di territorio italiano, estendendosi dagli Appennini al mar Tirreno. Il territorio non presenta caratteristiche fisiche omogenee, anzi si caratterizza per la sua eterogeneità, con prevalenza di zone montuose e collinari, e le pianure si trovano perlopiù in prossimità della costa. È una regione prevalentemente collinare: il 54% del suo territorio è occupato da collina, il 26% da montagna ed il restante 20% da pianura.
Partendo dal nord ovest della regione, troviamo tre distinti gruppi montuosi di modeste dimensioni: i Monti Volsini, i Monti Cimini e i Monti Sabatini. Caratteristica comune di questi gruppi montuosi è la loro origine vulcanica, testimoniata, oltre che dagli elementi geologici, dalla presenza, in ciascuno di questi, di un lago; il Lago di Bolsena sui Volsini, il Lago di Vico sui Cimini ed il Lago di Bracciano sui Sabatini. Questi gruppi montuosi degradano dolcemente verso la pianura Maremmana ad ovest, e verso la valle del Tevere ad est, le due pianure laziali più settentrionali. La Maremma trova qui il suo limite meridionale, nei Monti della Tolfa.
Nella parte orientale del Lazio si trovano i rilievi più alti della regione, che raggiungono con i Monti della Laga nei 2.458 m del Monte Gorzano il loro punto più alto. Si tratta, questa, di una porzione dell'Appennino abruzzese, che corre diagonalmente da nord a sud. Qui troviamo anche i gruppi montuosi dei Monti Reatini, dei Monti Sabini, dei Monti del Cicolano, dei Monti della Duchessa, dei Monti Simbruini, dei Monti Cantari e dei Monti Ernici. Tra i monti Reatini e i monti Sabini si ritaglia uno spazio la Piana Reatina.
Nel medio Lazio meridionale, partendo dai Colli Albani, troviamo tutta una serie di altri gruppi montuosi che corrono paralleli alle catene assiali dell'Appennino, da cui sono separati dalla Valle Latina dove scorrono il Sacco ed il Liri, che finiscono la loro corsa nel Tirreno nel Golfo di Gaeta, in prossimità del confine con la Campania; si tratta dei Monti Volsci suddivisi internamente nel gruppo dei Monti Lepini, dei Monti Ausoni e dei Monti Aurunci.

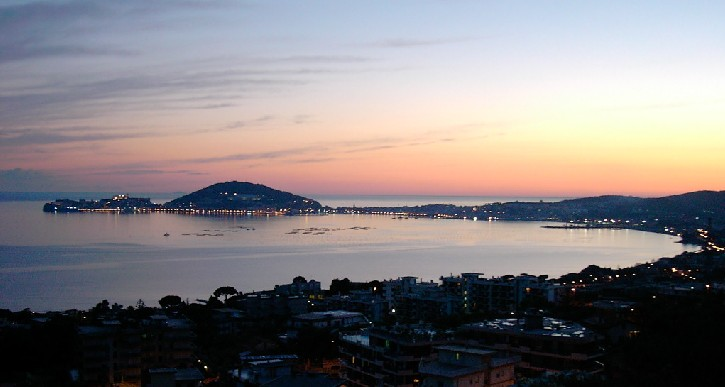
Il Golfo di Gaeta.

Anche i Colli Albani, alture di modeste dimensioni, sono di origine vulcanica, e anche qui i laghi di origine vulcanica sono numerosi: i laghi Albano e di Nemi, i bacini lacustri ormai prosciugati di Ariccia, Valle Marciana (Grottaferrata), Pantano Secco (Monte Compatri), Prata Porci (Tuscolo) e Castiglione (o lago di Gabii).

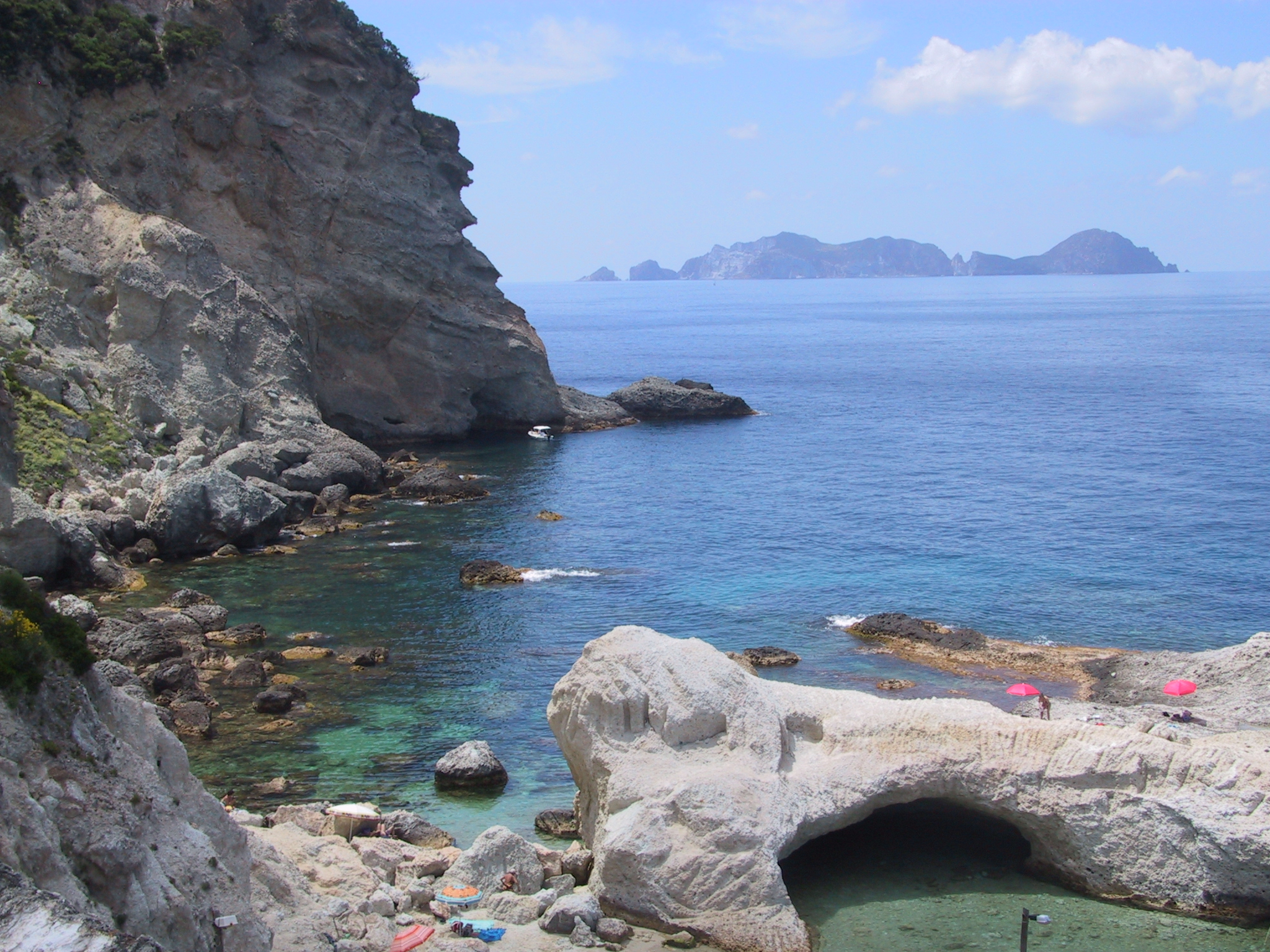
Cala fonte a Ponza e Palmarola sullo sfondo.

La zona di Roma è occupata dall'Agro Romano che continua verso meridione, sempre seguendo la linea costiera, nell'Agro Pontino, che fino alla bonifica operata dal 1930 al 1940, era ricoperto da paludi.
La costa laziale è molto regolare, bassa e sabbiosa; nonostante questo sono presenti delle "sporgenze", come il Capo Linaro a sud di Civitavecchia, la foce del Tevere tra i comuni di Roma e Fiumicino; a sud del fiume troviamo in successione il promontorio di Anzio e Nettuno, il Monte Circeo che si erge isolato tra mare e terra, ed il promontorio di Gaeta, in prossimità del confine con la Campania. Davanti a San Felice Circeo si trova l'arcipelago Ponziano, composto da sei piccole isole, tutte di origine vulcanica.
Il Tevere è il fiume principale della regione; vi arriva dall'Umbria, prima con un andamento verso sud-est, ma che poi piega, verso sud-ovest, per attraversare tutto l'agro romano fino al mare. I principali tributari del Tevere sono il Paglia e il Treja, dalla parte destra, il Nera e l'Aniene dalla parte sinistra.
Più a sud, con un andamento che ricorda quello del Tevere troviamo il Sacco e il Liri-Garigliano, mentre nella parte settentrionale della regione si trovano altri fiumi minori come la Fiora, la Marta e l'Arrone, che scendono direttamente al mare con un corso relativamente breve.

### Clima

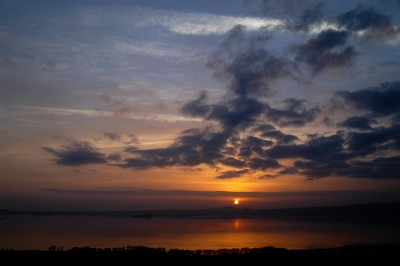
Il lago di Bolsena al tramonto.

Il clima della regione, monitorato da varie decine di stazioni meteorologiche (molte delle quali gestite dall' Ufficio idrografico e mareografico regionale del Lazio), presenta una notevole variabilità da zona a zona. In generale, lungo la fascia costiera, i valori di temperatura variano tra i 9-10 °C di gennaio e i 24-25 °C di luglio; le precipitazioni sono piuttosto scarse lungo il tratto costiero settentrionale (i valori minimi inferiori ai 600 mm annui si registrano nella Maremma, nel comune di Montalto di Castro, in prossimità del confine con la Toscana) mentre si raggiungono valori attorno ai 1100 mm annui nella zona tra Formia e il confine con la Campania.
Verso l'interno il clima è più continentale e, sui rilievi gli inverni risultano freddi e nelle ore notturne si possono registrare temperature piuttosto rigide, prossime allo zero ed anche inferiori. La provincia più fredda risulta essere quella di Rieti, seguita da quelle di Viterbo, Frosinone, Roma e Latina.
Le precipitazioni aumentano in genere con la quota e sono mediamente distribuite nelle stagioni intermedie e in quella invernale, con un'unica stagione secca, quella estiva: i massimi pluviometrici si registrano nell'area occupata dalla città di Velletri, con una media annuale di 1500 mm oltre che nei massicci montuosi posti al confine con l'Abruzzo, maggiormente esposti alle perturbazioni atlantiche (Monti Simbruini, Monti Cantari, Monti Ernici), raggiungendo valori anche superiori ai 2000 mm annui. D'inverno le precipitazioni sono in genere nevose dalle quote medie in su; sporadiche nevicate possono raggiungere i Castelli Romani e, in alcune rarissime occasioni, interessare anche i dintorni della città di Roma.
Con particolare riguardo all'eliofania, va inoltre segnalato che, fra le città capoluogo di regione, Roma risulta essere quella con il maggior numero di ore di sole e di giornate con cielo sereno nel corso dell'anno.
| ROMA (1981-2010)            | Mesi | Mesi | Mesi | Mesi | Mesi | Mesi | Mesi | Mesi | Mesi | Mesi | Mesi  | Mesi | Stagioni | Stagioni | Stagioni | Stagioni | Anno  |
| ROMA (1981-2010)            | Gen  | Feb  | Mar  | Apr  | Mag  | Giu  | Lug  | Ago  | Set  | Ott  | Nov   | Dic  | Inv      | Pri      | Est      | Aut      | Anno  |
| --------------------------- | ---- | ---- | ---- | ---- | ---- | ---- | ---- | ---- | ---- | ---- | ----- | ---- | -------- | -------- | -------- | -------- | ----- |
| T. max. media (°C)          | 13,1 | 14,0 | 17,5 | 21,2 | 25,3 | 30,1 | 33,2 | 32,6 | 28,5 | 23,4 | 18,1  | 15,2 | 14,1     | 21,3     | 32,0     | 23,3     | 22,7  |
| T. min. media (°C)          | 3,7  | 4,7  | 7,6  | 11,0 | 14,9 | 18,0 | 20,0 | 20,6 | 17,2 | 13,0 | 8,1   | 5,6  | 4,7      | 11,2     | 19,5     | 12,8     | 12,0  |
| Nuvolosità (okta al giorno) | 3,8  | 3,7  | 3,6  | 3,6  | 2,9  | 1,4  | 0,7  | 1,1  | 2,6  | 2,9  | 4,0   | 3,8  | 3,8      | 3,4      | 1,1      | 3,2      | 2,8   |
| Precipitazioni (mm)         | 69,5 | 75,8 | 59,0 | 76,2 | 32,1 | 9,7  | 3,7  | 4,1  | 41,8 | 67,0 | 109,9 | 84,4 | 229,7    | 167,3    | 17,5     | 218,7    | 633,2 |
| Umidità relativa media (%)  | 77   | 72   | 72   | 72   | 72   | 69   | 67   | 69   | 71   | 76   | 79    | 79   | 76       | 72       | 68,3     | 75,3     | 72,9  |

| LATINA                      | Mesi  | Mesi  | Mesi | Mesi | Mesi | Mesi | Mesi | Mesi | Mesi | Mesi | Mesi  | Mesi  | Stagioni | Stagioni | Stagioni | Stagioni | Anno  |
| LATINA                      | Gen   | Feb   | Mar  | Apr  | Mag  | Giu  | Lug  | Ago  | Set  | Ott  | Nov   | Dic   | Inv      | Pri      | Est      | Aut      | Anno  |
| --------------------------- | ----- | ----- | ---- | ---- | ---- | ---- | ---- | ---- | ---- | ---- | ----- | ----- | -------- | -------- | -------- | -------- | ----- |
| T. max. media (°C)          | 14,2  | 14,6  | 18,5 | 22,0 | 25,3 | 30,2 | 32,4 | 32,4 | 28,2 | 24,1 | 18,4  | 15,3  | 14,7     | 21,9     | 31,7     | 23,6     | 23,0  |
| T. min. media (°C)          | 5,0   | 5,2   | 8,7  | 12,1 | 15,2 | 19,7 | 21,5 | 21,6 | 18,1 | 14,0 | 9,3   | 6,4   | 5,5      | 12,0     | 20,9     | 13,8     | 13,1  |
| Nuvolosità (okta al giorno) | 3,9   | 3,8   | 3,9  | 3,3  | 2,8  | 1,7  | 0,9  | 1,2  | 2,4  | 3,0  | 3,9   | 3,9   | 3,9      | 3,3      | 1,3      | 3,1      | 2,9   |
| Precipitazioni (mm)         | 104,2 | 102,9 | 87,3 | 61,1 | 26,7 | 13,4 | 3,2  | 11,1 | 47,0 | 96,3 | 118,7 | 109,1 | 316,2    | 175,1    | 27,7     | 262,0    | 781,0 |
| Umidità relativa media (%)  | 79    | 78    | 78   | 77   | 76   | 71   | 70   | 69   | 73   | 77   | 79    | 79    | 78,7     | 77       | 70       | 76,3     | 75,5  |

| VITERBO AEROPORTO (1971-2000) | Mesi | Mesi | Mesi | Mesi | Mesi | Mesi | Mesi | Mesi | Mesi | Mesi | Mesi  | Mesi | Stagioni | Stagioni | Stagioni | Stagioni | Anno  |
| VITERBO AEROPORTO (1971-2000) | Gen  | Feb  | Mar  | Apr  | Mag  | Giu  | Lug  | Ago  | Set  | Ott  | Nov   | Dic  | Inv      | Pri      | Est      | Aut      | Anno  |
| ----------------------------- | ---- | ---- | ---- | ---- | ---- | ---- | ---- | ---- | ---- | ---- | ----- | ---- | -------- | -------- | -------- | -------- | ----- |
| T. max. media (°C)            | 10,2 | 11,4 | 14,0 | 17,3 | 21,6 | 26,0 | 29,7 | 30,0 | 25,3 | 20,1 | 15,0  | 11,8 | 11,1     | 17,6     | 28,6     | 20,1     | 19,4  |
| T. min. media (°C)            | 0,9  | 1,4  | 2,7  | 5,7  | 8,6  | 12,0 | 14,8 | 15,5 | 12,7 | 10,0 | 5,6   | 2,1  | 1,5      | 5,7      | 14,1     | 9,4      | 7,7   |
| Nuvolosità (okta al giorno)   | 4,4  | 4,3  | 4,1  | 4,3  | 3,7  | 2,7  | 2,1  | 2,4  | 3,6  | 3,9  | 4,7   | 4,7  | 4,5      | 4,0      | 2,4      | 4,1      | 3,7   |
| Precipitazioni (mm)           | 48,8 | 55,0 | 51,8 | 71,2 | 52,3 | 47,3 | 23,6 | 49,6 | 71,1 | 90,9 | 101,3 | 72,6 | 176,4    | 175,3    | 120,5    | 263,3    | 735,5 |
| Umidità relativa media (%)    | 74   | 70   | 68   | 70   | 68   | 65   | 61   | 61   | 66   | 72   | 76    | 76   | 73,3     | 68,7     | 62,3     | 71,3     | 68,9  |

| RIETI AEROPORTO (1961-1990) | Mesi  | Mesi  | Mesi | Mesi | Mesi | Mesi | Mesi | Mesi | Mesi | Mesi  | Mesi  | Mesi  | Stagioni | Stagioni | Stagioni | Stagioni | Anno    |
| RIETI AEROPORTO (1961-1990) | Gen   | Feb   | Mar  | Apr  | Mag  | Giu  | Lug  | Ago  | Set  | Ott   | Nov   | Dic   | Inv      | Pri      | Est      | Aut      | Anno    |
| --------------------------- | ----- | ----- | ---- | ---- | ---- | ---- | ---- | ---- | ---- | ----- | ----- | ----- | -------- | -------- | -------- | -------- | ------- |
| T. max. media (°C)          | 9,1   | 11,0  | 13,8 | 17,2 | 22,4 | 26,4 | 30,2 | 30,0 | 25,0 | 19,4  | 13,6  | 9,4   | 9,8      | 17,8     | 28,9     | 19,3     | 19,0    |
| T. min. media (°C)          | 1,1   | 2,0   | 4,1  | 7,9  | 12,0 | 16,9 | 18,3 | 18,4 | 14,3 | 10,3  | 4,4   | 1,7   | 1,6      | 8,0      | 17,9     | 9,7      | 9,3     |
| Nuvolosità (okta al giorno) | 4,6   | 4,5   | 4,2  | 4,4  | 4,0  | 2,5  | 2,3  | 2,3  | 3,8  | 4,0   | 4,9   | 4,8   | 4,6      | 4,2      | 2,4      | 4,2      | 3,9     |
| Precipitazioni (mm)         | 110,5 | 110,2 | 94,7 | 93,4 | 74,5 | 70,2 | 35,3 | 54,9 | 78,1 | 106,3 | 170,6 | 145,9 | 366,6    | 262,6    | 160,4    | 355,0    | 1 144,6 |
| Umidità relativa media (%)  | 74    | 70    | 68   | 70   | 68   | 65   | 61   | 61   | 66   | 72    | 76    | 76    | 73,3     | 68,7     | 62,3     | 71,3     | 68,9    |

| FROSINONE (1971-2000)       | Mesi  | Mesi  | Mesi | Mesi  | Mesi | Mesi | Mesi | Mesi | Mesi  | Mesi  | Mesi  | Mesi  | Stagioni | Stagioni | Stagioni | Stagioni | Anno    |
| FROSINONE (1971-2000)       | Gen   | Feb   | Mar  | Apr   | Mag  | Giu  | Lug  | Ago  | Set   | Ott   | Nov   | Dic   | Inv      | Pri      | Est      | Aut      | Anno    |
| --------------------------- | ----- | ----- | ---- | ----- | ---- | ---- | ---- | ---- | ----- | ----- | ----- | ----- | -------- | -------- | -------- | -------- | ------- |
| T. max. media (°C)          | 12,2  | 12,9  | 16,0 | 19,3  | 23,9 | 28,0 | 31,6 | 31,9 | 26,5  | 21,1  | 16,2  | 12,9  | 12,7     | 19,7     | 30,5     | 21,3     | 21,0    |
| T. min. media (°C)          | 2,6   | 2,9   | 5,5  | 8,1   | 13,0 | 16,9 | 18,0 | 18,3 | 14,9  | 10,7  | 6,2   | 3,0   | 2,8      | 8,9      | 17,7     | 10,6     | 10,0    |
| Nuvolosità (okta al giorno) | 4,3   | 4,2   | 4,0  | 4,1   | 3,2  | 1,9  | 1,2  | 1,7  | 3,0   | 3,8   | 4,5   | 4,4   | 4,3      | 3,8      | 1,6      | 3,8      | 3,4     |
| Precipitazioni (mm)         | 104,6 | 112,6 | 87,9 | 116,7 | 74,4 | 38,9 | 22,6 | 29,5 | 102,8 | 147,5 | 192,6 | 147,5 | 364,7    | 279,0    | 91,0     | 442,9    | 1 177,6 |
| Umidità relativa media (%)  | 76    | 72    | 70   | 71    | 71   | 68   | 66   | 66   | 71    | 76    | 79    | 79    | 75,7     | 70,7     | 66,7     | 75,3     | 72,1    |

## Etimologia
Ancor prima della nascita di Roma, questo territorio era chiamato Latium, dai suoi abitanti latini. Secondo un'interpretazione, l'etnonimo deriverebbe dal latino latus, ovvero "esteso", in riferimento al territorio pianeggiante abitato, messo a confronto con l'andamento soprattutto collinare e montuoso dell'Italia centrale. 
Secondo Virgilio Latium deriverebbe dal verbo "lateo" (esser nascosto, occultarsi), perché secondo la leggenda Saturno, scacciato da Giove, vi si sarebbe nascosto.
Dopo il periodo dell'epoca repubblicana e con l'ordinamento di Augusto nell'epoca romana la regione, insieme alla Campania antica, andò a formare la regio I Latium et Campania, successivamente elevata a provincia con il solo nome di Campania (da cui trae origine l'altro toponimo Campagna Romana).

## Storia

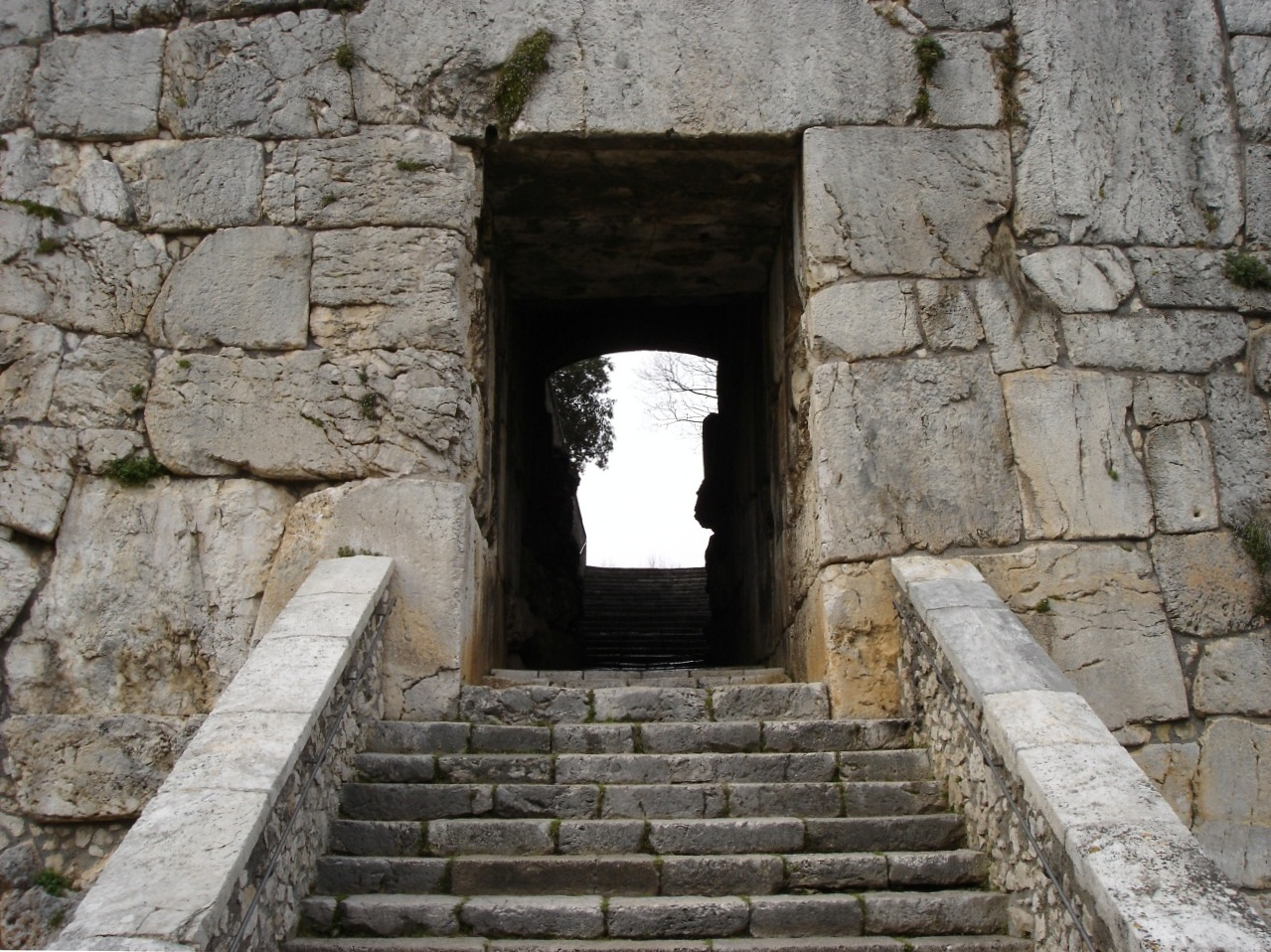
L'acropoli di Alatri (FR)

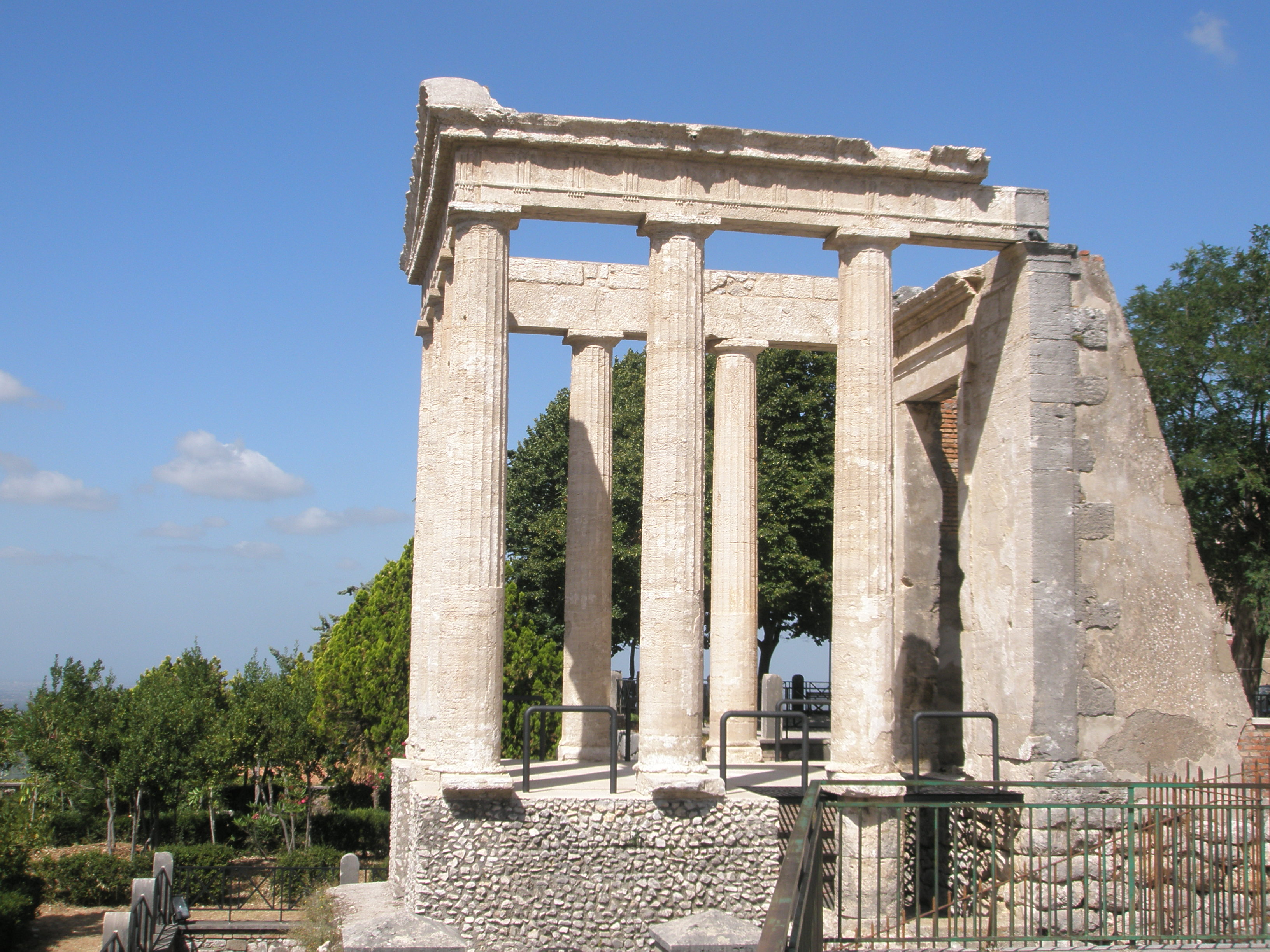
Il tempio di Ercole a Cori (LT)

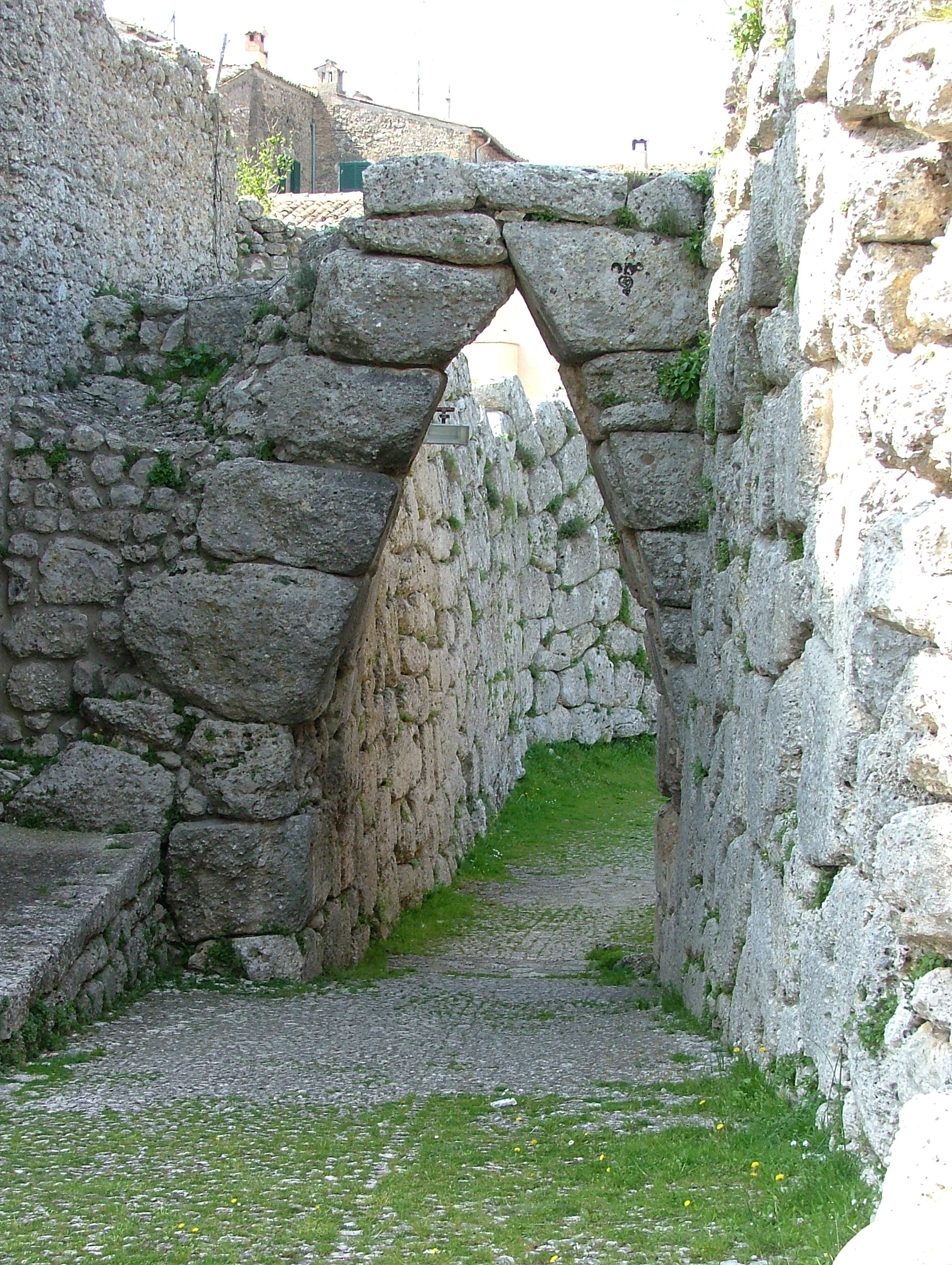
"Finto" arco a sesto acuto ad Arpino.

Tra le più antiche testimonianze di individui che hanno abitato il Lazio, si annovera il cosiddetto Uomo di Ceprano, un fossile di una singola calotta cranica (calvarium), ritrovata nel 1994 vicino a Ceprano, in provincia di Frosinone, che risale a  400 000 anni dal presente classificato come Homo heidelbergensis.
La successiva storia del Lazio è profondamente segnata dalla storia di Roma, sia per quello che questa rappresentò per la regione nel suo millenario svolgersi, sia per ciò che questa storia determinò con il consolidarsi del potere temporale della Chiesa cattolica, anche questo millenario, sia per il significato fortemente simbolico ed ideologico che Roma venne ad esercitare per il Regno d'Italia e il fascismo, ma anche per la moderna Repubblica Italiana.
La fase storica è testimoniata dalla presenza di diverse popolazioni indoeuropee che si stanziarono nell'area laziale sin dal II millennio a.C., tra cui Latini (gli abitanti del Latium e ai quali il nome è connesso), Sabini, Volsci, Ernici, Equi e Aurunci che in epoche diverse si stanziarono nelle zone del Latium storico, mentre nella parte più settentrionale dell'attuale regione, ossia l'Etruria meridionale, si affermò la presenza degli Etruschi, la cui influenza risultò preponderante almeno fino al V secolo a.C..
Dal V secolo a.C. fino al I secolo a.C. la storia del Lazio si identifica sempre più con quella della lotta per il predominio di Roma nei confronti delle altre popolazioni, che piano, piano, verranno assoggettate, ed assimilate all'elemento latino. L'ultimo sussulto di autonomia di queste genti si ebbe con la guerra sociale.
Per tutta la durata dell'epoca imperiale romana, il Lazio godette di una situazione di generale tranquillità, interrotta solo da episodiche guerre intestine per la conquista del trono imperiale. Il suo ruolo di centro dell'impero venne però sempre più ridimensionato, marginalizzato, a favore di altre regioni dell'impero, fino ad arrivare all'episodio della deposizione dell'ultimo imperatore d'occidente, Romolo Augusto da parte di Odoacre nel 476, a cui si fa riferimento per segnare la fine dell'impero.
Il vuoto di potere nel Lazio, dopo alterne vicende seguenti alla caduta dell'impero, fu riempito dalla presenza della Chiesa cattolica, le cui vicende determinarono la storia di Roma e della regione fino alla presa di Roma nel 1870. Passato nel VI secolo al Ducato di Spoleto, con il regno di Carlo Magno il Lazio fece parte del cosiddetto "Sacro Romano Impero". Dopo la nuova disgregazione, nel 1276, durante il papato di Gregorio X, si tentò di accorpare i vari territorio laziali di Velletri, Anagni e Rieti in un unico centro nello Stato della Chiesa, con sede amministrativa nella Città del Vaticano a Roma. Dopo un fallito tentativo di Cola di Rienzo di portare nuovamente Roma a una repubblica, il Lazio fino all'Unità d'Italia rimase una sub-regione dello Stato della Chiesa. Dunque nel 1870, con la presa simbolica di Porta Pia, il dominio papale cadde, e Roma fu proclamata capitale del Regno d'Italia il 3 febbraio 1871.
Da questo momento la storia del Lazio si identifica quasi totalmente con la storia di Roma capitale del Regno d'Italia, con l'eccezione del periodo della grande bonifica delle paludi pontine, una epopea durata un decennio che segnerà la nascita di nuove città, prima tra tutte Littoria, l'odierna Latina, e l'acquisizione di nuove terre produttive alla regione, seppur con il contestuale sacrificio di grandi estensioni di foresta planiziale, il cui ultimo lembo è protetto dal Parco Nazionale del Circeo. Nel 1927 il Lazio assunse sempre più la connotazione dell'attuale regione (istituita nel 1948), con decreto regio di Benito Mussolini, che annesse il territorio già esistente dell'ex Stato della Chiesa, aggiungendo la provincia di Rieti, sottratta all'Umbria, inglobando l'ex Circondario di Cittaducale, facente parte dell'Abruzzo, e annettendo l'Alta Terra di Lavoro, ovvero tutta l'area che va da Fondi a Sora passando per Sperlonga, Itri, Pico, Gaeta, Formia, Cassino, Aquino, Atina, Arpino, Sora. Furono così create la provincia di Frosinone e quella di Latina, assieme a Rieti.
La seconda guerra mondiale attraversò la regione, facendole pagare un elevato conto in termini di vite umane, sia militari che civili. Rilevanti, in quest'ottica, furono i feroci combattimenti che si svolsero nelle campagne di Cassino (con la distruzione della millenaria abbazia), lo sbarco alleato ad Anzio e l'occupazione nazista di Roma. Nel 1970 la Regione Lazio divenne ufficialmente un'istituzione con le elezioni a suffragio universale dei consiglio regionale, che a sua volta eleggeva il Presidente e la giunta regionale.

### Simboli
I simboli della Regione Lazio sono stati fissati nel 1984 e leggermente modificati nel 1986.

#### Stemma
Lo stemma rappresenta un ottagono regolare con un bordo di color oro; contiene cinque quadrati che riproducono gli stemmi delle 5 province e 4 triangoli che simboleggiano un nastro tricolore che le tiene unite.

Bandiera della regione con asta

#### Gonfalone
Il gonfalone è di colore azzurro con lo stemma al centro, circondato dai seguenti oggetti, tutti di color oro: sopra una corona, sul lato sinistro una spiga, sul lato destro un ramo di quercia e sotto la dicitura "REGIONE LAZIO".

Gonfalone della regione

#### Bandiera
Non esistendo documenti ufficiali al riguardo, la Regione Lazio utilizza una bandiera che riproduce il gonfalone.

## Monumenti e luoghi d'interesse

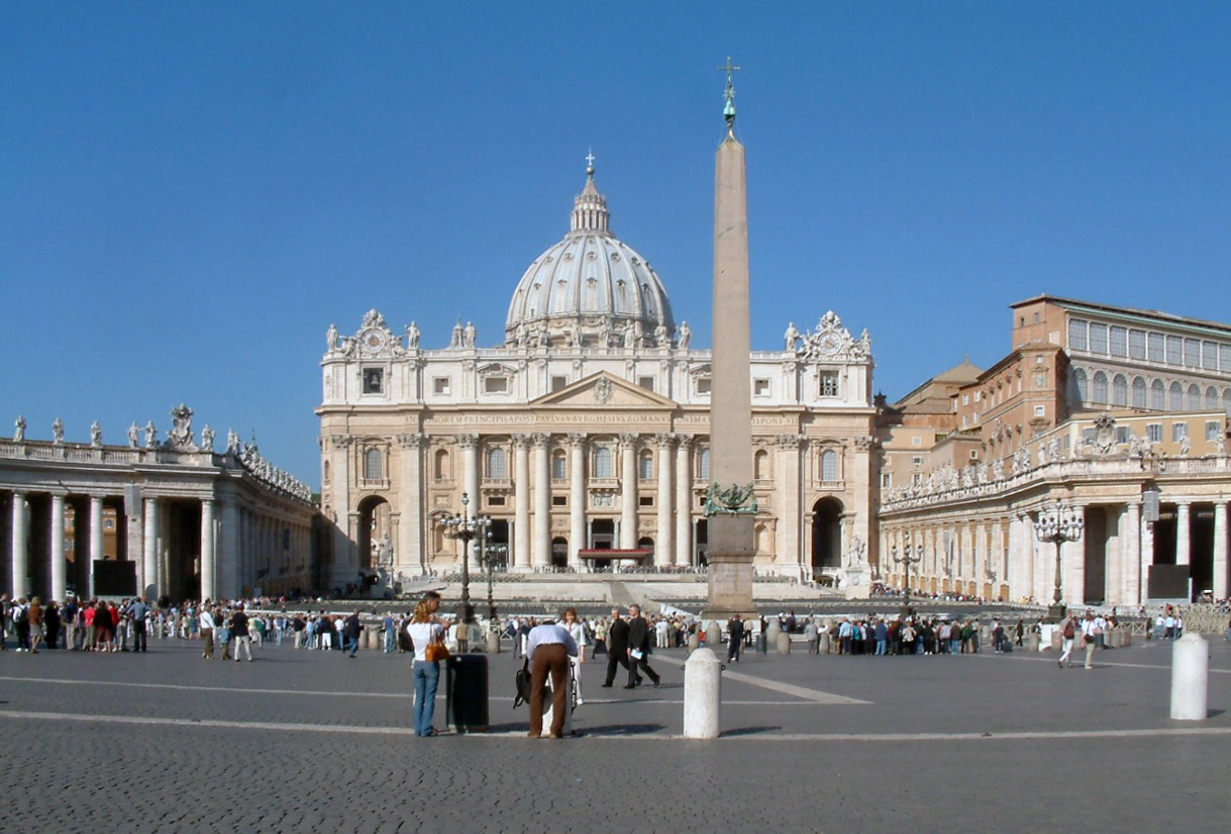
La basilica di San Pietro in Vaticano

Il Lazio è una delle regioni più importanti per la cultura italiana, europea e mondiale, per i suoi contenuti storici, artistici, archeologici, architettonici e religiosi. L'immenso patrimonio ospitato dalla città di Roma è solo uno fra le centinaia di punti di interesse tra paesi, chiese, monasteri, monumenti e siti vari della regione.
Nel Lazio anche Villa Adriana e Villa d'Este a Tivoli e le Necropoli etrusche di Cerveteri e Tarquinia rientrano tra i siti archeologici di maggiore importanza. Altri siti di importanza turistica sono Villa Gregoriana a Tivoli, i monasteri di Montecassino, di Subiaco, i castelli medioevali della valle di Comino situati nei paesi cominensi ai confini della provincia di Frosinone con il Parco nazionale d'Abruzzo, Lazio e Molise, i santuari francescani di Greccio, il Tempio di Giove Anxur presso Terracina.

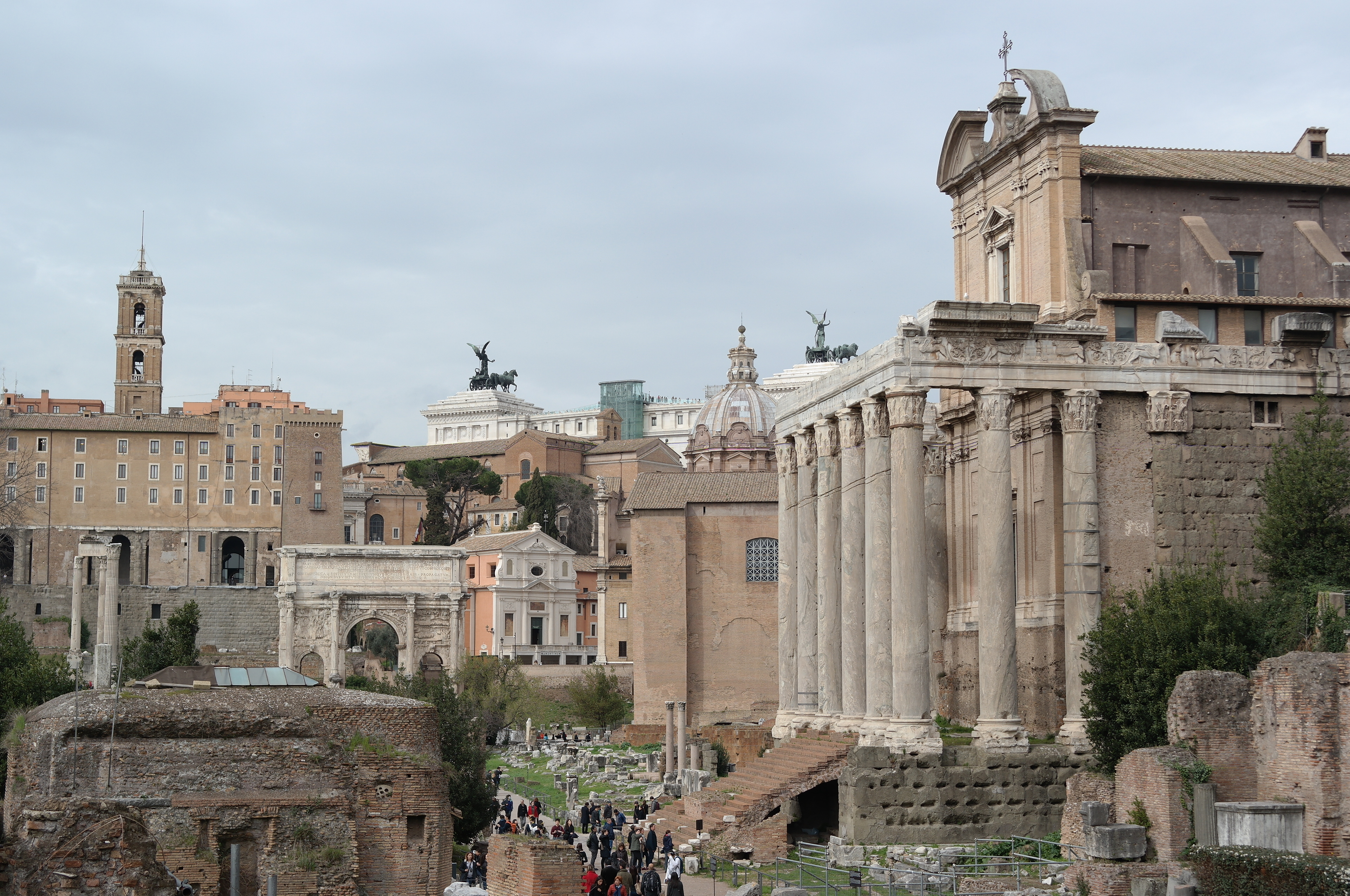
Roma: il Foro, con in vista il Tempio di Antonino e Faustina, in fondo l'arco di Settimio Severo, e in posizione dominante il Palazzo Senatorio

### Roma

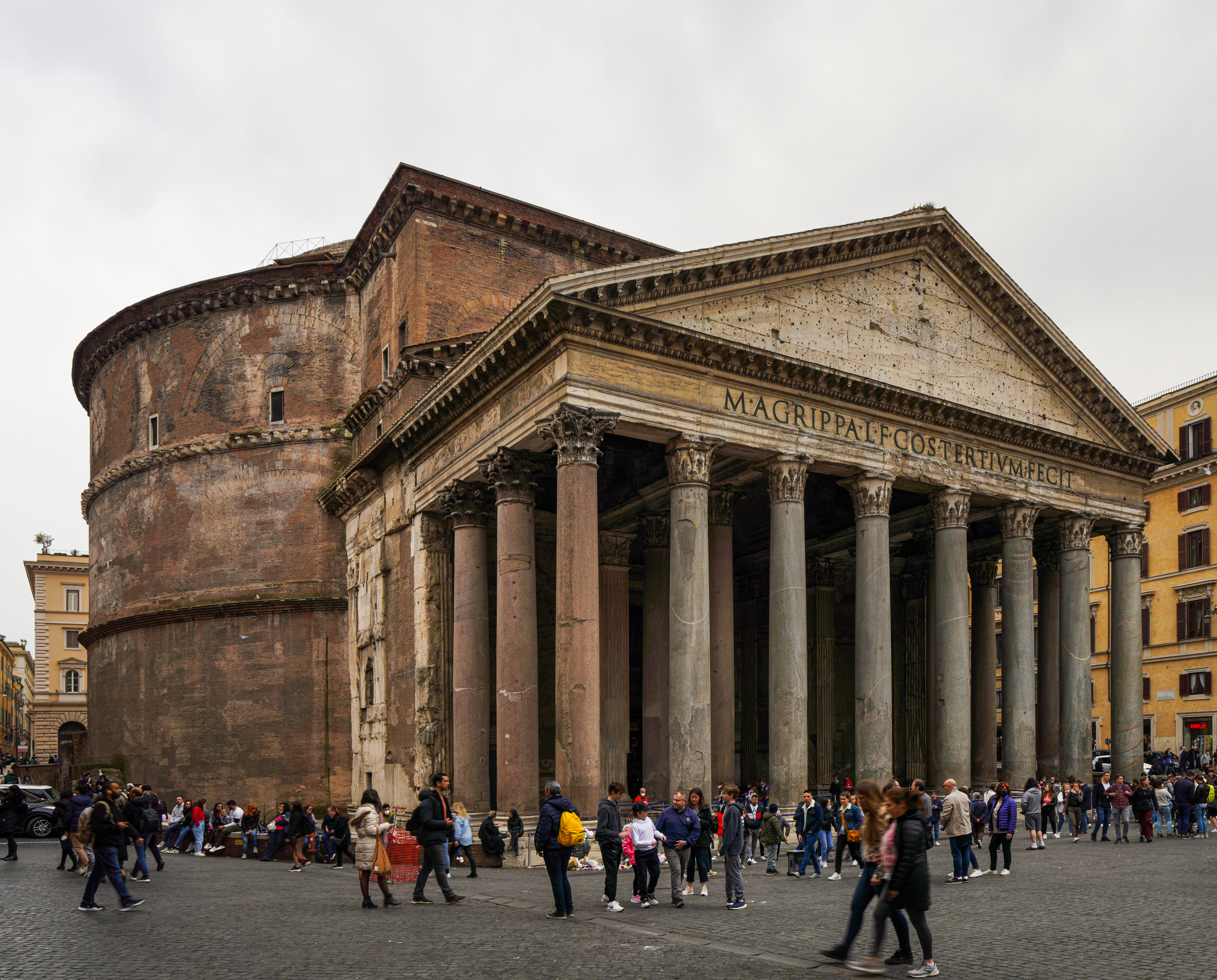
Il Pantheon

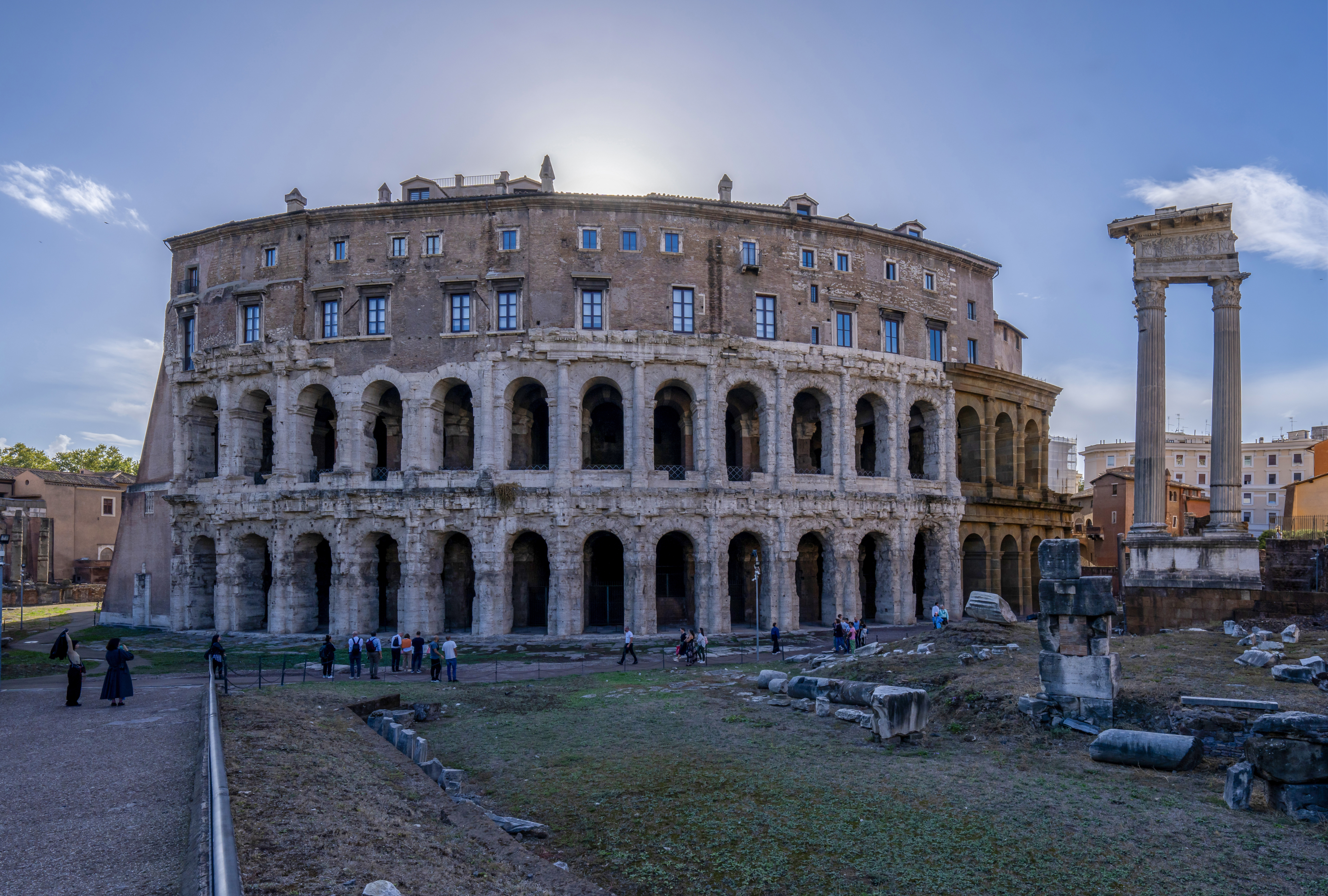
Teatro di Marcello

Roma è principalmente nota per l'immenso patrimonio archeologico conservato dei fasti della Roma antica, rintracciabili principalmente tra i Sette Colli, tra cui il Palatino, il Campidoglio, l'Esquilino e il Quirinale. Si calcola che la città avesse all'epoca un centinaio di templi di diverso stile architettonico, tra quelli appartenenti all'età repubblicana e all'età imperiale.
Roma è principalmente nota per l'immenso patrimonio archeologico conservato dei fasti della Roma antica, rintracciabili principalmente tra i Sette Colli, tra cui il Palatino, il Campidoglio, l'Esquilino e il Quirinale. Si calcola che la città avesse all'epoca un centinaio di templi di diverso stile architettonico, tra quelli appartenenti all'età repubblicana e all'età imperiale.
Le principali aree di interesse archeologico sono:
- Pantheon
- Campo Marzio
- Foro Romano
- Fori imperiali
- Teatro di Marcello
- Colosseo
- Terme di Caracalla
- Terme di Costantino
- Domus Aurea
- Emporium
- Terme di Tito
- Mercati di Traiano
- Mura aureliane
- Mausoleo di Adriano
- Mausoleo di Augusto
- Circo Massimo

Al livello religioso, Roma è la principale città del mondo della religione cattolica, con la più elevata concentrazione di chiese e basiliche di varia epoca storica, dal IV secolo fino ad oggi. Tra le più famose la cattedrale di San Giovanni in Laterano e le basiliche papali di San Giovanni in Laterano appunto, San Pietro in Vaticano, Santa Maria Maggiore, San Paolo fuori le mura; assieme ad altre basiliche come la basilica di San Lorenzo fuori le mura, la basilica di Santa Maria in Aracoeli e tante altre. Anche le catacombe sono di impatto visivo e culturale, come le catacombe di San Callisto, luogo di sepoltura di martiri, papi e di rilevanza artistica per le pitture parietali.
Tra le architetture civili figurano maggiormente il Palazzo Senatorio sul Campidoglio, il Palazzo Farnese, il Palazzo Colonna, il Palazzo Barberini, il Palazzo del Quirinale, il Palazzo Madama, il Palazzo Montecitorio, e le aree verdeggianti di Villa Doria Pamphilj e Villa Borghese, oltre alle numerose piazze come Piazza Navona, Piazza Venezia con il Vittoriano, Piazza di Spagna e Piazza del Popolo.

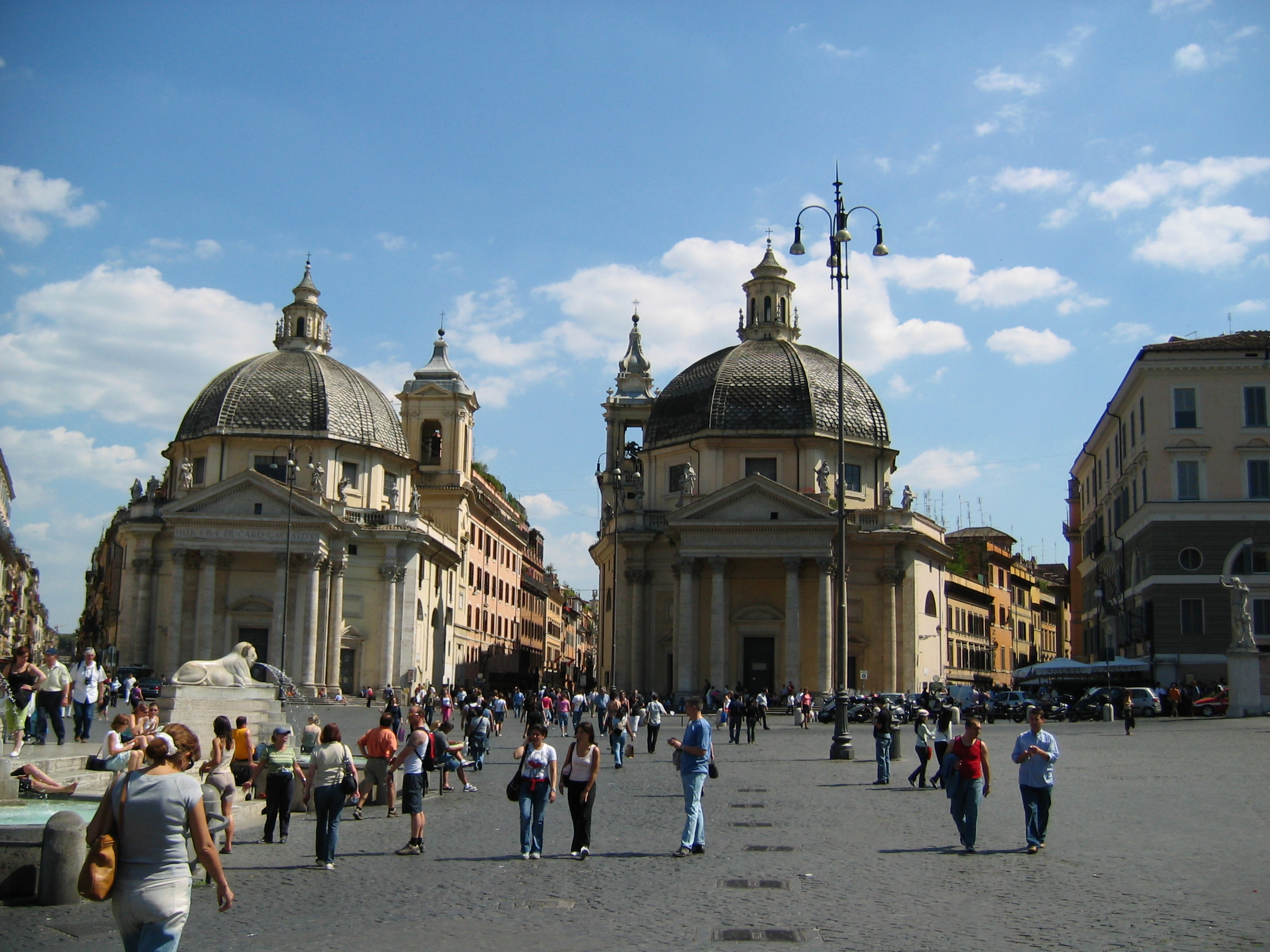
Piazza del Popolo

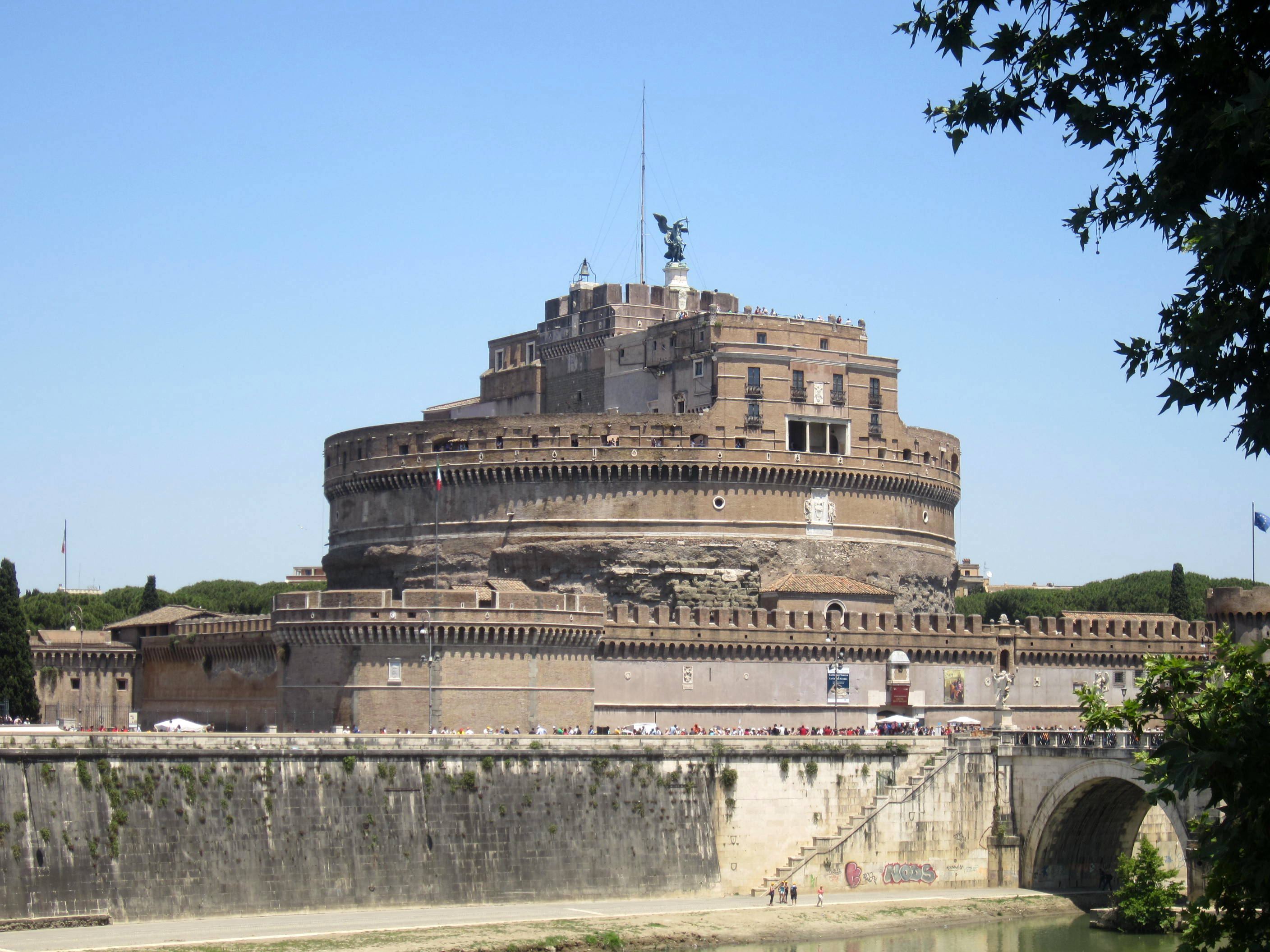
Castel Sant'Angelo

Il centro storico di Roma è suddiviso in XXII rioni, ognuno dei quali rappresentato da determinati monumenti storici.
- Il Rione I Monti si trova nei colli Esquilino, Celio, Oppio, Quirinale e Viminale, con i monumenti della basilica di Santa Maria Maggiore, il Foro di Cesare, il Foro di Traiano, il Foro di Nerva e la cattedrale di San Giovanni in Laterano.
- Il Rione II Trevi è rappresentato dalla Fontana di Trevi, dal Palazzo Barberini e dal palazzo del Quirinale
- Il Rione III Colonna deve il nome alla colonna di Marco Aurelio, e conserva il Palazzo Chigi e il Palazzo Montecitorio.
- Il Rione IV Campo Marzio era una parte della Roma antica, e conserva Piazza di Spagna e Piazza del Popolo con i relativi monumenti della Trinità dei Monti e l'Ara Pacis.
- Il Rione V Ponte conserva una parte storica lungo il Tevere, con il Ponte Sant'Angelo e il Ponte Elio.
- Il Rione VI Parione conserva Piazza Navona e il teatro di Marcello.
- Il Rione VII Regola è rappresentato dalla piazza Campo de' Fiori, Piazza Farnese e dalla Galleria Spada.
- Il Rione VIII Sant'Eustachio conserva Piazza Sant'Agostino, il Palazzo Madama e il largo di Torre Argentina.
- Il Rione IX Pigna è quello con il fulcro centrale nel Pantheon e in Piazza Venezia.
- Il Rione X Campitelli è il più famoso, perché conserva gran parte della Roma antica, nell'archeologica del Foro Romano, la Casa delle Vestali e la basilica di Santa Maria in Aracoeli a fianco al Vittoriano.
- Rione XI Sant'Angelo è il vecchio quartiere del ghetto di Roma, con il teatro di Marcello e il portico di Ottavia.
- Il Rione XII Ripa è il quartiere del vecchio porto di Ripa Grande, dove oggi il centro è diventata Piazza Bocca della Verità, dove si trovano il tempio di Ercole Vincitore e la basilica di Santa Maria in Cosmedin.
- Il Rione XIII Trastevere è il quartiere simbolico del popolo romano, con la basilica di Santa Maria in Trastevere, la fontana dell'Acqua Paola, la basilica di San Crisogono e la casa della Farnesina.
- Il Rione XIV Borgo profondamente modificato durante il governo di Benito Mussolini, conserva Castel Sant'Angelo e la via della Conciliazione.
- Il Rione XV Esquilino conserva Piazza Vittorio Emanuele II con i "Trofei di Mario", il Sepolcro di Eurisace e la basilica di Santa Croce in Gerusalemme.
- Il Rione XVI Ludovisi dove un tempo vi era l'omonima villa, conserva di storico la Porta Pinciana delle mura aureliane.
- Il Rione XVII Sallustiano dove si trovano gli Horti Sallustiani e la Porta Salaria.
- Il Rione XVIII Castro Pretorio dove un tempo vi si trovavano le caserme di Tiberio, oggi ospita il Museo nazionale romano, Porta Pia, le Terme di Diocleziano e la Piazza della Repubblica.
- Il Rione XIX Celio è rappresentato dal Colosseo, con l'Arco di Costantino e nei pressi la basilica dei Santi Quattro Coronati.
- Il Rione XX Testaccio rappresentato dalla Piramide Cestia.
- Il Rione XXI San Saba contenente la basilica di Santa Balbina all'Aventino, la basilica di San Saba, il Circo Massimo e le Terme di Caracalla.
- Il Rione XXII Prati, principalmente composto da slarghi come Piazza dei Quiriti, Piazza Cavour e Piazza della Libertà.

Città minori di interesse nell'Area Metropolitana

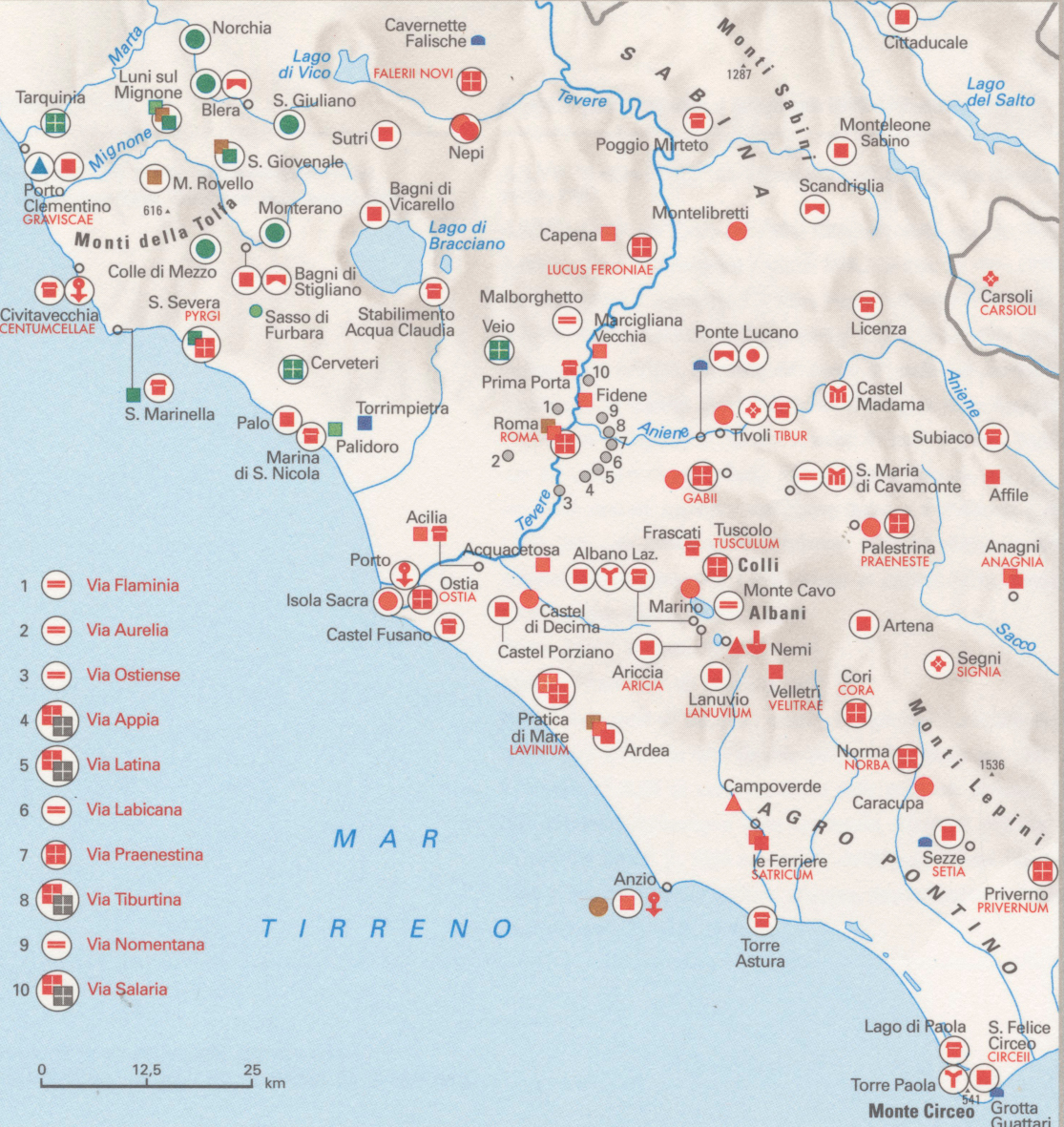
Siti archeologici del Lazio

- Albano Laziale: basilica cattedrale di San Pancrazio, la chiesa di San Pietro Apostolo, la chiesa e convento di San Paolo, la chiesa e convento di Santa Maria della Stella, la chiesa e convento di San Bonaventura, il Palazzo Savelli, il Palazzo Pamphilj e il sito archeologico di Castra Albana.
- Bracciano: il Duomo di Santo Stefano, la chiesa di Santa Maria Novella, il castello Orsini-Odescalchi e il Palazzo Patrizi.
- Castel Gandolfo: la collegiata di San Tommaso da Villanova, la chiesa della Madonna del Lago, il Palazzo Pontificio e la Villa romana di Domiziano.
- Civitavecchia: la cattedrale di San Francesco, l'antico porto di Civitavecchia, il Forte Michelangelo, la Fontana del Vanvitelli e le Terme Taurine.
- Velletri: la cattedrale di San Clemente, la chiesa di Santa Maria del Trivio, il Palazzo Comunale, la Porta Napoletana, il Parco Regionale dei Castelli Romani.
- Tivoli: la cattedrale di San Lorenzo, la chiesa di Santa Maria Maggiore, la Villa d'Este, la Rocca Pia, la Villa Adriana e il Tempio della Tosse nell'area archeologica di Tibur.
- Cerveteri: la Necropoli della Banditaccia, sito Unesco

### Viterbo

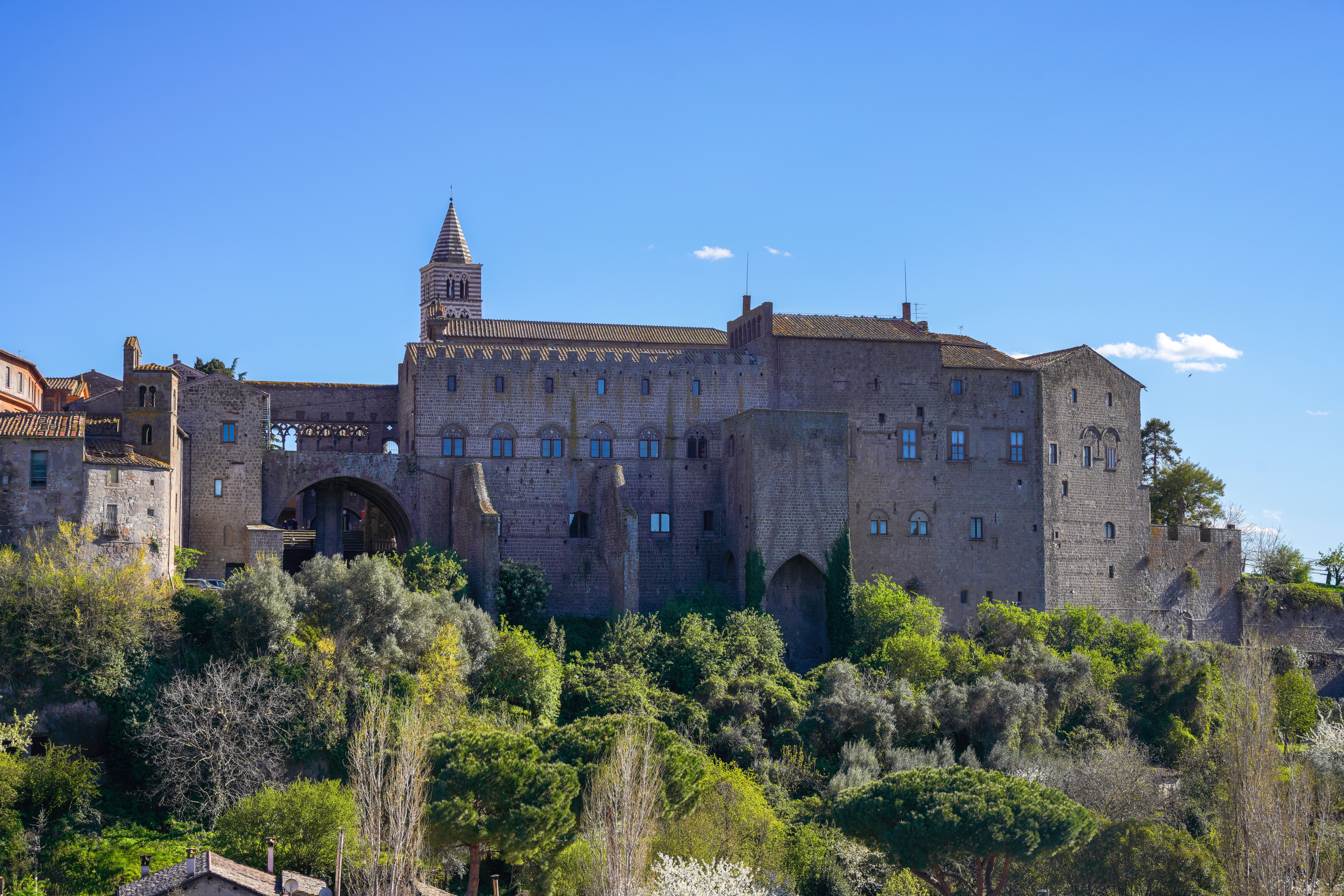
Viterbo: Palazzo dei Papi

La città di Viterbo, probabilmente di origini etrusche, ebbe importanza soprattutto nel medioevo perché, conosciuta come Città dei Papi, nel XIII secolo fu sede pontificia a causa del clima troppo turbolento di Roma, e per 24 anni il Palazzo dei Papi ospitò il conclave, prima di essere spostato in Vaticano. Presenta un vasto centro storico medievale, con il quartiere di San Pellegrino ben conservato, e cinto da mura quasi perfettamente integre. È celebre come città termale.
Di interesse: il Palazzo dei Papi, la cattedrale di San Lorenzo, la chiesa di Santa Maria Nuova, la chiesa di San Silvestro, la basilica di San Francesco alla Rocca, la necropoli di Castel d'Asso.
Città maggiori di interesse nella provincia
- Tarquinia: la Cattedrale, la chiesa di Santa Maria in Castello a Tarquinia, il Palazzo Vitelleschi, e la Necropoli Etrusca.
- Civita Castellana: la cattedrale di Santa Maria Maggiore, la chiesa di Santa Maria del Carmine, il Forte Sangallo, il Palazzo Onorati e il sito archeologico di Vignale
- Bolsena: l'antica città romana e la chiesa di Santa Cristina e la Rocca Monaldeschi.
- Civita di Bagnoregio: è la frazione di Bagnoregio, soprannominata la "Città che muore", caratteristico borgo medievale sopra uno sperone di tufo.
- Grotte di Castro: la basilica di Santa Maria del Suffragio, la chiesa di San Pietro, il Museo Archeologico
- Montefiascone: la chiesa di Santa Maria di Montedoro, la chiesa di San Flaviano, la RoccaMedievale
- Nepi: la Basilica Concattedrale Santa Maria Assunta,la Chiesa di San Pietro, la Chiesa del Carmine,il Museo Civico,il Castello dei Borgia con la sua maestosa torre
- Ronciglione: la chiesa di Santa Maria della Provvidenza, la Cattedrale dei Santi Pietro e Caterina, la chiesa di Sant'Eusebio, la Rocca Medievale e il lago di Vico
- Tuscania: la chiesa romanica di San Pietro, la chiesa di Santa Maria Maggiore, l'Abbazia di San Giusto a Tuscania, il Castello Rivellino e il complesso del Museo archeologico nazionale Tuscanese con resti delle tombe Curunas

### Rieti

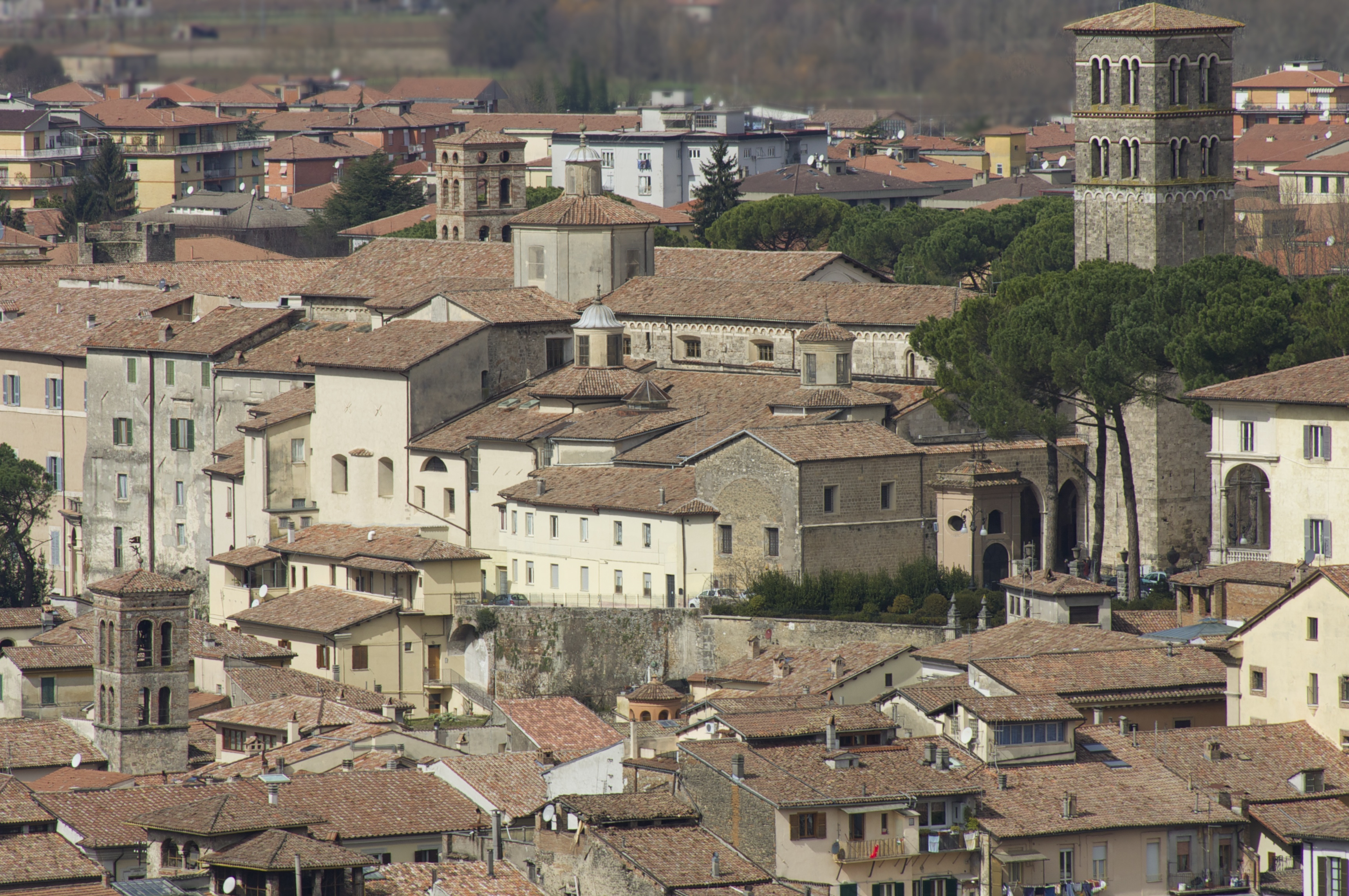
Veduta di Rieti

Fondata durante l'Età del ferro, fu una delle città più importanti dei Sabini, successivamente nel III secolo a.C. conquistati da Roma. La città allora assunse il nome di Reate; e dopo la caduta dell'Impero fu saccheggiata dai Visigoti, e con i Longobardi fu gastaldato del Ducato di Spoleto. Successivamente, nel XIII secolo, divenne parte dello Stato Pontificio, anche se nel 1861 con l'Unità d'Italia fu aggregata alla provincia dell'Umbria, e solo nel 1927 entra a far parte del Lazio come capoluogo dell'omonima provincia.
Di interesse le chiese di Rieti: in particolare la Cattedrale di Santa Maria Assunta, la basilica di Sant'Agostino, la chiesa di San Francesco, la chiesa di San Rufo, il Palazzo Vescovile, il Palazzo Vincentini, il Teatro Flavio Vespasiano e l'area archeologica di Reate, comprendente il Ponte romano di Rieti e le Mura medievali.
Città minori di interesse nella provincia
- Amatrice: borgo all'estremo confine con la provincia di Ascoli Piceno. Il borgo è caratterizzato dal corso Umberto, con le chiese di Sant'Agostino e la torre civica
- Antrodoco: i luoghi della prima battaglia del Risorgimento italiano, chiesa romanica di Santa Maria Extra Moenia del secolo XI
- Castel Sant'Angelo: da vedere la chiesa di Santa Maria della Porta, la chiesa di San Biagio e il sito archeologico di Aquae Cutiliae.
- Cittaducale: la chiesa di San Vittorino, il Palazzo Vescovile, il Palazzo Dragonetti e il sito archeologico con le terme di Vespasiano
- Collalto Sabino: il Castello Baronale (monumento principale del borgo medievale), e la chiesa della Madonna della Speranza
- Fara in Sabina: l'abbazia di Farfa, la collegiata di Sant'Antonio, la chiesa di San Giacomo, il Palazzo Orsini e i resti della Badia di San Martino.
- Greccio: borgo famoso principalmente per il santuario di Greccio, fondato nel 1288 presso una grotta visitata da San Francesco d'Assisi.
- Leonessa: la chiesa di San Pietro, la chiesa di San Francesco.

### Frosinone

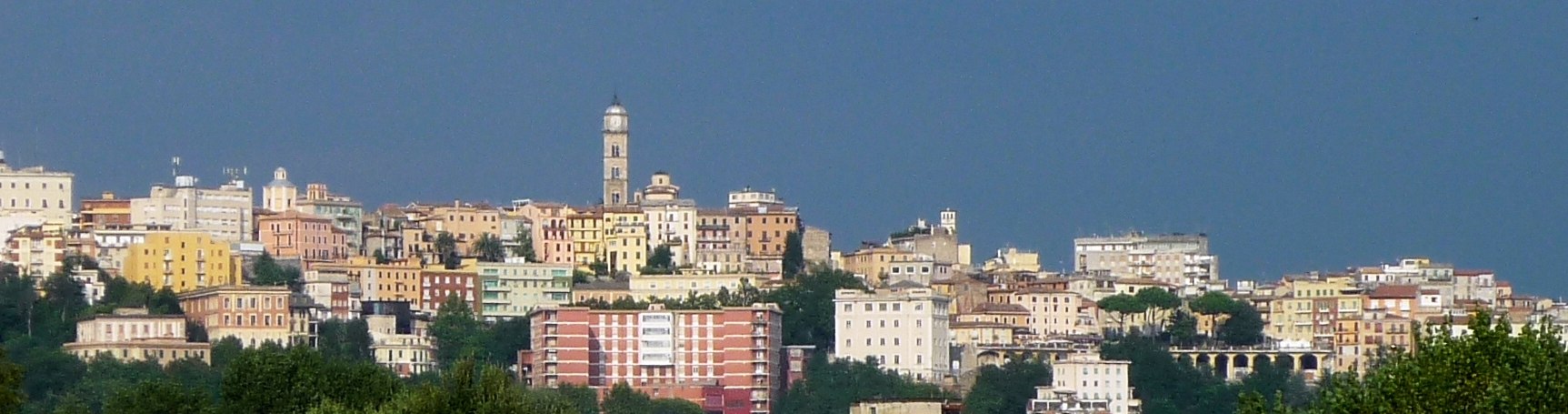
Veduta di Frosinone

Città volsca come Frusna, dopo la conquista romana divenne Frùsino è posta nella Valle Latina. Dell'antico passato conserva l'anfiteatro romano, anche se nel corso dei secoli, specialmente nel Medioevo, ha cambiato il proprio aspetto da centro romano a cittadella medievale fortificata.
Di interesse innanzitutto le chiese: la cattedrale di Santa Maria Assunta, la chiesa di San Benedetto e il Santuario della Madonna della Neve, successivamente le architetture del Palazzo Tiravanti, la Fontana Livio de Carolis e l'anfiteatro romano fuori dalla città.
Luoghi interesse nella provincia
Chiese, santuari, abbazie

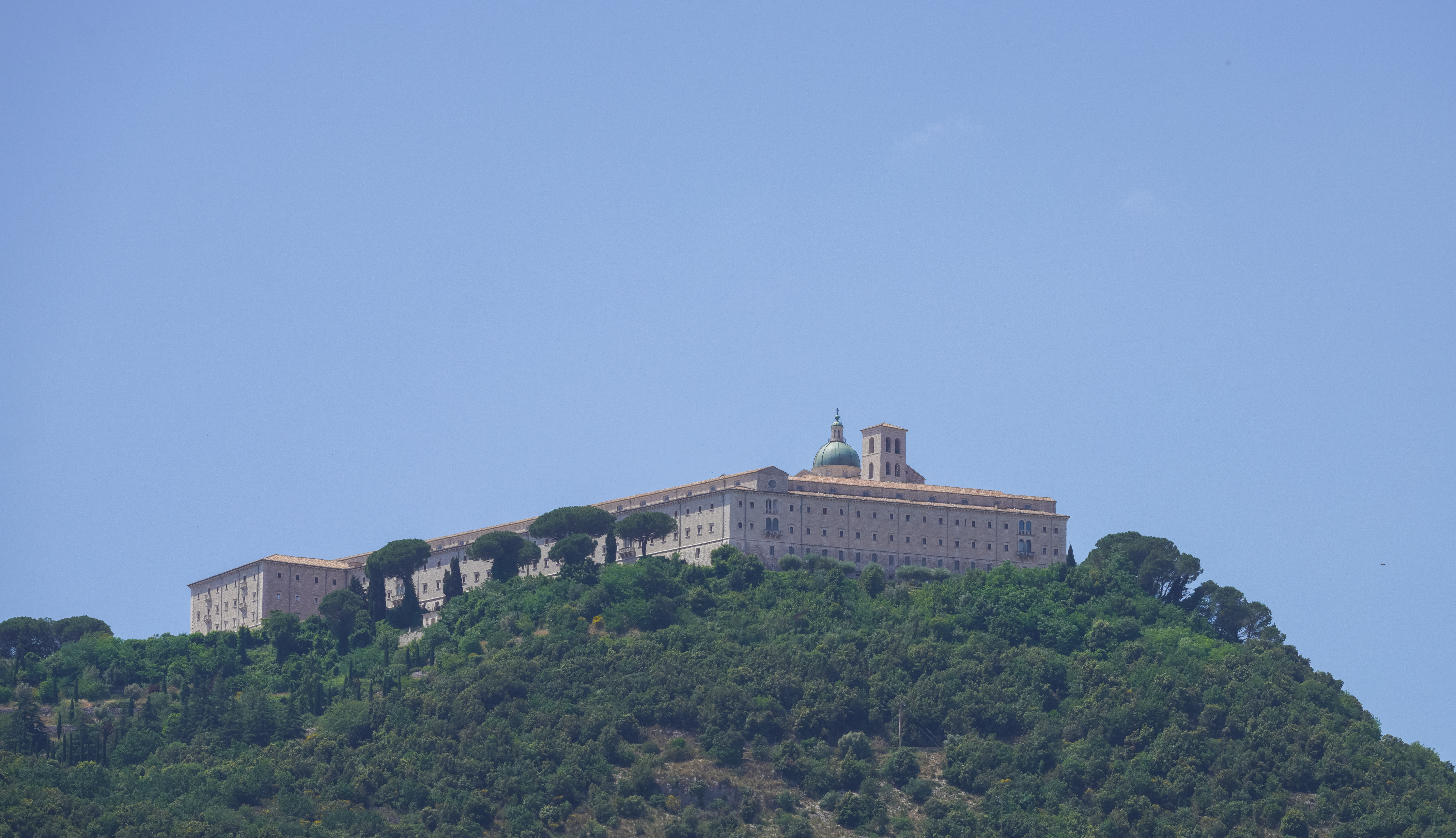
Abbazia di Montecassino

- Convento di San Francesco (Vicalvi)
- Collegiata di Santa Maria Maggiore (Alatri)
- Duomo di Anagni
- Chiesa di Santa Maria della Libera (Aquino)
- Abbazia di Montecassino (Cassino)
- Certosa di Trisulti (Collepardo)
- Abbazia di Casamari (Veroli)

Castelli e palazzi nobili
La Valle Latina, corrispondente parzialmente alla moderna provincia di Frosinone, fu definita da Gregorovius "la chiave del Regno di Napoli".. Molti dei suoi centri sono caratterizzati dalla presenza di un castello o di una fortificazione. Discorso similare per le altre aree minori della provincia. Tra gli edifici più importanti:
- Castello Longobardo (Vicalvi)
- Castello Cantelmo (Alvito)
- Castello di Isoletta (Arce)
- Palazzo dei Papi (Anagni)
- Rocca Janula (Cassino)
- Castello Boncompagni - Viscogliosi (Isola del Liri)
- Castello di Monte San Giovanni Campano
- Castello Longhi (Fumone)
- Castello dei Conti d'Aquino (Roccasecca)
- Roccaguglielma (Esperia)

### Latina

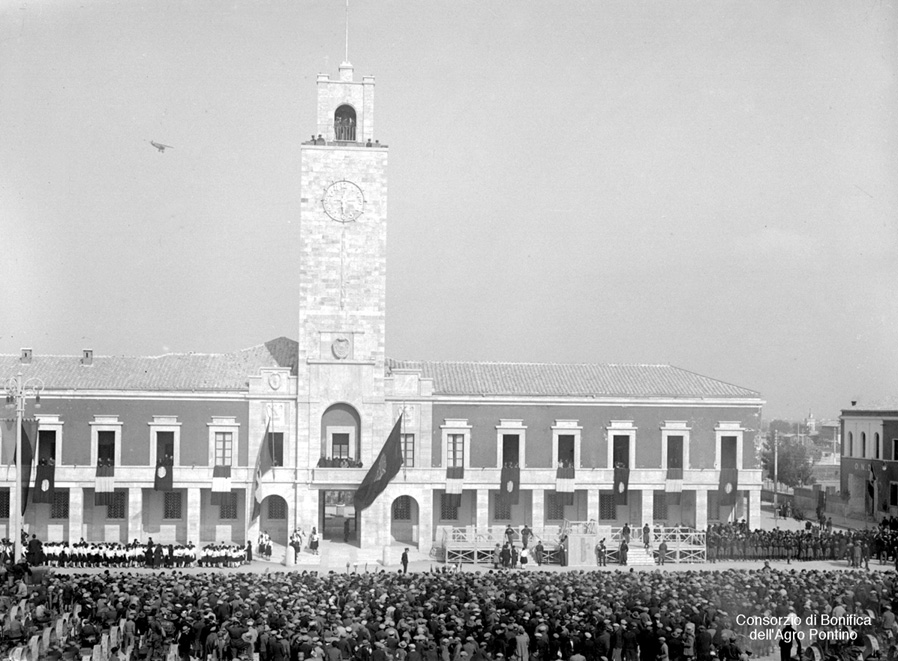
Inaugurazione di Latina come Littoria (18 dicembre 1932)

Fu fondata nel ventennio fascista il 18 dicembre 1932, come Littoria. Città con un impianto fortemente razionalista, dal punto di vista architettonico, assunse il nome attuale solo nel 1945.
Di interesse la cattedrale di San Marco, il Palazzo Littorio con la torre e il Palazzo delle Poste.
Le città di interesse nella provincia sono Aprilia, Cisterna di Latina, Priverno, Sezze, Cori, Sermoneta, Terracina, Campodimele, Sabaudia, Gaeta, Fondi, Formia, Sperlonga e le Isole Ponziane.

### Aree naturali

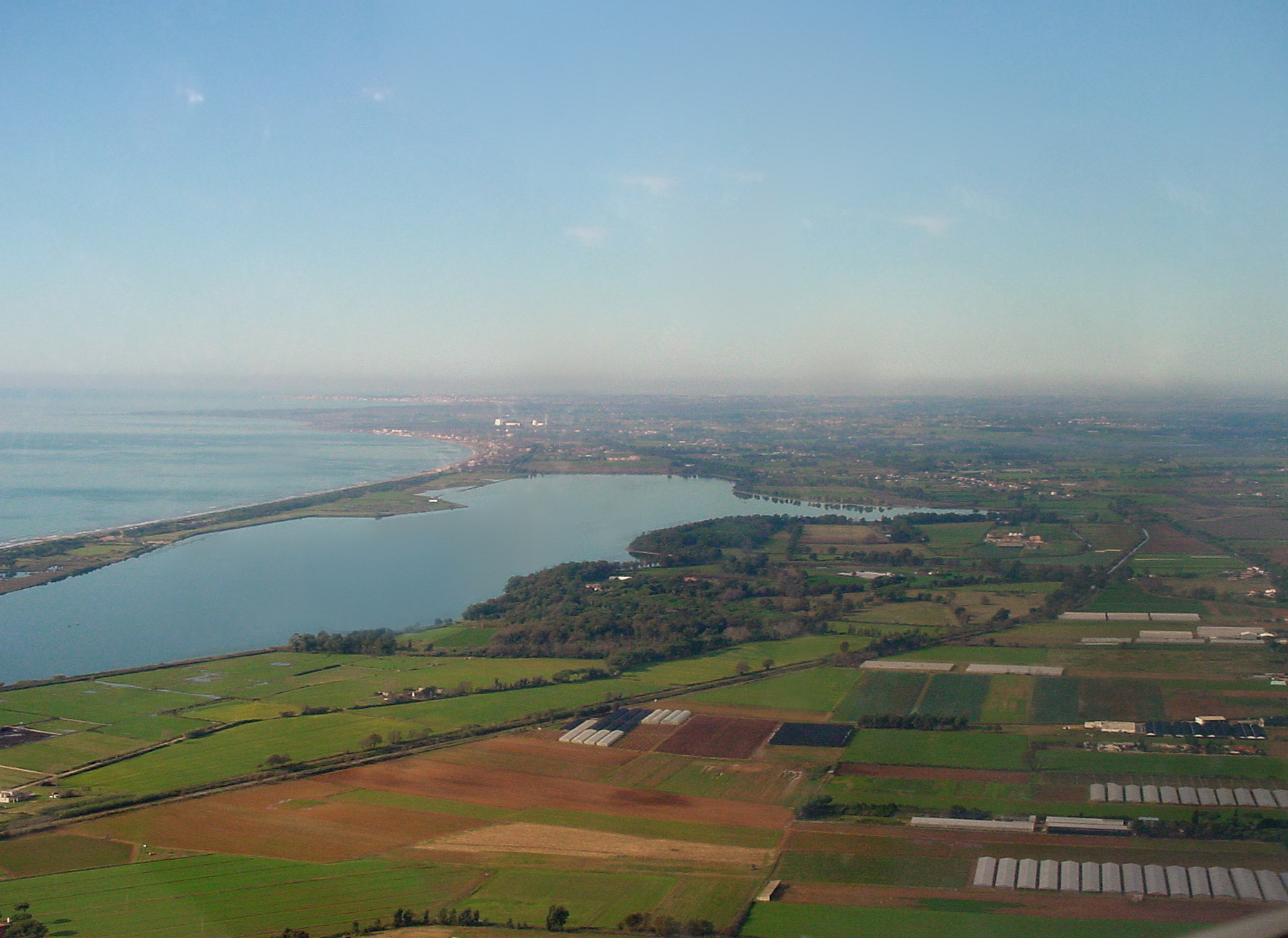
Laghi costieri del Parco nazionale del Circeo.

Il Lazio presenta numerosi parchi, riserve e altre aree naturali protette. I più importanti sono i tre parchi nazionali che si estendono almeno in parte sul territorio regionale: il Parco nazionale d'Abruzzo, Lazio e Molise, il Parco nazionale del Circeo (l'unico interamente ricompreso nel Lazio) e il Parco nazionale del Gran Sasso e Monti della Laga.
Accanto a questi, sono state istituite molte aree protette nella Regione, specialmente negli ultimi anni, assecondando e favorendo lo sviluppo di una maggior sensibilità alle problematiche relative alla conservazione del territorio, tra i cittadini. Tra questi i SIC, siti di interesse comunitario, di rilevante importanza in ambito CEE riferiti alla regione biogeografica mediterranea.

### Siti patrimonio dell'umanità (UNESCO)

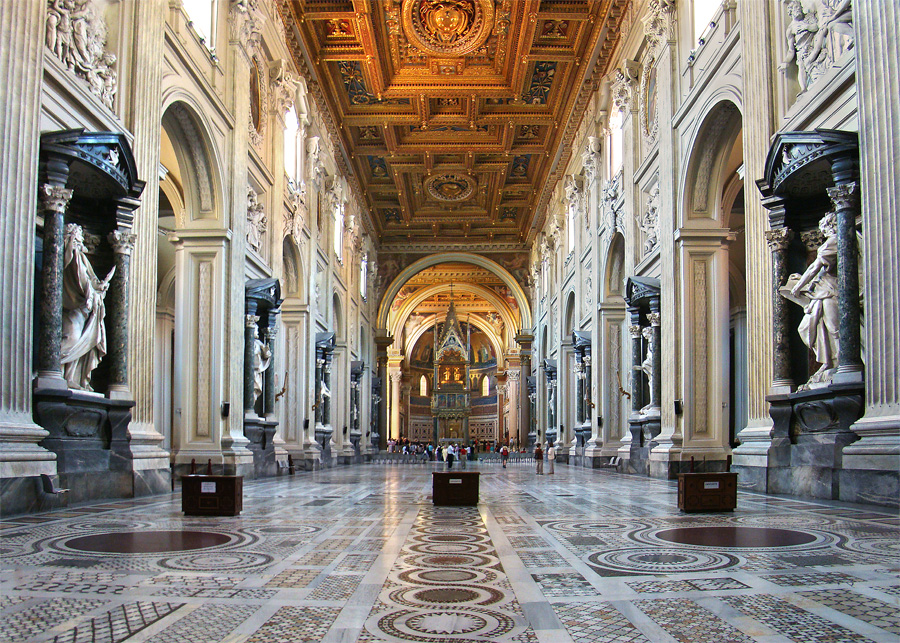
Interno della basilica di San Giovanni in Laterano

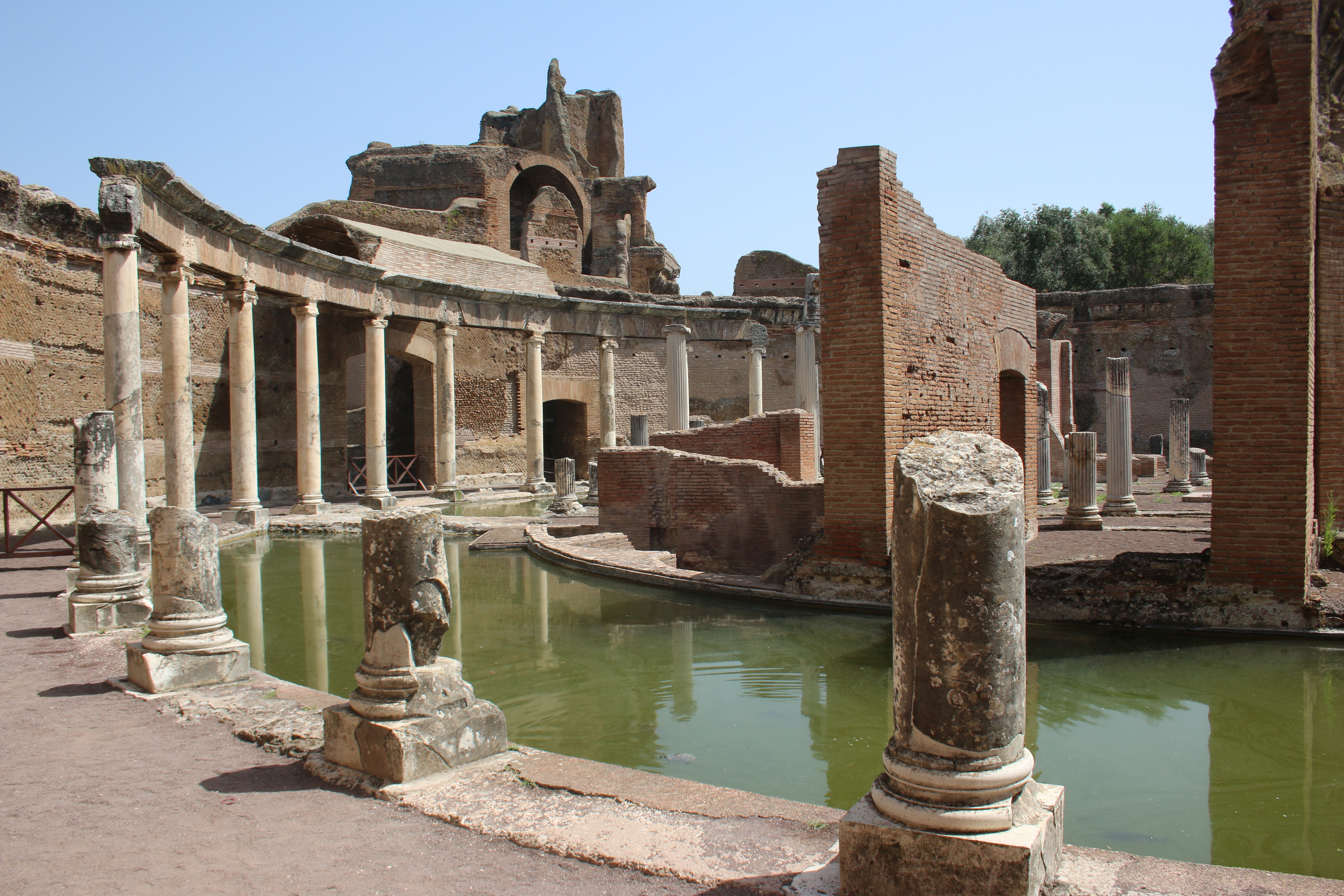
Villa Adriana, Tivoli

- Centro storico di Roma e le proprietà extraterritoriali della Santa Sede nella città e la basilica di San Paolo fuori le mura (1980–1990)
- Villa Adriana – Tivoli
- Villa d'Este – Tivoli
- Necropoli etrusche di Cerveteri e Tarquinia (2004)
- Faggeta vetusta depressa di Monte Raschio (2017)
- Faggeta di Monte Cimino (2017)
- Via Appia. Regina Viarum. (2024)

## Società

### Evoluzione demografica
Abitanti censiti (migliaia)

La popolazione del Lazio è così suddivisa tra le sue cinque province:
| Pos. | Stemma | Provincia                   | Abitanti (ab) | Superficie (km²) | Densità (ab/km²) |
| ---- | ------ | --------------------------- | ------------- | ---------------- | ---------------- |
| 1º   |        | Città metropolitana di Roma | 4 225 089     | 5 363,28         | 786              |
| 2º   |        | Provincia di Latina         | 566 918       | 2 256,16         | 250              |
| 3º   |        | Provincia di Frosinone      | 462 828       | 3 247,08         | 143              |
| 4º   |        | Provincia di Viterbo        | 307 547       | 3 615,24         | 85               |
| 5º   |        | Provincia di Rieti          | 150 136       | 2 750,52         | 55               |

#### Comuni più popolosi
Di seguito la tabella riporta la popolazione residente nei comuni del Lazio con popolazione superiore a 50.000 abitanti:
In grassetto sono segnati i capoluoghi di provincia.
| #  | Comune              | Provincia | Abitanti  |
| -- | ------------------- | --------- | --------- |
| 1  | Roma                | Roma      | 2 748 641 |
| 2  | Latina              | Latina    | 127 800   |
| 3  | Guidonia Montecelio | Roma      | 89 153    |
| 4  | Fiumicino           | Roma      | 83 011    |
| 5  | Aprilia             | Latina    | 74 580    |
| 6  | Viterbo             | Viterbo   | 66 312    |
| 7  | Pomezia             | Roma      | 64 949    |
| 8  | Anzio               | Roma      | 59 550    |
| 9  | Tivoli              | Roma      | 55 054    |
| 10 | Velletri            | Roma      | 52 877    |
| 11 | Civitavecchia       | Roma      | 51 657    |
| 12 | Ardea               | Roma      | 50 755    |

### Etnie e minoranze straniere
Al 1 gennaio 2019 i cittadini stranieri residenti nella regione sono 629.171.
Di seguito i dieci principali gruppi per nazionalità:
| Stato      | Numerosità | Percentuale |
| ---------- | ---------- | ----------- |
| Romania    | 213.137    | 33,9%       |
| Filippine  | 42.086     | 6,7%        |
| Bangladesh | 35.286     | 5,6%        |
| India      | 28.199     | 4,5%        |
| Cina       | 23.032     | 3,7%        |
| Albania    | 22.793     | 3,6%        |
| Ucraina    | 22.568     | 3,6%        |
| Polonia    | 18.725     | 3,0%        |
| Egitto     | 15.539     | 2,5%        |
| Perù       | 14.219     | 2,3%        |

### Lingue e dialetti

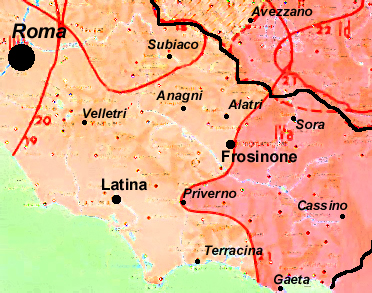
Dialetti mediani e Dialetti meridionali (in magenta) nel Lazio tra le province di Frosinone e Latina, il confine è segnato dal consonantismo.

L'uso vivo dei dialetti nel Lazio è sempre più in rarefazione, soprattutto nell'area metropolitana romana, dove al loro posto si sostituisce una variante regionale dell'italiano, caratterizzata dall'affricazione della s davanti a consonante nasale (insomma [ĩn.ˈʦõm.ma]), e dal raddoppiamento della b e della g (abile [ˈab.bi.le], regina [reʤ.ˈʤiː.na]). Diffusissima è l'apocope della sillaba finale della parola (ma' per "mamma", anda' per "andare" ecc.). Nella sintassi si registra l'uso dell'indicativo in dipendenza dei verba putandi ("credo che torna"), nel lessico parole come "pupo", "caciara", "pedalini", "annamo". I dialetti resistono invece nell'uso nelle altre province della regione, e in generale dove è meno forte l'influsso linguistico della capitale.

#### Gruppi dialettali
I dialetti della regione Lazio sono classificati, tenendo conto la città di Roma che rappresenta una sorta di isola linguistica a sé stante, entro cinque aree fondamentali:
- Area della Tuscia. Corrisponde all'incirca all'attuale provincia di Viterbo I dialetti di questa zona appartengono al gruppo dei dialetti italiani mediani (come il dialetto laziale centro-settentrionale e l'umbro), ma presentano influssi toscaneggianti o italianeggianti, provenienti sia da nord che da Roma. I dialetti di questa zona sono talvolta definiti "paramediani" a sottolineare le caratteristiche ibride e l'elemento italianeggiante in crescita.
- Area reatina. Essa comprende la provincia di Rieti principalmente. Il dialetto parlato è il "sabino", di tipo mediano.
- Area laziale centro-settentrionale. Riguarda una piccola parte della città metropolitana di Roma e la parte delle province di Frosinone e Latina appartenuta allo Stato Pontificio (area conosciuta storicamente ed istituzionalmente come Campagna e Marittima), con ad esempio i comuni di Frosinone, Anagni, Fiuggi, Patrica e con quelli del versante "pontino" dei Monti Lepini ed Ausoni (ad es. Artena, Cori, Norma, Sezze, Priverno, Sonnino). Il dialetto parlato è il dialetto laziale centro-settentrionale[29] (impropriamente definito a livello popolare e mediatico "ciociaro"), ed anch'esso va inserito nell'elenco dei dialetti mediani. Dell'antico Stato della Chiesa facevano parte anche Terracina e San Felice Circeo, ove vi sono parlate che prevedono soprattutto elementi "mediani", ma con un sistema vocalico meridionaleggiante, e in condizioni comunque diverse dal normale (caratteristica presente anche in altri comuni)[non chiaro]. L'area urbana di Cisterna di Latina rappresenta un'area di transizione con l'area romanesca (substrato mediano/lepino e superstrato romanesco), inoltre tutta la zona dei Colli Albani presenta subregioni affini all'area laziale, e subregioni affini all'area romanesca.
- Area romanesca che comprende Roma con estensione alla zona costiera tra Civitavecchia e l'Agro Pontino. In quest'area è parlato il dialetto romanesco che deriva dalla toscanizzazione dell'arcaico dialetto laziale parlato a Roma: questo, anticamente di tipo mediano, si è profondamente trasformato maturando caratteristiche proprie radicalmente distinte dai dialetti mediani circostanti, risultando così (escluso in parte il lessico) più affine all'italiano e ai dialetti toscani. Con poche differenze è parlato anche nelle città di Latina, Sabaudia, Aprilia, e in buona parte Pontinia, anche se nell'Agro Pontino vi è anche l'utilizzo (sebbene in regresso) del dialetto veneto nelle comunità venetopontine e più in generale dovuto all'origine settentrionale dei pionieri della pianura bonificata.
- Area laziale meridionale. Corrisponde a quella parte delle province di Frosinone e Latina appartenuta fino al 1927 alla Terra di Lavoro  (nell'epoca pre-unitaria era parte del regno di Napoli). Il dialetto di questa zona è il laziale meridionale, è di tipo meridionale, molto simile ai dialetti campani, con qualche elemento linguistico, in forma minoritaria, in accordo con le parlate "mediane" (dialetti laziale centro-settentrionale e romanesco). In ogni caso, le differenze tra i vari dialetti di quest'area sono più marcate rispetto a quelle delle altre aree. Rileviamo nella zona costiera o nei suoi pressi (Gaeta, Formia, Sperlonga, Fondi, Itri ecc.) e in alcuni punti della zona interna (es. Cassino, Sant'Apollinare, Pignataro Interamna, San Giorgio a Liri) un sistema vocalico napoletano per ciò che concerne la vocale finale e a volte molisano-pugliese per le vocali interne, mentre altre parlate sempre di comuni della zona interna (Castelforte, Minturno, Ausonia, e più a nord, Lenola) pur appartenendo ai dialetti meridionali hanno un sistema vocalico simile ai dialetti mediani. Peculiare è la situazione di Cervaro, in cui il dialetto del centro storico è a base molisano-pugliese, più che napoletana[senza fonte]. Nel centro storico di Gaeta si parla, sostanzialmente, il dialetto napoletano, poiché in esso risiedevano i funzionari amministrativi e militari del regno di Napoli. Il napoletano è parlato anche nelle isole di Ponza e di Ventotene.

### Tradizioni e folclore

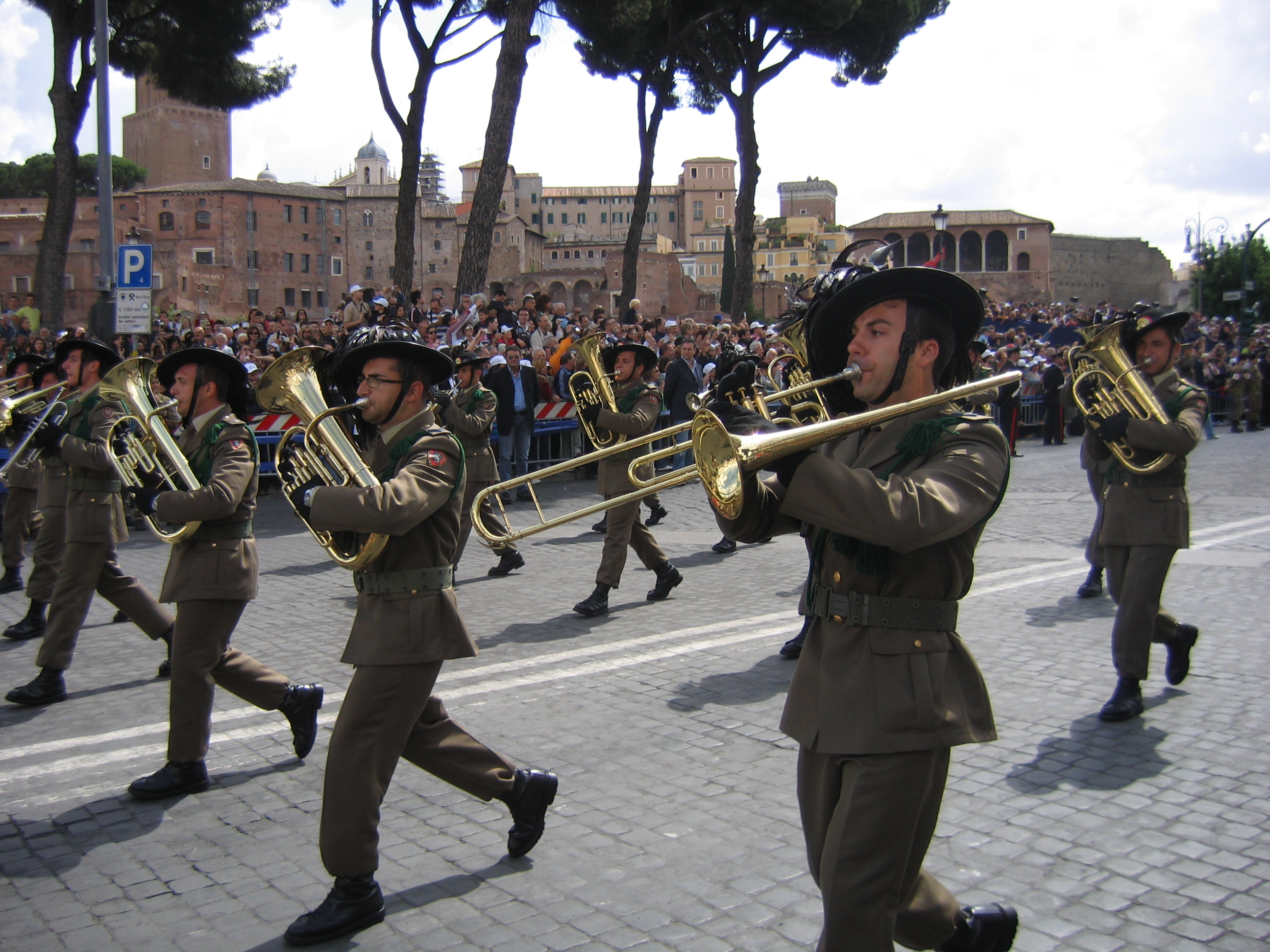
Bersaglieri in parata lungo i Fori Imperiali, durante la Festa della Repubblica (2007)

Il Natale di Roma, il giorno in cui Romolo avrebbe fondato la città nel 753 a.C., viene festeggiato, il 21 aprile, con rappresentazioni in costume, eventi culturali e manifestazioni ludiche.
Durante la Festa della Repubblica, il 2 giugno sempre a Roma, si svolge la tradizionale parata militare lungo via dei Fori Imperiali che termina a piazza Venezia presso l'Altare della Patria al Vittoriano.
Per la festa religiosa del Corpus Domini a Genzano di Roma si svolge la tradizionale infiorata di Genzano, una manifestazione caratterizzata dall'allestimento di un tappeto floreale lungo il percorso della processione religiosa.
Il primo sabato dopo il 16 luglio, in occasione della ricorrenza della Madonna del Carmelo, a Trastevere a Roma si svolge la Festa de Noantri mentre nella città di Terracina si svolge la Festa del Mare in onore della stessa.
Il giorno di San Giuseppe a Itri si svolge la tradizionale festa paesana dei fuochi di San Giuseppe di Itri.
Il 4 settembre, a Viterbo, si festeggia Santa Rosa, compatrona della Città, ma l'evento si ha la sera precedente, il 3 settembre, quando si può assistere al trasporto della Macchina di Santa Rosa, un'imponente costruzione votiva trasportata dai Facchini di Santa Rosa.

## Cultura

### Istruzione

#### Scuola
Secondo gli ultimi dati pubblicati dall'ISTAT, relativi al ciclo scolastico 2011/2012, nel Lazio erano presenti 1.832 Scuole dell'infanzia, pubbliche e private, pari al 7.6% del dato nazionale, frequentate da 152.252 bambini, il 9% del dato nazionale.
Per quanto riguarda la scuola primaria, pubblica e privata, nello stesso periodo sono state censite 1.349 scuole, pari al 7,7% su scala nazionale, frequentate da 261.574 alunni, il 9,3% di quelli italiani.
Per quanto riguarda la Scuola secondaria di primo grado in Italia (le ex scuole medie), pubbliche e private, le scuole erano 604, il 7,6% d'Italia, frequentate da 163.308 alunni, il 9,1% d'Italia.
A livello di Scuola secondaria di secondo grado in Italia, solo istruzione pubblica, le scuole erano 640, il 9,1% d'Italia, frequentate da 246.726 studenti, il 9,3% del dato nazionale.

#### Biblioteche

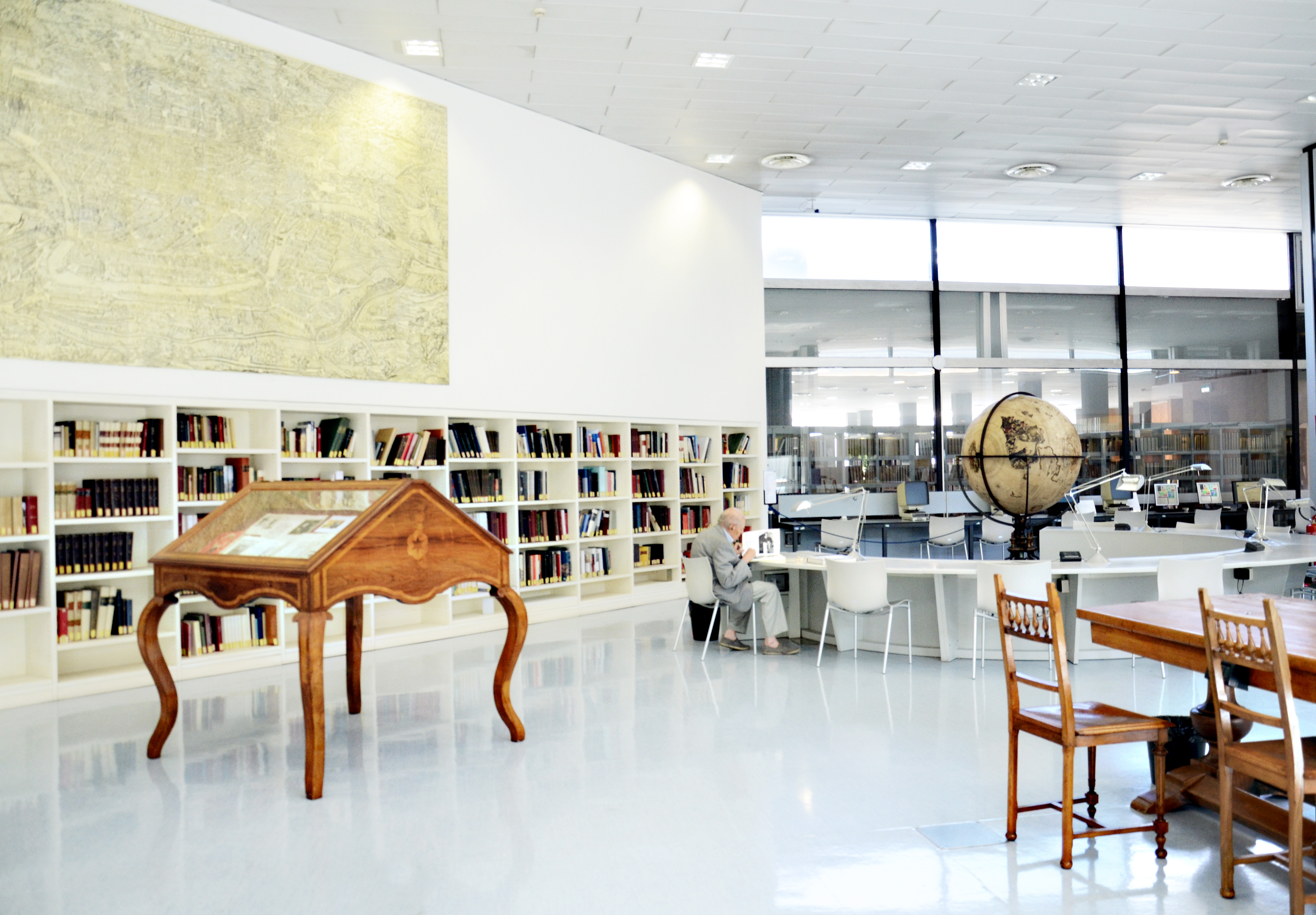
La Biblioteca Nazionale Centrale di Roma (BNCR)

Nel Lazio si trovano le sedi di diverse biblioteche. A Roma vi sono ad esempio: la Biblioteca Angelica, la Biblioteca dell'Istituto dell'Enciclopedia Italiana, la Biblioteca Nazionale Centrale Vittorio Emanuele II, la biblioteca più grande d'Italia, e la Biblioteca Casanatense. Altre importanti biblioteche sono quelle monastiche ed ecclesiastiche nel Lazio meridionale, dove sorgevano i grandi poli culturali del medioevo latino, in particolare le biblioteche di Montecassino, che conserva il più antico documento in lingua italiana, e di Casamari. Di origine settecentesca, sempre nella Valle Latina, è la prestigiosa Biblioteca Giovardiana a Veroli.

#### Ricerca
Nel Lazio si trovano le sedi di diverse istituzioni di ricerca, come il Censis, l'Istituto INVALSI e l'American Academy in Rome tutte a Roma.

#### Musei
Roma

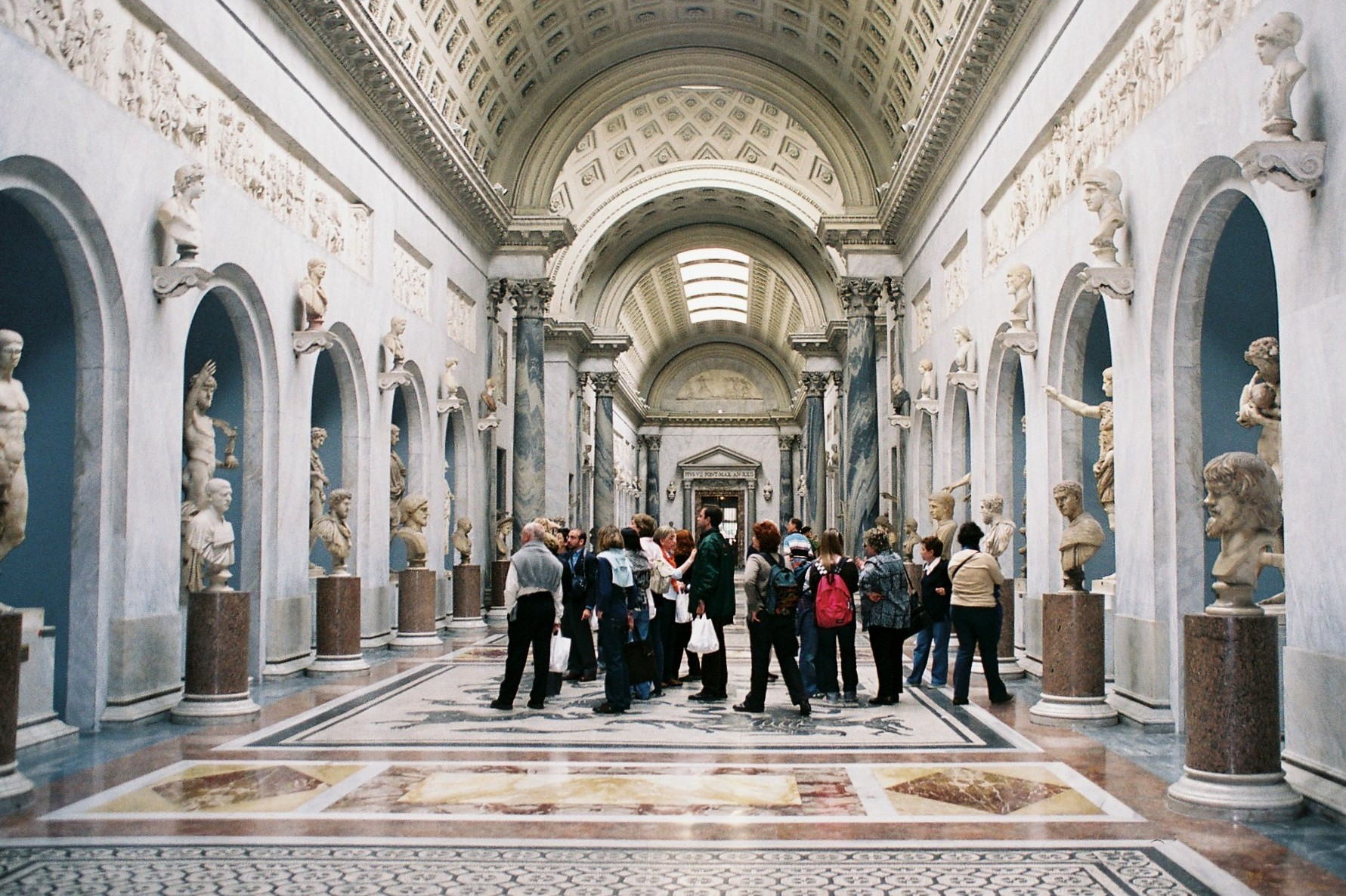
Musei Vaticani

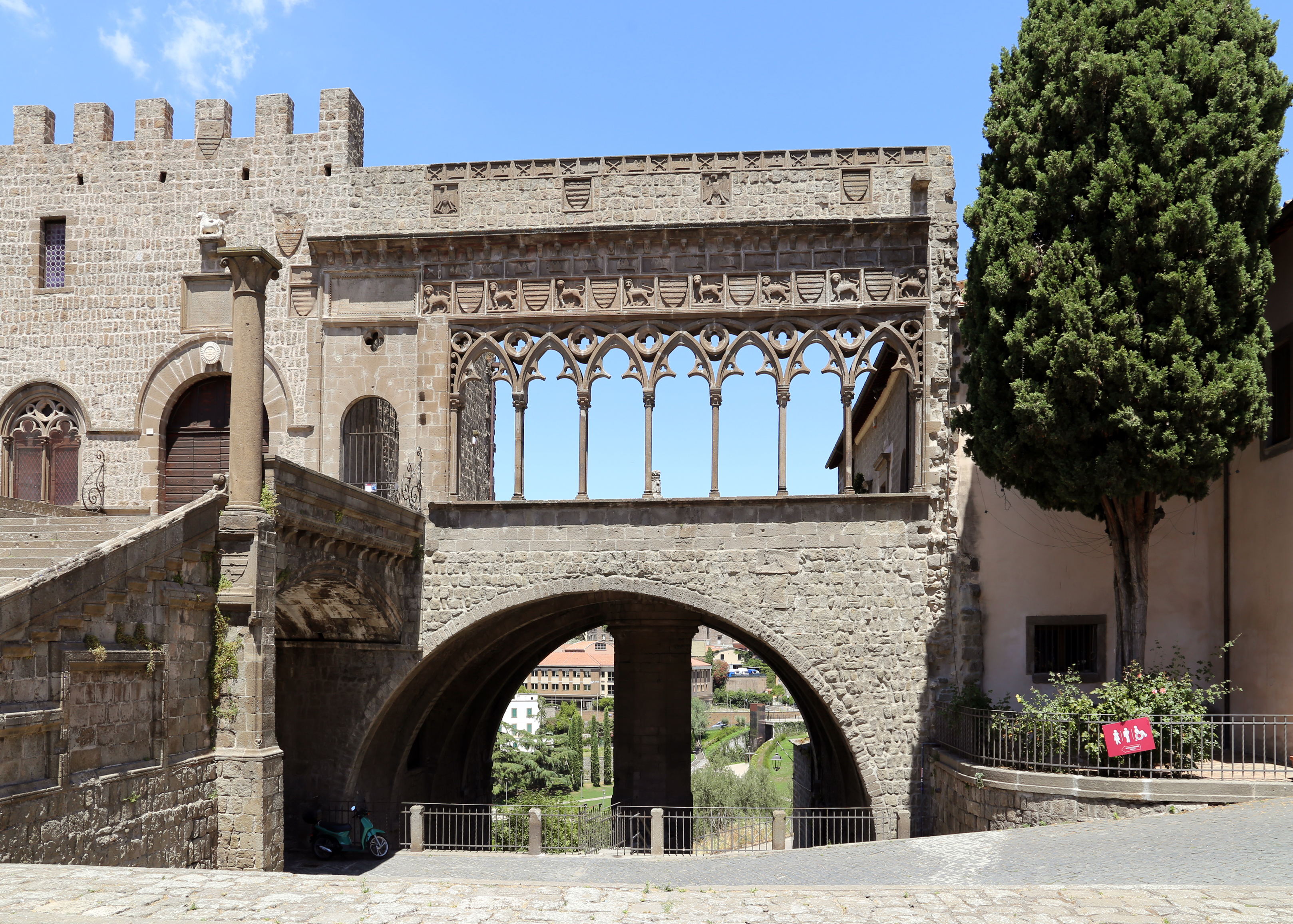
La loggia dei Papi ed il Palazzo Papale (Viterbo, dove si trova il Museo del Duomo

Tra i vari musei della città, quelli più famosi sono:
- Musei Vaticani
- Musei Capitolini
- Galleria Borghese
- Galleria nazionale d'arte moderna e contemporanea
- Gallerie nazionali d'arte antica
- Galleria Colonna
- Museo Nazionale Romano
- Museo di Roma a Palazzo Braschi
- Museo di Roma in Trastevere
- Museo centrale del Risorgimento
- Museo delle civiltà
- MACRO - Museo di arte contemporanea di Roma
- MAXXI

Nella regione
- Museo archeologico di Frosinone
- Museo archeologico nazionale G. Carettoni di Cassino
- Museo civico di Alatri
- Museo civico di Rieti
- Museo diocesano di Rieti
- Civico museo di arte moderna (Anticoli Corrado)
- Museo storico dell'Aeronautica Militare (Bracciano)
- Museo archeologico nazionale di Civitavecchia
- Museo delle navi romane (Fiumicino)
- Museo civico archeologico Lavinium (Pomezia)
- Museo di geofisica di Rocca di Papa
- Museo civico archeologico Oreste Nardini
- Museo nazionale etrusco Rocca Albornoz (Viterbo)
- Museo del Colle del Duomo (Viterbo)
- Galleria civica d'arte moderna e contemporanea di Latina)

#### Università

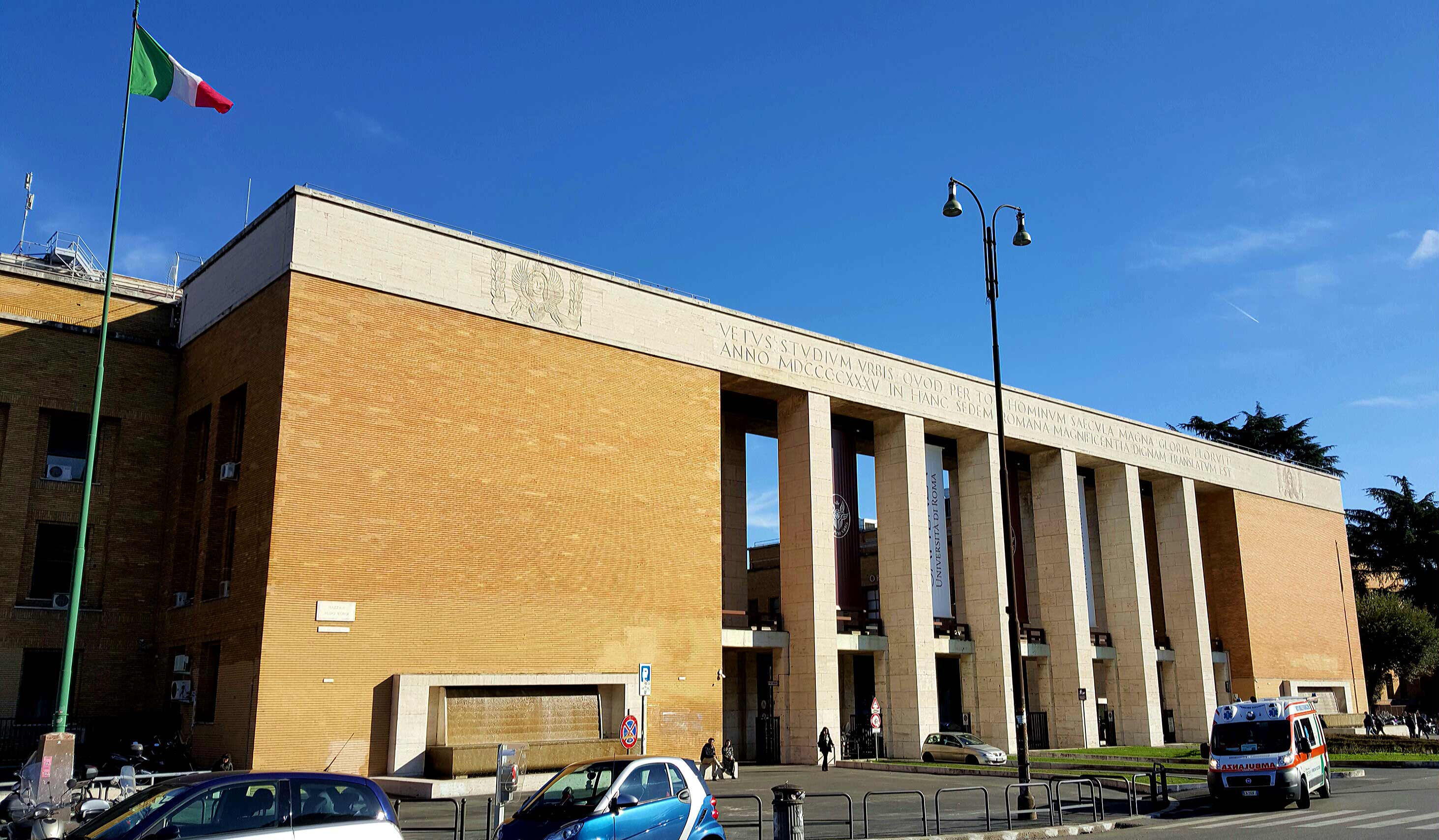
Ingresso all'Università "La Sapienza" di Roma

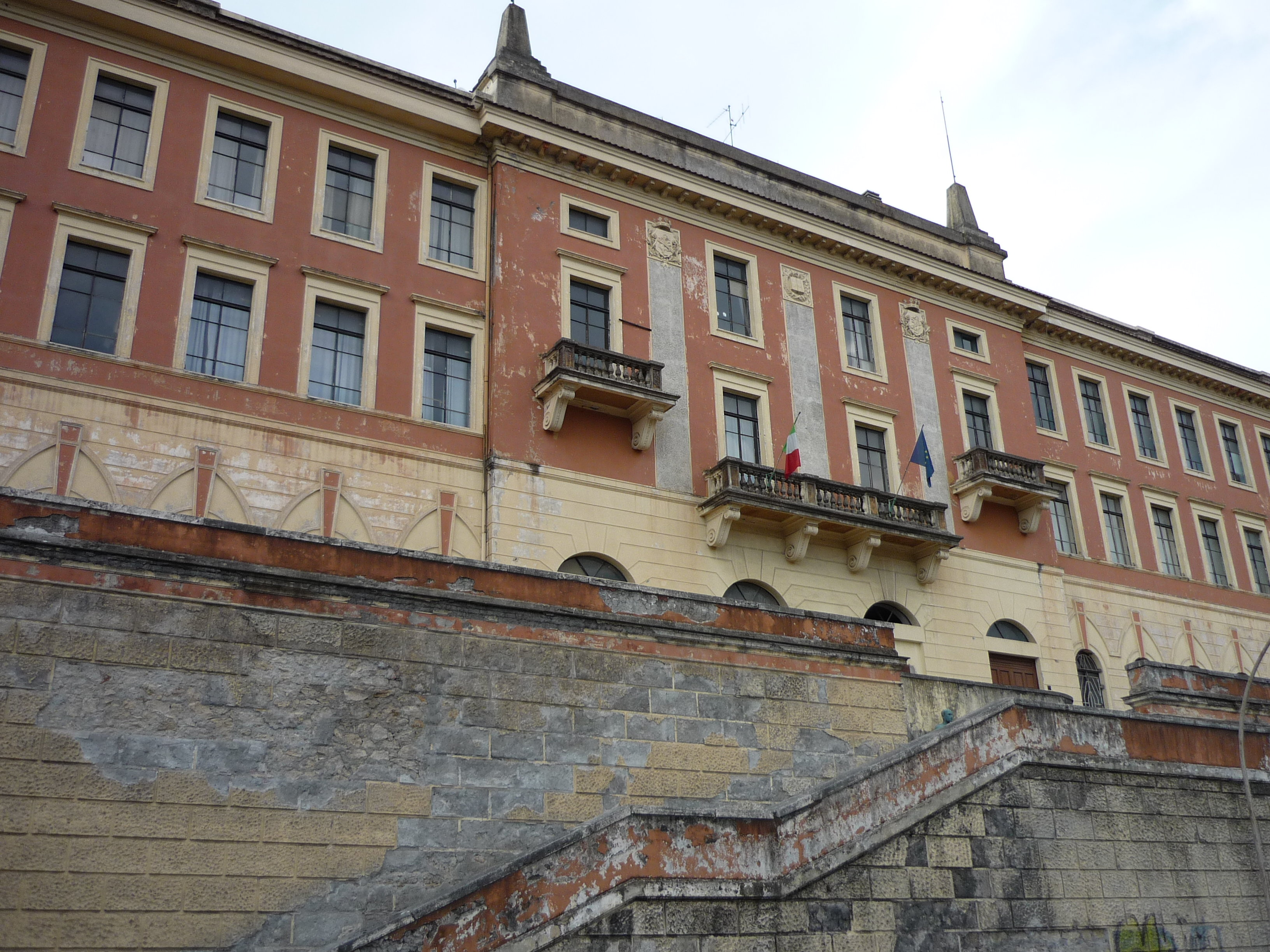
L'Accademia di Belle Arti, a Frosinone, uno dei primi edifici italiani ad essere costruito in cemento armato antisismico

Roma rappresenta il maggior polo universitario della regione, avendo qui la sede diverse università, sia pubbliche sia private. La più nota, e la più grande per numero di iscritti è l'Università di Roma "La Sapienza", che oltre alle tantissime sedi periferiche a Roma, conta un polo succursale nelle città di Latina, Rieti e Viterbo. La seconda università pubblica della capitale, per data di fondazione, è l'Università degli Studi di Roma "Tor Vergata", fondata nel 1982, mentre al 1992 risale la fondazione dell'Università degli Studi Roma Tre. Se oltre alle strutture pubbliche si considerano anche quelle private, la seconda università per anno di fondazione è la LUMSA che risale al 1939. Altri poli universitari a Roma sono rappresentati dall'Università Campus Bio-Medico, dalla LUISS, dalla San Pio V e dall'IUSM.
Altre due importanti università laziali sono l'Università degli Studi di Cassino e del Lazio Meridionale, istituita nel 1979 sulla tradizione umanistica e culturale portata avanti nei secoli dall'Abbazia di Montecassino, e l'Università degli Studi della Tuscia, anch'essa fondata nello stesso anno, con sede a Viterbo.

### Media

#### Stampa
A Roma hanno sede alcuni tra i più diffusi quotidiani nazionali, come Il Messaggero, Il Tempo e la Repubblica (il secondo quotidiano più diffuso in Italia), Secolo d'Italia, il manifesto, il Corriere dello Sport – Stadio e il Fatto Quotidiano.
Tra i gruppi editoriali si citano il Gruppo Editoriale L'Espresso, il Gruppo Editoriale Italiano, l'Istituto dell'Enciclopedia Italiana, la Carocci, la Città Nuova Editrice, Caltagirone Editore, la Lateran University Press, la Newton Compton Editori, la Gremese, la Fanucci, la Nutrimenti la Editori Riuniti e CIC Edizioni Internazionali.

#### Radio
Tra le emittenti radiofoniche italiane a diffusione nazionale, hanno sede a Roma Radio Capital, M2o, Radio Dimensione Suono Roma, Radio Radicale e il settore radiofonico della Rai (Radio Rai) con 10 reti radiofoniche. Vi si trovano, inoltre, la sede operativa di Radio 24, alcuni studi di Radio Kiss Kiss, una redazione di Radio Maria e una sede di RTL 102.5.

#### Televisione
Nel 1952 la direzione generale della Rai si trasferì da Torino (città in cui nel 1924 nacque la URI) a Roma: qui la società, il 10 aprile 1954.
A Roma si trovano anche due centri di produzione Mediaset (il Centro Safa Palatino e l'Elios), una sede di Sky Italia (sulla Salaria) e la sede de LA7 e LA7d (via Pineta Sacchetti); hanno sede, inoltre, varie aziende televisive (comeia, Fox Italia, Telecom Italia Media, NBC Universal Global Networks Italia e sedi di rappresentanza di TV estere), TV2000 (la TV della Conferenza Episcopale Italiana, sulla via Aurelia) e Telepace (via del Mascherino) che ambedue collaborano con il Centro Televisivo Vaticano, nonché le varie reti televisive locali del Lazio.

### Arte

#### Letteratura

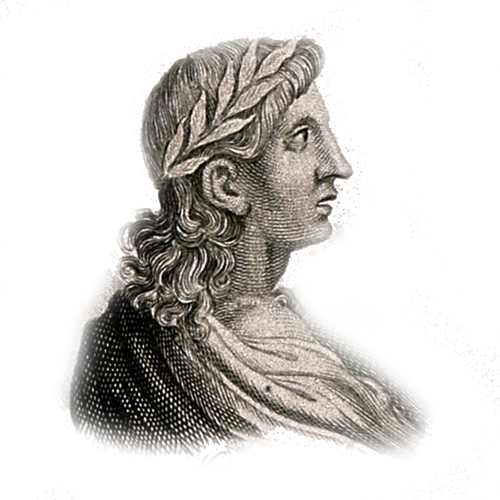
Ritratto di Virgilio, autore dell'Eneide

Per secoli la letteratura latina ha influenzato profondamente la civiltà occidentale, essendo Roma il maggiore centro di produzione letteraria in termini di epica, poesia, teatro e storiografia. Nel periodo classico della letteratura i principali esponenti furono Quinto Ennio, Tito Maccio Plauto, Publio Terenzio Varrone, Catone il Censore, Tito Lucrezio Caro, Gaio Sallustio Crispo, Giulio Cesare, Marco Tullio Cicerone, Caio Valerio Catullo, Publio Virgilio Marone, Quinto Orazio Flacco, Tito Livio, Cornelio Tacito, Sesto Properzio, Publio Ovidio Nasone, Silio Italico, Plinio il Giovane, Lucio Anneo Seneca. Successivamente a Roma nell'età cristiana giunsero personalità di spicco come Sant'Agostino e San Girolamo, seguiti da molti altri compositori dei cosiddetti testi della "patristica" e dell'apologetica della religione cristiana, come Tertulliano e Minucio Felice. Con l'affermarsi del potere papale, la letteratura romana decadde e riprese soltanto nel Medioevo, e prese maggior sviluppo nel XVII secolo, quando i maggiori scrittori come Torquato Tasso, Galileo Galilei e Ludovico Ariosto consideravano il viaggio a Roma come tappa fondamentale per la propria affermazione in campo artistico. Nel XIX secolo l'autore Giuseppe Gioacchino Belli scrisse i Sonetti romaneschi, mostrando interesse per lo stile del dialetto romano usato nei componimenti poetici della raccolta; mentre nel '900 Alberto Moravia fu uno dei tanti scrittori che si interessarono alle situazioni della media borghesia romana del XX secolo. Sul finire del XIX secolo anche Gabriele D'Annunzio appartenne alla cerchia degli scrittori giunti a Roma per la propria affermazione, e scrisse Il piacere come manifesto della corrente letteraria del decadentismo.
Nel secondo Novecento uno degli scrittori più influenti a Roma fu Pier Paolo Pasolini.

#### Pittura, scultura e architettura
Nel Lazio si differenziano cinque periodi, al livello artistico nel campo della scultura, pittura ed edilizia sacra.
- Il primo periodo è quello dell'arte romana, suddiviso in arte arcaica, arte repubblicana e arte imperiale.
- Il secondo è quello dell'arte paleocristiana e medievale, riguardante soprattutto la costruzione delle chiese e delle basiliche.
- Il terzo periodo è quello del rinascimento romano, rappresentato da Michelangelo Buonarroti e Raffaello.
- Il quarto periodo è quello dell'arte barocca e manierista, avente come fulcro nuovamente Roma, con personalità quali Michelangelo Buonarroti, Caravaggio, Francesco Borromini e Gian Lorenzo Bernini, che si distinsero sia nel campo scultoreo che pittorico.
- Il quinto periodo è quello dell'arte fascista, che dal 1927 al 1938 circa influenzò grandemente la nuova e moderna edilizia littoria, incentrata principalmente su monumenti pubblici, costruzioni di edifici dell'apparato governativo-economico delle città laziali e italiane, nonché ispiratrici di una forte propaganda.

Epoca romana

Il Colosseo

Sino al tempio del governo di Lucio Cornelio Silla (I secolo a.C.) soltanto alcune strutture maggiori di Roma come i templi erano in pietra con alcuni accenni di abbellimenti artistici, mentre il resto di gran parte degli edifici in legno. Con l'influsso cultuale dell'arte ellenistica furono costruiti nuovi templi in marmo e pietra, come il tempio di Giove Capitolino restaurato dopo un incendio. Alla stessa maniera dei Greci, i templi erano costituiti da un pronao, un naos e dal frontone decorato da pitture e bassorilievi, e principalmente grazie a Cesare e Augusto ci fu l'esplosione vera e propria dell'arte romana non solo nell'Urbe, ma anche in città come Pompei, Terracina, Tivoli e Ostia antica. I romani tuttavia adottarono la tecnica scultorea come mezzo di propaganda politica, erigendo statue di generali, dei e imperatori, nonché facendo coniare monete con l'effige imperiale. Mentre dal principato di Augusto si andavano sviluppando anche i teatri, non più in legno, ma in pietra come il teatro di Marcello e il Colosseo, nelle ville dei patrizi si andò sperimentando la tecnica della pittura, come si evince dalle case di Pompei, specialmente la Villa dei Misteri e la Casa del Fauno, seguendo vari schemi. Gli archeologi per i vari stili artistici romani, hanno catalogato un passaggio di "quattro generazioni", iniziando da uno stile sobrio repubblicano, terminando con quello "barocco" imperiale.
Epoca cristiana e medievale

Il Mausoleo di Santa Costanza

Dal IV secolo all'VIII secolo Roma vide lo sviluppo esteso della costruzione di molti edifici di culto cristiano, grazie ala nulla osta dell'editto di Costantino nel 313. La caratteristica di queste chiese riprende il sistema architettonico delle antiche basiliche romane (ricavando l'impianto rettangolare, con navate suddivise da colonnati), presenti ad esempio nel Foro Romano, nonché dal mausoleo funebre dei personaggi di spicco, ricavando gli oratori a pianta circolare, come ad esempio la Basilica di Santo Stefano Rotondo. A partire dalla primitiva costruzione della Basilica di San Pietro in Vaticano, molte altre chiese furono costruite durante l'impero di Costantino, come la Basilica di Santa Maria Maggiore, assieme alle altre due papali di San Giovanni in Laterano e San Paolo fuori le mura.
Le primitive chiese inoltre furono edificate utilizzando il materiale dei templi pagani decadenti, a volte garantendo anche la conservazione quasi perfetta di essi, come i casi del Pantheon, del Tempio di Ercole Vincitore, e il tempio di Antonino e Faustina, che fu riutilizzato per la costruzione della Chiesa di San Lorenzo in Miranda. Riguardo alla pittura, furono sperimentate nelle basiliche specialmente le tecniche del mosaico sacro, su ispirazione dei Greci, sia parietale che pavimentale, e della pittura parietale sacra, presente anche nelle catacombe.
Nelle altre città si svilupparono ugualmente, intorno al XII secolo, edifici religiosi, che risentono specialmente dell'influsso dell'arte gotica, come i templi cristiani principali di Viterbo, Rieti e Anagni. Sorsero nei feudi da esse amministrati, numerose abbazie (VI-XII secolo), come il Protocenobio di San Sebastiano, l'Abbazia di Farfa, l'Abbazia di Montecassino, l'Abbazia di San Salvatore Maggiore e l'Abbazia di San Martino al Cimino, presso Viterbo, di costruzione più tarda del XIII secolo.
Al livello edilizio, dall'VIII secolo circa anche nel Lazio si verificò il fenomeno dell'"incastellamento" delle città principali e dei borghi di montagna o di colle. A Roma servirono principalmente le mura aureliane, rinforzate nel Medioevo per fortificare la città, così anche il mausoleo di Adriano fu riutilizzato come castello di fortificazione, e trasformato nell'attuale Castel Sant'Angelo. Nelle altre città maggiori i pontefici fecero erigere nella cittadella di Viterbo il Palazzo dei Papi. Anche a Rieti furono costruite le mura medievali, dotate di porte di accesso, mentre nella regione le fortificazioni di difesa più efficienti e di interesse architettonico sono la Rocca Janula di Cassino, il castello Orsini-Odescalchi di Bracciano, il castello Boncompagni - Viscogliosi di Isola del Liri, il Castello di Monte San Giovanni Campano, il Castello Savelli Torlonia di Palombara Sabina, il Castello ducale Orsini di Fiano Romano e il Castello Orsini di Soriano nel Cimino.
Il Rinascimento romano

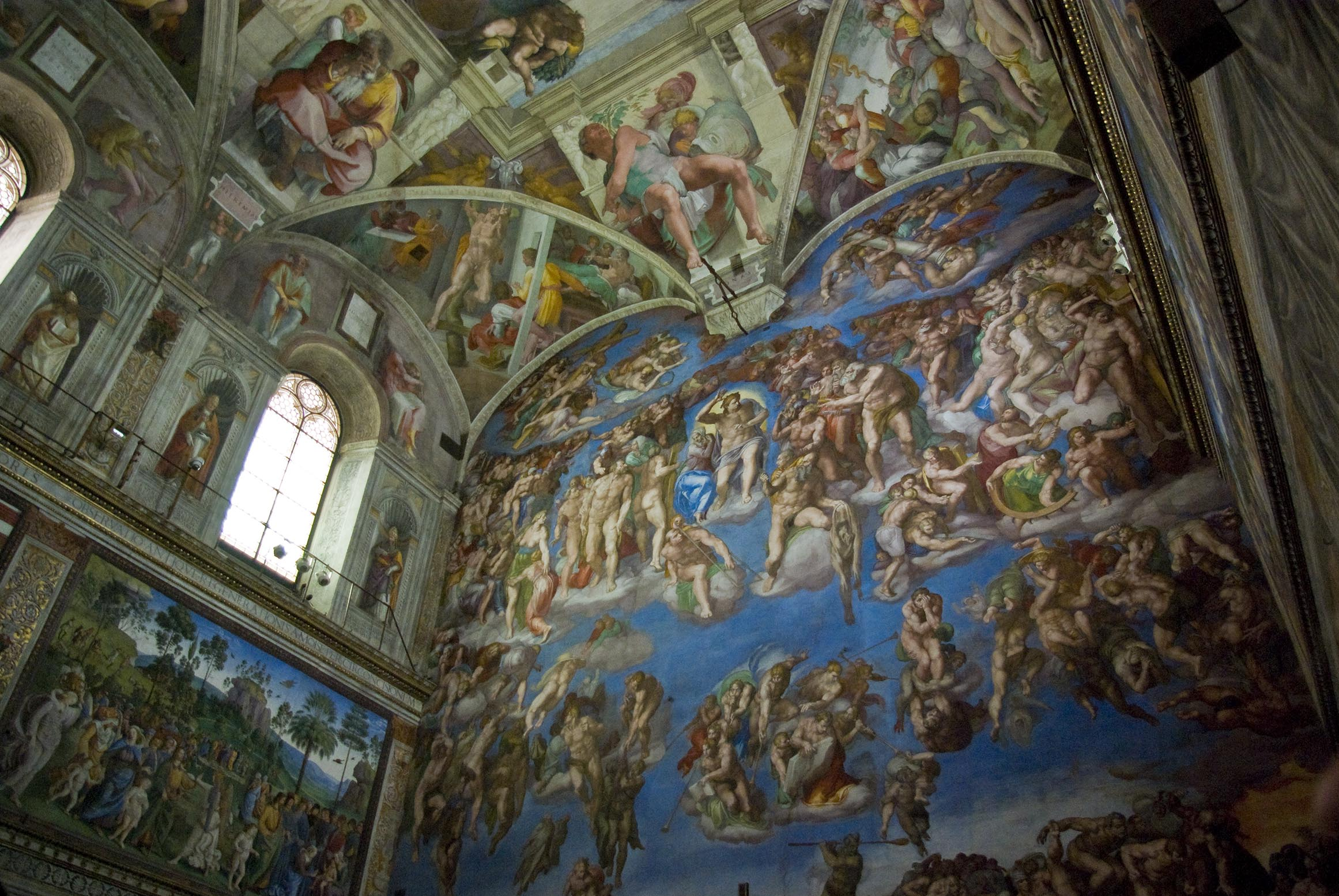
Interno della Cappella Sistina, affrescata da Michelangelo

Sviluppatosi nella metà del XV secolo fino alla prima metà del XVI, il rinascimento romano portò notevoli cambiamenti di stile nel settore scultoreo, monumentale e specialmente edilizio, con la costruzione di numerosi palazzi nobili sia di Roma che delle città laziali principali.

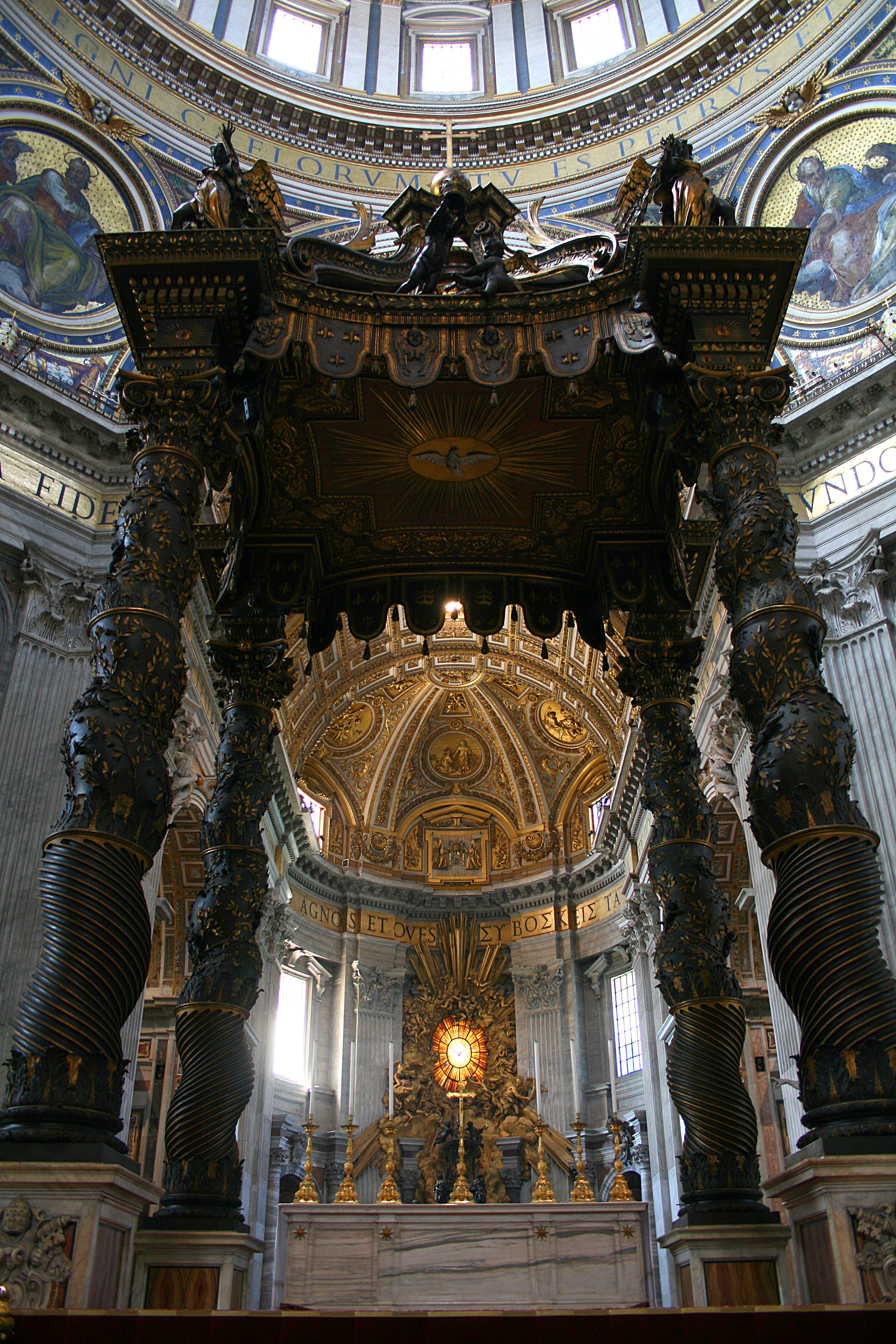
Il Baldacchino di San Pietro

I massimi rappresentanti furono Michelangelo Buonarroti e Raffaello Sanzio, che operarono sotto il papato di Giulio II e Leone X, lavorano specialmente alla Basilica di San Pietro in Vaticano, e alla Cappella Sistina. Michelangelo tra il 1508 e il 1511 completò l'affrescatura della Cappella Sistina, mentre nel 1509 Raffaello si dedicò alla Scuola di Atene. Tra il 1535 e il 1541 Michelangelo realizzò il capolavoro del Giudizio Universale, mentre tra il 1514-17 Raffaello aveva completato la Stanza dell'Incendio di Borgo.
Il Barocco romano

I massimi rappresentanti furono Gian Lorenzo Bernini, Caravaggio, Francesco Borromini, Pietro da Cortona e Carlo Rainaldi. Durante l'epoca della Controriforma si sviluppò innanzitutto il Manierismo nel XVI secolo, e successivamente l'arte barocca, che ebbe terreno fertile a Roma e a Napoli. Bernini e Borromini al livello architettonico furono gli artisti più influenti, lavorando per monumenti pubblici, come piazze e fontane (Fontana della Barcaccia, Piazza Navona, Piazza San Pietro), ma specialmente per i pontefici e le chiese di Roma, tra le quali specialmente San Pietro in Vaticano. Bernini sperimentò la tecnica curvilinea del baldacchino con colonne tortili, mentre Borromini progettò cupole secondo uno schema ovale, come l'esempio di San Carlo alle Quattro Fontane. Tra le opere di Bernini al livello scultoreo ci sono anche gli esempi dell'Estasi di Santa Teresa e il David, tra i più rappresentativi dell'esasperazione dello stile barocco per la ricercatezza dei particolari anatomici, il movimento, la prospettiva e il dinamismo, nonché specialmente l'impatto emotivo intento a colpire lo sguardo dell'osservatore.
Epoca fascista

Palazzo della Civiltà Italiana all'EUR

Nel 1926 al Politecnico di Milano un gruppo di giovani architetti diedero vita al Manifesto del Razionalismo Italiano, proponendo un nuovo sistema dell'arte del costruire, influenzata fortemente dal futurismo del primo '900. Mediante il fascismo e i progetti di Benito Mussolini, l'arte fascista dal 1927 si propagò per tutto il Lazio, innanzitutto a Roma, con la costruzione della via dei Fori Imperiali, l'apertura di via della Conciliazione presso il Vaticano, e successivamente la costruzione di vari edifici governativi nelle principali città laziali e italiane. Alcuni esempi sono la Casa del Fascio, ossia la sede dell'ente locale nelle varie città, caratterizzata dalla svettante torre littoria. L'espressione massima dell'arte fascista si ebbe con la costruzione dell'EUR a Roma nel 1936, progettato dagli architetti Libera, Del Debbio, Terragni, Michelucci, Montuori e Muzio, e la fondazione di nuove città come Latina (prima Littoria), Pomezia, Sabaudia, Pontinia e Aprilia.

### Musica
Inizialmente durante l'epoca romana i due principali filoni della musica erano i canti dei carmina convivalia e le nenie, legate all'ambiente sacro. Successivamente, con lo sviluppo della poesia nel I secolo a.C., poeti come Catullo, Virgilio e Tibullo adottarono le tecniche metriche della prosodia greca, legando i loro componimenti al canto in pubblico o in circoli privati.
Con l'ascesa al potere del Papato, venne introdotto il canto liturgico; in particolare il canto gregoriano perché attribuito a papa Gregorio Magno: tale canto è riconosciuto come canto proprio della liturgia romana. Durante la Controriforma le cose non cambiarono, e fu ripristinato l'antica melica liturgica medievale. Inoltre fu fondata l'accademia nazionale di Santa Cecilia. Nel XVII secolo Roma iniziò a diventare un salotto frequentato da molti artisti e compositori europei di fama come Mozart, Beethoven, Vivaldi, Rossini e altri, mentre negli ambienti più popolari si svilupparono canzoni popolaresche, insieme a maschere teatrali come il Rugantino. Tali musichette sono definiti gli Stornelli romaneschi.
Nel campo musicale odierno, tradizionale è l'appuntamento per la festa del primo maggio a piazza San Giovanni, dove le organizzazioni sindacali organizzano un concerto musicale dal vivo, a cui partecipano i più popolari interpreti musicali del momento. Dal 2003 si è sempre più andato affermando il Telecomcerto, anche se è mancata l'edizione del 2008.
Un piccolo paese della provincia di Rieti, Poggio Bustone, ha dato i natali al più grande artista della musica leggera italiana: Lucio Battisti.

### Teatro

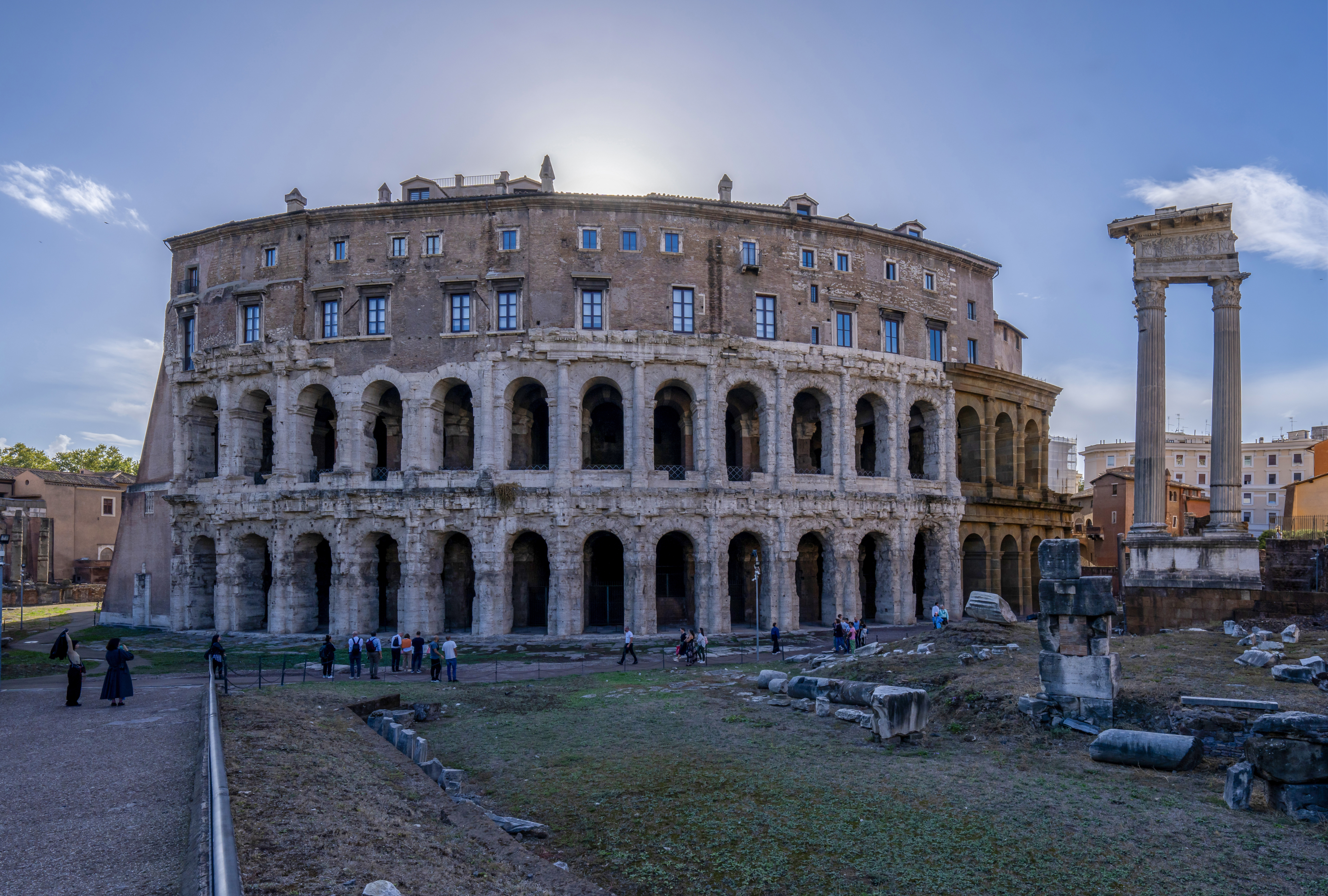
Il Teatro di Marcello a Roma

Il teatro a Roma ebbe fama intorno al VI secolo a.C., con le prime forme di spettacolo delle improvvisazioni dei Fescennini. Successivamente vennero istituiti nel 364 a.C. i primi ludi scaenici, e uno dei primi scrittori teatrali fu il poeta Livio Andronico, che adattò per il pubblico romano tragedie greche di Euripide. Successivamente il teatro si sviluppò in due tronconi: il canone della fabula praetexta e la fabula togatha, ossia rappresentazioni di argomento comico e tragico di ambientazione latina, assieme alle fabulae cothurnatae e alle palliatae di argomento greco. Nella commedia i massimi rappresentanti furono Tito Maccio Plauto e Publio Terenzio Afro. Benché nella tragedia latina fossero già noti Pacuvio ed Accio, solo Lucio Anneo Seneca riuscì ad avere fortuna nell'epoca imperiale grazie alle sue tragedie rielaborate dai principali tra tragici greci Eschilo, Sofocle, Euripide. Dopo la caduta dell'impero, il teatro andò bandito durante l'affermazione del cristianesimo, fino a una riapparizione nel XVI secolo sotto forma di maschere comiche della Commedia dell'arte. Tuttavia nel XVIII secolo il teatro romano tornò in auge grazie al melodramma di Pietro Metastasio, mentre nel 1880 fu costruito il Teatro dell'Opera di Roma. Nel XX secolo Ettore Petrolini fu uno dei principali mattatori del teatro romano del ['900, seguito da Aldo Fabrizi e Anna Magnani, seguendo la scia del dialetto romanesco.

### Cinema

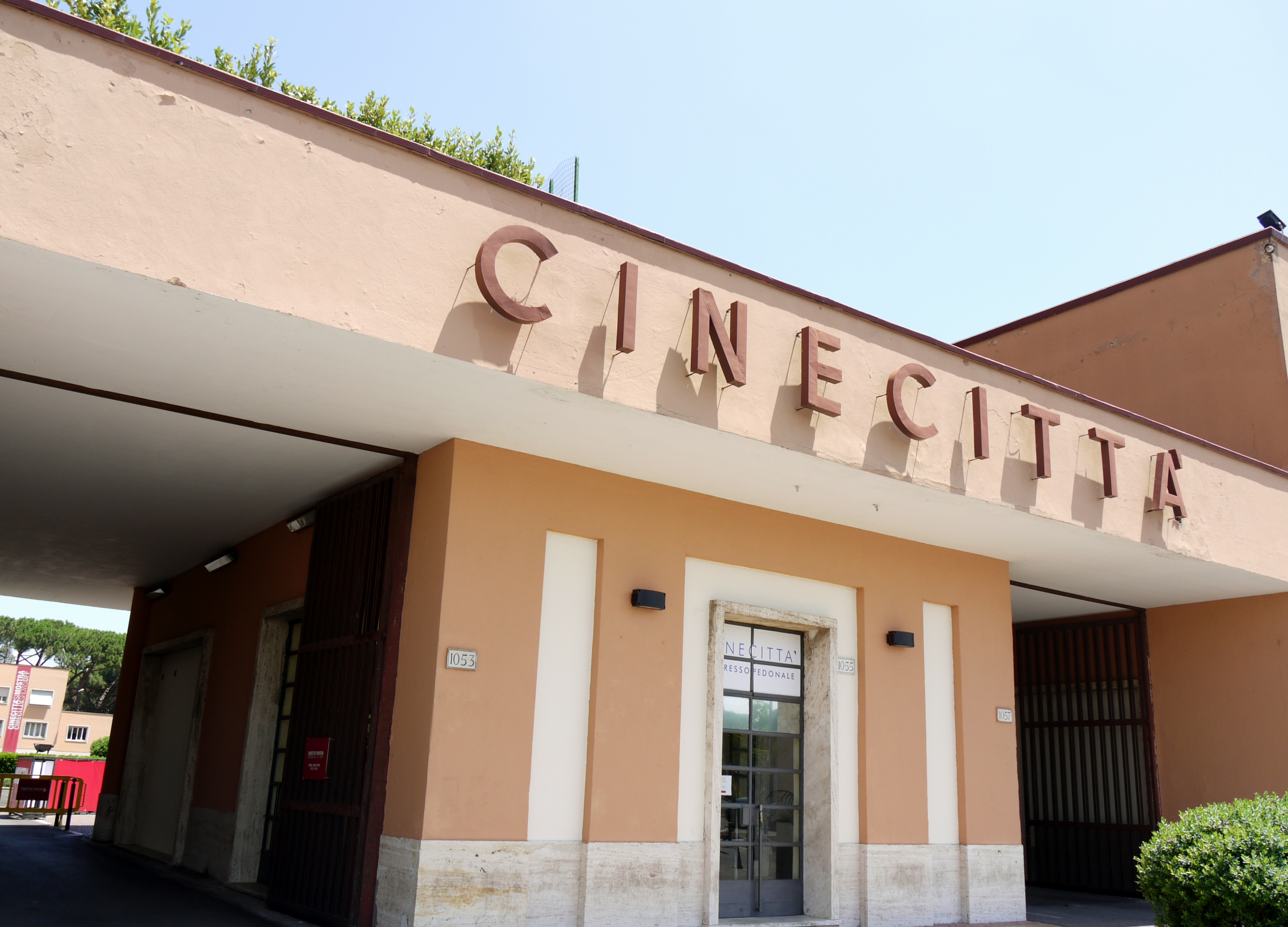
Studi di Cinecittà

Una scena de I soliti ignoti (1958)

Dal 2006 si tiene a Roma Il Festival Internazionale del Film di Roma (fino al 2008 CINEMA. Festa Internazionale di Roma), un festival cinematografico internazionale, che si tiene presso l'Auditorium Parco della Musica di Roma in autunno. A Roma inoltre si trova Cinecittà. Il Lazio è molto ambita dai cineasti, con set principale Roma. A partire dal fascismo Benito Mussolini fondò l'Istituto Nazionale Luce come mezzo principale per la propaganda fascista mediante la cinematografia. Successivamente, con l'avvento del cosiddetto "neorealismo cinematografico", Roma specialmente produsse dagli studi di Cinecittà attori, registi, produttori e pellicole di grande impatti visivo, entrare a far parte nella cerchia delle pietre miliari dell'intero cinema italiano. Tra questi ci sono Roma città aperta di Roberto Rossellini, Campo de' fiori di Mario Bonnard, Sciuscià e Ladri di biciclette di Vittorio De Sica, Guardie e ladri di Mario Monicelli-Steno, Vacanze romane di William Wyler, Un americano a Roma di Steno, I soliti ignoti di Mario Monicelli e La dolce vita di Federico Fellini.
Il periodo più florido fu dunque quello tra gli anni '40 e gli anni '70, dove si svilupparono le correnti del già citato neorealismo e specialmente quella della "commedia all'italiana", rappresentata da attori come Alberto Sordi in primis, Vittorio Gassman, Marcello Mastroianni, Ugo Tognazzi, Nino Manfredi, Sophia Loren, Anna Magnani, Aldo Fabrizi, Claudia Cardinale e Silvana Pampanini.
Tra i film più popolari in costume su Roma ci sono le pellicole di Luigi Magni de Nell'anno del Signore, In nome del popolo sovrano e La Tosca, mentre nell'immaginario collettivo è rimasta legata la figura di una Roma papalina, scherzosa e sorniona nel personaggio di Alberto Sordi de Il marchese del Grillo, riguardante la figura di Onofrio del Grillo. Infine è ambientato a Roma il film vincitore del premio Oscar La grande bellezza.

### Cucina
La cucina laziale è rappresentata in gran parte da quella romana, nella quale ci sono apporti di zone confinanti. La cucina laziale ha un'importante caratteristica: l'estrazione popolare. A Roma la cucina è di osterie, ricette fatte con cibi poveri.

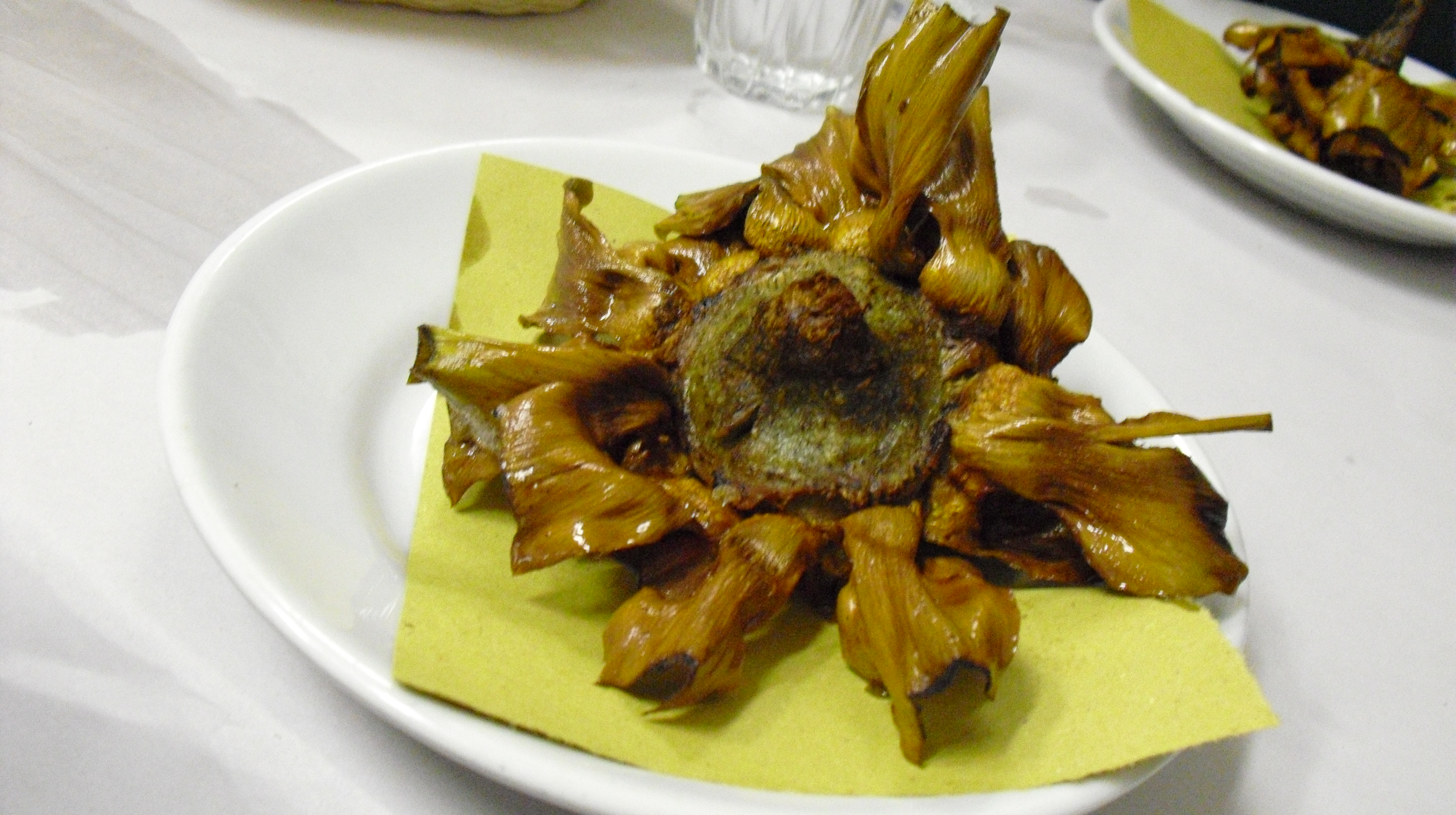
I carciofi alla Giudia

Tra i primi si annoverano i ravioli detti "di San Pancrazio", la pasta amatriciana, i maccheroni, la lenticchia di Onano, la cicoria asparago, e le sagne. Tra i secondi vi sono innanzitutto il Guanciale amatriciano, prodotto anche a Campotosto, la porchetta, il salume Coppa, la patata dell'Alto Viterbese, la patata di Leonessa, la pizza di Pasqua e la trippa. Tra i dolci sono conosciuti la zeppola, il tarallo e la ferratella.
Specialmente conosciuta è la cucina romana, della quale alcune ricette sono tratte dai cosiddetti "piatti poveri" del popolo, come ad esempio i carciofi alla giudia, inventati dagli Ebrei del ghetto. Tra i piatti tipici si annoverano i carciofi alla romana, i saltimbocca, la coda alla vaccinara, la coratella d'abbacchio, la grattachecca e gli spaghetti alla carbonara.
Tra i vini del Lazio, i prodotti tipici sono l'Aleatico di Gradoli nel viterbese, i vini DOC dei Castelli Romani, il Cerveteri di Viterbo, il Moscato di Terracina, il Circeo, Colli della Sabina rosso, Colli Etruschi Viterbesi rosso, i vini di Vignanello e Colli Lanuvini.
Tra i dolci laziali i brutti e buoni, il castagnaccio, le castagnole, le ciambellette al vino, la crema di marroni, la ferratella, le frittele di riso di San Giuseppe, i maccheroni con le noci, il maritozzo, il pampepato, il pangiallo, la pizza dolce di Beridde, la pupazza frascatana, il serpentone, la torta mimosa, la zuppa inglese.

## Economia
In termini assoluti il Lazio è la 2ª regione d'Italia per PIL prodotto dopo la Lombardia, mentre in termini di PIL per abitanti, il Lazio è la quarta regione secondo i dati del 2007, la quinta regione secondo i dati del 2008.
|       | 2013      | 2014      | 2015      | 2016      | 2017      |
| ----- | --------- | --------- | --------- | --------- | --------- |
| Lazio | 181.204,9 | 181.750,8 | 183.417,6 | 190.600,4 | 193.796,8 |

Nel 2019 le imprese sono 657.855, il 10,8% del totale nazionale.
Peraltro il PIL laziale non è prodotto omogeneamente sia dal punto di vista territoriale, vista la preponderanza dell'economia romana rispetto a quella degli altri territori provinciali, sia dal punto di vista dei settori produttivi, visto che gran parte del PIL è prodotto dal settore dei servizi, in proporzione maggiore rispetto al dato nazionale.

### Occupazione
A livello regionale il tasso di occupazione della popolazione di età compresa tra i 15 e i 64 anni aggiornato al 2024 è del 64% ed è leggermente superiore rispetto al corrispondente dato nazionale (62,2%). Di seguito sono riportati i valori dei tassi di occupazione che si registrano nelle singole province.
|           | 2019  | 2020  | 2021  | 2022  | 2023  | 2024  |
| --------- | ----- | ----- | ----- | ----- | ----- | ----- |
| Lazio     | 61,1% | 59,4% | 59,8% | 61,8% | 63,2% | 64%   |
| Viterbo   | 54,5% | 54,6% | 56,3% | 58,4% | 58%   | 63,9% |
| Rieti     | 59%   | 57,6% | 57,7% | 58,4% | 61,8% | 62,7% |
| Roma      | 64%   | 61,5% | 61,3% | 63,6% | 65,3% | 65,8% |
| Latina    | 54,3% | 54,1% | 55,1% | 55,5% | 57,2% | 56,2% |
| Frosinone | 48,2% | 50,2% | 54,8% | 56,2% | 55,5% | 57,8% |

Per quanto riguarda invece il tasso di disoccupazione, questo si aggira a livello regionale attorno al 6,4% ed è un valore sostanzialmente in linea con il corrispondente dato nazionale (6,6%). Di seguito la tabella con il tasso di disoccupazione al 2024 diviso per province:
|           | 2019  | 2020  | 2021  | 2022  | 2023  | 2024 |
| --------- | ----- | ----- | ----- | ----- | ----- | ---- |
| Lazio     | 10,1% | 9,5%  | 10,2% | 7,9%  | 7,3%  | 6,4% |
| Viterbo   | 10,2% | 9,1%  | 10,9% | 7,5%  | 9,9%  | 5,6% |
| Rieti     | 10,5% | 7,1%  | 10,5% | 10,1% | 8,5%  | 7,4% |
| Roma      | 9,2%  | 9,2%  | 10%   | 7,5%  | 6,6%  | 6%   |
| Latina    | 14,1% | 11,9% | 11%   | 9,6%  | 9,1%  | 9,6% |
| Frosinone | 14,5% | 11,6% | 11%   | 9%    | 10,5% | 6,4% |

### Dati economici
Di seguito la tabella storica che riporta il PIL ed il PIL procapite, prodotto nel Lazio a partire dal 2000:
|                                              | 2000      | 2001      | 2002      | 2003      | 2004      | 2005      | 2006      | 2007      | 2008      | 2009      | 2010      | 2011      | 2012      |
| -------------------------------------------- | --------- | --------- | --------- | --------- | --------- | --------- | --------- | --------- | --------- | --------- | --------- | --------- | --------- |
| Prodotto interno lordo (Milioni di Euro)     | 123 291,8 | 129 439,2 | 137 176,4 | 140 884,9 | 150 613,1 | 155 264,7 | 160 517,5 | 151 470.9 | 152 768.0 | 151 036.6 | 151 712.1 | 154 241.1 | 152 992.9 |
| PIL ai prezzi di mercato per abitante (Euro) | 24 096,0  | 25 297,4  | 26 732,7  | 27 221,5  | 28 756,1  | 29 365,0  | 29 731,0  | 30 334.7  | 30 216.7  | 29 377.3  | 29 501.7  | 29 726.7  | 29 194.5  |

Di seguito la tabella storica elaborata dall'Istat a tema Unità locali, intesa come numero di imprese attive, ed addetti, intesi come numero addetti delle unità locali delle imprese attive (valori medi annui).
|        | 2015                  |                  |                |           | 2014                  |                  |                |           | 2013                  |                  |                |           |
| ------ | --------------------- | ---------------- | -------------- | --------- | --------------------- | ---------------- | -------------- | --------- | --------------------- | ---------------- | -------------- | --------- |
|        | Numero imprese attive | % Imprese attive | Numero addetti | % Addetti | Numero imprese attive | % Imprese attive | Numero addetti | % Addetti | Numero imprese attive | % Imprese attive | Numero addetti | % Addetti |
| Lazio  | 455.591               | 9,72%            | 1.539.359      | 9,45%     | 457.686               | 9,70%            | 1.510.459      | 9,33%     | 464.094               | 9,68%            | 1.525.471      | 9,28%     |
| Italia | 4.687.891             |                  | 16.289.875     |           | 4.720.678             |                  | 16.189.310     |           | 4.795.443             |                  | 16.431.038     |           |

I dati mostrano che nel 2015 nel Lazio hanno operato 455.591 imprese, che rappresentano il 9,72% delle imprese attive italiane, dove sono stati impiegati 1.539.359 addetti, che corrispondono al 9,45% del dato nazionale; nel triennio i dati mostrano come nel Lazio, a fronte di un leggero aumento degli addetti impiegati, si sia registrato un calo nel numero di imprese,che indica un aumento del numero di addetti per impresa.
Di seguito la stessa serie storica con il dettaglio provinciale.
|           | 2015                  |                  |                |           | 2014                  |                  |                |           | 2013                  |                  |                |           |
| --------- | --------------------- | ---------------- | -------------- | --------- | --------------------- | ---------------- | -------------- | --------- | --------------------- | ---------------- | -------------- | --------- |
|           | Numero imprese attive | % Imprese attive | Numero addetti | % Addetti | Numero imprese attive | % Imprese attive | Numero addetti | % Addetti | Numero imprese attive | % Imprese attive | Numero addetti | % Addetti |
| Frosinone | 33.605                | 7,38%            | 106.578        | 6,92%     | 34.015                | 7,43%            | 107.546        | 7,12%     | 35.081                | 7,56%            | 111.529        | 7,31%     |
| Latina    | 39.304                | 8,63%            | 122.198        | 7,94%     | 39.446                | 8,62%            | 120.897        | 8,00%     | 39.915                | 8,60%            | 123.310        | 8,08%     |
| Rieti     | 9.765                 | 2,14%            | 22.908         | 1,49%     | 10.044                | 2,19%            | 23.834         | 1,58%     | 10.407                | 2,24%            | 25.272         | 1,66%     |
| Roma      | 349.546               | 76,72%           | 1.228.276      | 79,79%    | 350.523               | 76,59%           | 1.198.440      | 79,34%    | 354.560               | 76,40%           | 1.203.867      | 78,92%    |
| Viterbo   | 23.371                | 5,13%            | 59.399         | 3,86%     | 23.658                | 5,17%            | 59.741         | 3,96%     | 24.131                | 5,20%            | 61.493         | 4,03%     |
| Lazio     | 455.591               |                  | 1.539.359      |           | 457.686               |                  | 1.510.459      |           | 464.094               |                  | 1.525.471      |           |

Dai dati a livello provinciale si evince come i 3/4 del numero di imprese e i 4/5 degli addetti, operino nel territorio della Città metropolitana di Roma, con una evidente marginalizzazione delle altre realtà imprenditoriali regionali, che inoltre hanno una numerosità in termini di addetti, ancora più inferiore rispetto a quella romana (Roma e comuni dell'ex provincia di Roma).
Di seguito la tabella che riporta il PIL, prodotto nel Lazio ai prezzi correnti di mercato nel 2006, espresso in milioni di euro, suddiviso tra le principali macro-attività economiche:
| Macro-attività economica                                                         | PIL prodotto | % settore su PIL regionale | % settore su PIL italiano |
| Agricoltura, silvicoltura, pesca                                                 | € 1 709,3    | 1,06%                      | 1,84%                     |
| Industria in senso stretto                                                       | € 14 208,2   | 8,85%                      | 18,30%                    |
| Costruzioni                                                                      | € 6 872,1    | 4,28%                      | 5,41%                     |
| Commercio, riparazioni, alberghi e ristoranti, trasporti e comunicazioni         | € 37 305,5   | 23,24%                     | 20,54%                    |
| Intermediazione monetaria e finanziaria; attività immobiliari ed imprenditoriali | € 45 100,7   | 28,10%                     | 24,17%                    |
| Altre attività di servizi                                                        | € 39 411,8   | 24,55%                     | 18,97%                    |
| Iva, imposte indirette nette sui prodotti e imposte sulle importazioni           | € 15 909,9   | 9,91%                      | 10,76%                    |
| PIL Lazio ai prezzi di mercato                                                   | € 160 517,5  |                            |                           |

### Agricoltura
| Pos. | Utilizzazione dei terreni       | Ettari     |
| ---- | ------------------------------- | ---------- |
| 1    | Pascoli utilizzati              | 151.829,34 |
| 2    | Boschi cedui                    | 131.846,86 |
| 3    | Altri erbai                     | 71.021,69  |
| 4    | Olive per olio                  | 65.909,51  |
| 5    | Frumento duro                   | 53.397,78  |
| 6    | Prati permanenti (utilizzati)   | 40.121,99  |
| 7    | Erba medica                     | 37.851,11  |
| 8    | Boschi a fustaia                | 33.840,05  |
| 9    | Altri prati                     | 32.825,4   |
| 10   | Altra superficie boscata        | 32.467,79  |
| 11   | Nocciolo                        | 19.338,78  |
| 12   | Vite                            | 16.822,28  |
| 13   | Ortive in piena aria            | 16.536,74  |
| 14   | Orzo                            | 14.294,26  |
| 15   | Frumento tenero e spelta        | 12.849,87  |
| 16   | Mais                            | 11.720,42  |
| 17   | Kiwi                            | 7.292,59   |
| 18   | Altri erbai monofiti di cereali | 6.682,16   |
| 19   | Avena                           | 5.634,96   |

Il settore agricolo laziale ha perso l'importanza che aveva tradizionalmente avuto fino all'immediato dopoguerra, quando la produzione proveniva essenzialmente da grandi latifondi agricoli.
Secondo i dati ISTAT del 2010, con riferimento alle coltivazioni legnose, superfici boschive escluse, preponderante nel Lazio è quella dell'olivo per la produzione di olio, rispetto al nocciolo, diffuso nel viterbese ed in particolare nella zona dei Monti Cimini, e alla vite. Dopo queste tre colture tradizionali si è molto sviluppata quella del Kiwi, soprattutto nella provincia di Latina, tanto che la superficie coltiva è superiore a quella destinata a colture più tradizionali, come ad esempio quella destinata a castagno: 4.046,82 ettari.
Secondo i dati Istat del 2007, nel Lazio le aziende agricole hanno lavorato 940.447 ettari di territorio, contro 1.128.164 ettari 1999.
Nonostante il fenomeno della transumanza sia molto ridotto rispetto al passato, nel Lazio c'è ancora una forte presenza di allevamenti di ovini (817 092 capi nel 2003, quasi il 40% dei quali nel viterbese) che pongono la regione dietro alla Sardegna e alla Sicilia nell'allevamento di questo capo di bestiame. A seguire, si contano circa 380 000 capi di bovini e oltre 100 000 capi di suini. Nel sud della Regione, infine, si sta sviluppando fortemente l'allevamento di bufali, che nel 2003 superavano le 70 000 unità.
Sempre secondo i dati ISTAT del 2010, nel Lazio nel settore agricolo operavano 27.634 aziende, che sul totale delle 544.997 aziende che in Italia operavano in questo settore, rappresentano il 5,07% del dato nazionale. A livello provinciale, nella provincia di Latina sono state registrate 10.487 aziende agricole, 6.163 in quella di Viterbo, 5.271 in quella di Frosinone, 4.663 i quella di Roma, mentre quelle registrate nella provincia di Rieti erano 1.050.

#### Allevamento
Di seguito sono i dati relativi alla tipologia degli allevamenti presenti nel territorio regionale, raffrontati ai dati nazionali, per l'anno 2019.
|          | Italia     | Composizione % | Lazio     | Composizione % | % Lazio sul totale Italia |
| Bovini   | 5.974.947  | 26,0%          | 202.124   | 18,4%          | 3,4%                      |
| Bufalini | 402.286    | 1,8%           | 60.821    | 5,5%           | 15,1%                     |
| Ovini    | 7.000.880  | 30,5%          | 750.529   | 68,2%          | 10,7%                     |
| Caprini  | 1.058.720  | 4,6%           | 35.194    | 3,2%           | 3,3%                      |
| Suini    | 8.510.268  | 37,1%          | 51.740    | 4,7%           | 0,6%                      |
| Totale   | 22.947.101 | 100,0%         | 1.100.408 | 100,0%         | 4,8%                      |

La tabella riporta i dati relativi ai capi di bestiame rilevati in Italia e nel Lazio nel 2019, per categoria di bestiame. Per il Lazio inoltre, oltre alle percentuali della composizione del parco bestiame regionale, è riportata l'incidenza sul totale nazionale.
Dai dati si ricava la maggiore incidenza degli allevamenti di Ovini e Bufalini nel Lazio, rispetto all'incidenza degli stessi a livello nazionale; per quanto riguarda gli Ovini questi pesano sul totale regionale per il 68,2%, mentre a livello di composizione del dato nazionale gli ovini pesano solo per 30,5%.

### Industria
Il settore industriale laziale ha rilevanza nazionale e internazionale, con un'importante diffusione di industrie di medio-piccole dimensioni. Le eccezioni si sono registrate in quelle zone del Lazio dove ha agito la Cassa del Mezzogiorno, come ad esempio a Cassino, Anagni, Frosinone, Colleferro e dintorni dove si è avuto un importante sviluppo economico negli ultimi anni, anche grazie agli stabilimenti industriali di importanti aziende (FIAT, SKF, ABB, Bristol-Myers Squibb).
Secondo i dati ISTAT, prodotto nel Lazio ai prezzi correnti di mercato nel 2006, espresso in milioni di euro, suddiviso tra le principali macro-attività economiche relativi al 2006, nel Lazio i settori industriali più sviluppati sono quelli relativi alla produzione e distribuzione di energia elettrica, di gas, di vapore e acqua (vale 2 839,7 milioni di euro), quello alle cokerie, raffinerie, chimiche, farmaceutiche (2 766,7 milioni di euro) e della fabbricazione di macchine ed apparecchi meccanici, elettrici ed ottici; mezzi di trasporto (2 418,6 milioni di euro). L'industria più distintiva del Lazio è la produzione di prodotti chimici per la casa, prodotti farmaceutici e igienici, e prodotti tissue: Sigma-Tau, Johnson & Johnson, Procter & Gamble, Colgate-Palmolive, Henkel, Pfizer, Takeda, Merck, Abbott, Catalent, Angelini, Menarini, Biopharma, Wepa.
Di notevole importanza anche l’attività di ricerca e sviluppo nell'high-tech: IBM (IBM Rome Software Lab), Ericsson, Engineering, Leonardo Electronics (Roma-Tiburtina Tecnopolo Tiburtino, Roma-Laurentina, Pomezia, Latina), Rheinmetall ("Radar House"), l’industria dei pneumatici: Bridgestone (Centro R&D a Roma e terreno di prova ad Aprilia) e l’industria aerospaziale: Avio, Telespazio, Thales Alenia Space.
Nel complesso l’industria laziale è attiva con grandi, piccole e medie aziende, che operano nei settori metalmeccanico, chimico, alimentare, tessile, manifatturiero, grafico, editoriale, del mobile e dell'abbigliamento.

### Settore terziario
Nella regione della capitale politica e amministrativa italiana, risulta preponderante il settore del terziario e dei servizi come turismo, commercio, intermediazione finanziaria e immobiliare, università e poli di ricerca, pubblica amministrazione.
Il peso dei servizi nella composizione del PIL della regione, risulta superiore nel Lazio rispetto a quanto si verifica in media sull'intero territorio italiano (77,5 % contro 65,6 %); in pratica oltre 3/4 del PIL del Lazio è prodotto dal settore dei servizi.
Tra questi, oltre il 27% è prodotto dal settore dell'intermediazione finanziaria e dalle attività immobiliari, il 26% dalle attività legate ai trasporti, commercio, alberghi e turismo. Gli arrivi turistici nel 2007 sono stati: 3 867 175 di italiani e 6 952 266 di stranieri. L'economia dei servizi legati alla Pubblica Amministrazione pesa per circa l'8%, il doppio della media nazionale.

### Turismo
Il turismo nel Lazio è un settore florido specie per ciò che riguarda il turismo legato all'arte e ai monumenti e luoghi di interesse della regione (Roma in primis), il turismo religioso (Roma e santuari del Lazio), il turismo estivo balneare specie nell'alto e basso Lazio (Santa Marinella, Ladispoli, Anzio, Nettuno, Sabaudia, San Felice Circeo, Terracina, Sperlonga, Gaeta) e il turismo estivo/invernale nelle stazioni sciistiche dell'Appennino Laziale (Terminillo, Leonessa, Cittareale, Monte Livata, Campo Staffi e Campocatino, Altipiani di Arcinazzo).
A livello nazionale, secondo i dati dell'Istat relativi al 2018, il Lazio è la 4ª regione italiana per numero di arrivi, la 6° per numero di presenze, con una permanenza media per persona poco al di sotto di 3 giorni. Roma, la città più visitata d'Italia del 2018 con 28.992.098 presenze, da sola rappresenta il 79% delle presenze regionali annuali.

#### Agriturismo
Secondo i dati dell'Istat, nel 2018 nel Lazio sono stati registrati 1.278 agriturismi, il 5,4% dei 23.615 agriturismi censiti a livello nazionale. In dieci anni, dal 2008 al 2018, l'incidenza degli agriturismi laziali è aumentata di due punti percentuali, passando dal 3,4% del 2008 al 5,4% del 2018.
|             | 2018   | 2017   | 2016   | 2015   | 2014   | 2013   | 2012   | 2011   | 2010   | 2009   | 2009   |
| ----------- | ------ | ------ | ------ | ------ | ------ | ------ | ------ | ------ | ------ | ------ | ------ |
| Lazio       | 1.278  | 1.253  | 947    | 950    | 940    | 884    | 841    | 811    | 832    | 704    | 629    |
| % in Italia | 5,4%   | 5,4%   | 4,2%   | 4,3%   | 4,3%   | 4,2%   | 4,1%   | 4,0%   | 4,2%   | 3,7%   | 3,4%   |
| Italia      | 23.615 | 23.405 | 22.661 | 22.238 | 21.744 | 20.897 | 20.474 | 20.413 | 19.973 | 19.019 | 18.480 |

Dal 2008 al 2018 il numero di agriturismi nel lazio è raddoppiato, ma in termini percentuali l'incidenza percentuale a livello provinciale, ha seguito dinamiche diverse. Gli agriturismi della provincia di Viterbo e di Latina hanno segnato un incremento nella composizione regionale, segnando rispettivamente un incremento del 7,6% e dell'1%, mentre le percentuali delle province di Rieti, Roma e Frosinone segnano un decremento del 3,8%, del 2,8% e del 2,1%.
|                 | 2018  | 2017  | 2016  | 2015  | 2014  | 2013  | 2012  | 2011  | 2010  | 2009  | 2008  |
| Viterbo         | 532   | 523   | 345   | 346   | 344   | 312   | 311   | 294   | 313   | 244   | 214   |
| % sul tot. reg. | 41,6% | 41,7% | 36,4% | 36,4% | 36,6% | 35,3% | 37,0% | 36,3% | 37,6% | 34,7% | 34,0% |
| Rieti           | 197   | 181   | 167   | 167   | 173   | 176   | 170   | 165   | 158   | 149   | 121   |
| % sul tot. reg. | 15,4% | 14,4% | 17,6% | 17,6% | 18,4% | 19,9% | 20,2% | 20,3% | 19,0% | 21,2% | 19,2% |
| Roma            | 294   | 289   | 232   | 233   | 220   | 208   | 182   | 179   | 189   | 172   | 162   |
| % sul tot. reg. | 23,0% | 23,1% | 24,5% | 24,5% | 23,4% | 23,5% | 21,6% | 22,1% | 22,7% | 24,4% | 25,8% |
| Latina          | 117   | 119   | 104   | 105   | 105   | 92    | 79    | 85    | 82    | 57    | 51    |
| % sul tot. reg. | 9,2%  | 9,5%  | 11,0% | 11,1% | 11,2% | 10,4% | 9,4%  | 10,5% | 9,9%  | 8,1%  | 8,1%  |
| Frosinone       | 138   | 141   | 99    | 99    | 98    | 96    | 99    | 88    | 90    | 82    | 81    |
| % sul tot. reg. | 10,8% | 11,3% | 10,5% | 10,4% | 10,4% | 10,9% | 11,8% | 10,9% | 10,8% | 11,6% | 12,9% |
| Lazio           | 1.278 | 1.253 | 947   | 950   | 940   | 884   | 841   | 811   | 832   | 704   | 629   |

## Infrastrutture e trasporti

### Strutture idriche
Al 2020 il Lazio ha immesso nelle strutture idriche regionali 934005 metri cubi di acqua, la seconda regione d'Italia dopo la Lombardia, corrispondenti a 444 metri cubi pro capite, la 7° d'Italia, sopra le media nazionale che si attesta a 373 metri cubi di acqua pro capite. Il dato della raccoltà è però fortemente penalizzato dal dato delle perdite d'acqua registrato nel Lazio, pari al 49,7% dell'acqua raccolta, ben sopra la media nazionale, che segna un 42,2% di acqua persa durante il trasporto, con una varianza tra la Valle d'Aosta, al 23,9% e la Basilicata al 62,1%.
I dati per provincia del 2020:
| Provincia | Acqua immessa in rete - volume | Acqua immessa in rete - pro capite | Acqua erogata - volume | Acqua erogata - pro capite | % perdite idriche |
| Viterbo   | 47.244                         | 417                                | 23.238                 | 205                        | 50,8              |
| Rieti     | 35.936                         | 646                                | 14.143                 | 254                        | 60,6              |
| Roma      | 633.107                        | 408                                | 370.760                | 239                        | 41,4              |
| Latina    | 111.456                        | 540                                | 29.201                 | 141                        | 73,8              |
| Frosinone | 106.262                        | 611                                | 32.442                 | 187                        | 69,5              |
| Lazio     | 934.005                        | 444                                | 469.784                | 223                        | 49,7              |

### Strade
- Autostrada del Sole verso Firenze-Bologna-Milano a nord e Napoli a sud, comprese le due diramazioni: A1 dir Roma Nord e A1 dir Roma Sud;
- Autostrada Azzura verso il litorale a nord della regione, che in progetto raggiungerà Livorno e Genova;
- Strada dei Parchi, da cui si dirama l'A25 per Pescara, entrambe verso l'Abruzzo;
- Grande Raccordo Anulare, autostrada che circonda la città di Roma e che raccorda tutte le autostrade della regione.
- Roma-Fiumicino verso l'aeroporto Leonardo da Vinci, da cui si dirama l'A12.

Altre direttrici sono la via Aurelia verso la Toscana, la via Cassia per il traffico in direzione del viterbese, la via Salaria per quello in direzione del Reatino, la via Casilina verso la Provincia di Frosinone, la via Appia come direttrice verso i Castelli Romani e la via Pontina in direzione Latina.

### Ferrovie
Essendo posta al centro della penisola, Roma è anche il principale nodo ferroviario dell'Italia centrale. Le altre principali direttrici di traffico ricalcano - almeno nella parte iniziale del percorso - il tracciato delle strade consolari: la linea tirrenica (Roma-Genova, lungo la via Aurelia); la linea verso nord inizialmente lungo la valle del Tevere (Roma-Firenze-Bologna); le linee verso l'Adriatico (Roma-Pescara, lungo la via Tiburtina, e Roma-Ancona, lungo la via Flaminia); le linee verso il meridione (Roma-Formia-Napoli, lungo la via Appia, e Roma-Cassino-Napoli, lungo la via Casilina).
In ambito regionale, la rete collegante Roma con la regione ed il suo hinterland si compone di otto relazioni regionali, operate da Trenitalia sul nodo ferroviario di Roma e numerate da FL1 a FL8, oltre al collegamento rapido Leonardo Express fra la stazione Termini e l'aeroporto di Fiumicino;

### Porti

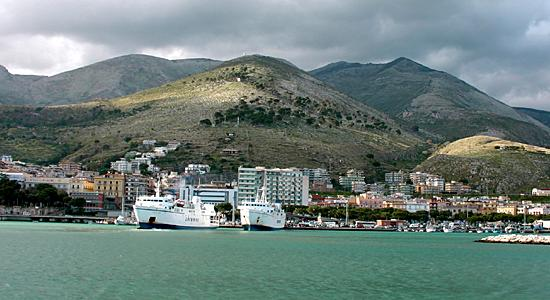
Il porto di Formia.

Nella regione è presente uno dei maggiori porti per il trasporto passeggeri d'Italia: il porto di Civitavecchia, nella città metropolitana di Roma Capitale, rappresenta il maggiore porto d'imbarco nazionale per la Sardegna. Il porto si è arricchito di nuove linee passeggeri per Sicilia, Spagna, Francia, Malta e Tunisia. Il porto di Civitavecchia è il maggiore porto italiano per il traffico crociere e tra i principali e più trafficati del mondo.
Altri porti di collegamento nel Lazio, tra cui i collegamenti per raggiungere le isole pontine, vi sono il porto di Anzio, Formia, Terracina e San Felice Circeo.
Roma e il Lazio sono dotati inoltre di tre porti turistici, il porto turistico di Roma, il porto turistico "Riva di Traiano" di Civitavecchia e il Marina di Nettuno nell'omonimo comune.

### Aeroporti

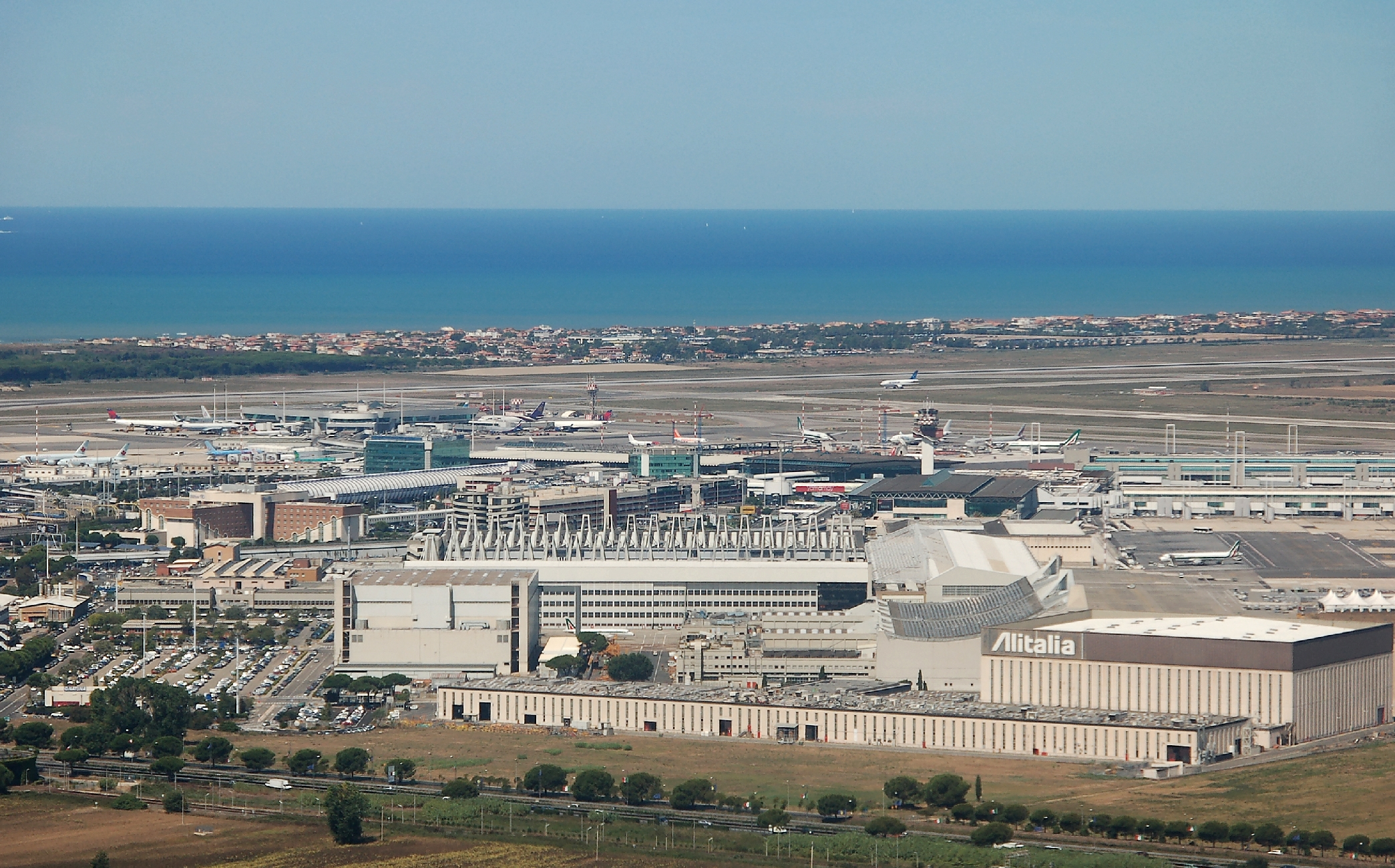
Aeroporto di Fiumicino

- Aeroporto Intercontinentale Leonardo da Vinci, più noto semplicemente come Fiumicino, dal nome del comune che lo ospita: è il principale aeroporto italiano per i voli passeggeri e il terzo per merci e uno dei più importanti hub sia a livello europeo, sia nell'area mediterranea.
- Aeroporto Internazionale Giovan Battista Pastine, noto col nome di Ciampino, situato ancora nel territorio di Roma ai confini con il comune da cui prende il nome; è un aeroporto sia civile sia militare, lungo la via Appia; riceve un grande numero di voli di compagnie a basso costo.
- Aeroporto dell'Urbe, situato sulla via Salaria a circa 6 km dal centro; è utilizzato come scalo turistico ed è stato ristrutturato e destinato ad eliporto.
- Aeroporto di Pratica di Mare, il secondo aeroporto militare italiano.

Altri aeroporti militari sono quelli di Frosinone, di Guidonia, di Latina e di Viterbo.

## Istituzioni politico amministrative
L'ente territoriale Regione Lazio fu istituito con la Costituzione repubblicana nel 1947, sebbene il primo organo politico rappresentativo (come le altre regioni italiane a statuto ordinario) sia diventato operativo soltanto nel 1970, con l'elezione dei consigli regionali. La regione esisteva comunque già in precedenza come entità geografica e statistica.

### Presidente della Regione Lazio
- Francesco Rocca (Indipendente di Centro-Destra)

Il presidente della Giunta Regionale è il rappresentante della Regione, ha il compito di gestire e coordinare la Giunta, promulga le leggi regionali ed emana i regolamenti. L'attuale presidente della Regione è stato eletto alle elezioni regionali del 2023.

### Il Consiglio regionale
Il Consiglio regionale è l'assemblea legislativa della Regione. Promulga le leggi e i regolamenti di competenza dell'ente, approva il bilancio regionale e propone leggi alla Camera dei deputati.
Il Consiglio regionale del Lazio ha sede a Roma in via della Pisana 1301.

### La Giunta Regionale
L'organo esecutivo della Regione è la Giunta regionale, composta dal presidente della Giunta e dagli assessori. Tra i suoi compiti:
- esegue le delibere del Consiglio regionale;
- predispone il bilancio regionale;
- amministra il patrimonio della Regione;
- emana disposizioni esecutive per attuare leggi regionali.

La sede principale della Giunta regionale del Lazio si trova a Roma in via Cristoforo Colombo, 212.

## Amministrazione

### Suddivisione amministrativa
Dal 1º gennaio 1948, ex art. 131 della Costituzione, il Lazio è una regione ad autonomia ordinaria della Repubblica Italiana, ma solo con la legge n. 281 del 1970 furono attuate le sue funzioni.
Il Lazio è amministrativamente suddiviso nelle 4 provincie di Frosinone, Latina, Rieti e Viterbo, e nella città metropolitana di Roma Capitale.
| Stemma | Provincia e Città metropolitana      | Mappa | Comuni | Abitanti (01/01/2019) | Superficie (km²) | Sito Istituzionale                                         |
| ------ | ------------------------------------ | ----- | ------ | --------------------- | ---------------- | ---------------------------------------------------------- |
|        | Provincia di Frosinone               |       | 91     | 477.502               | 3.247,08         | Frosinone                                                  |
|        | Provincia di Latina                  |       | 33     | 562.592               | 2.256,16         | Latina                                                     |
|        | Provincia di Rieti                   |       | 73     | 152.497               | 2.750,52         | Rieti                                                      |
|        | Città metropolitana di Roma Capitale |       | 121    | 4.253.314             | 5.363,28         | Roma                                                       |
|        | Provincia di Viterbo                 |       | 60     | 309.795               | 3.615,24         | Viterbo Archiviato il 28 gennaio 2022 in Internet Archive. |

Questa suddivisione amministrativa è ripresa dal simbolo della regione, rappresentato da un ottagono con iscritti gli stemmi delle quattro province e della città metropolitana.

### Comunità montane
Nel Lazio sono poi presenti 22 comunità montane istituite con legge regionale del 1999.
| Frosinone | Latina                                                                 | Rieti                                                                                   | Roma | Viterbo                                             |
| --- | ---------------------------------------------------------------------- | --------------------------------------------------------------------------------------- | --- | --------------------------------------------------- |
| - L'Arco degli Aurunci - XVI dei Monti Ausoni di Pico - Monti Ernici - XXI dei Monti Lepini, Ausoni e Valliva - Valle del Liri - Valle di Comino | - Monti Aurunci - XVIII dei Monti Lepini - XXII degli Aurunci e Ausoni | - Montepiano Reatino - Sabina IV Zona - Salto Cicolano - Turano - Velino - Monti Sabini | - Castelli Romani e Prenestini - Monti Sabini, Tiburtini, Cornicolani e Prenestini - Valle dell'Aniene - Monti della Tolfa | - Alta Tuscia Laziale - Comunità montana dei Cimini |

## Sport

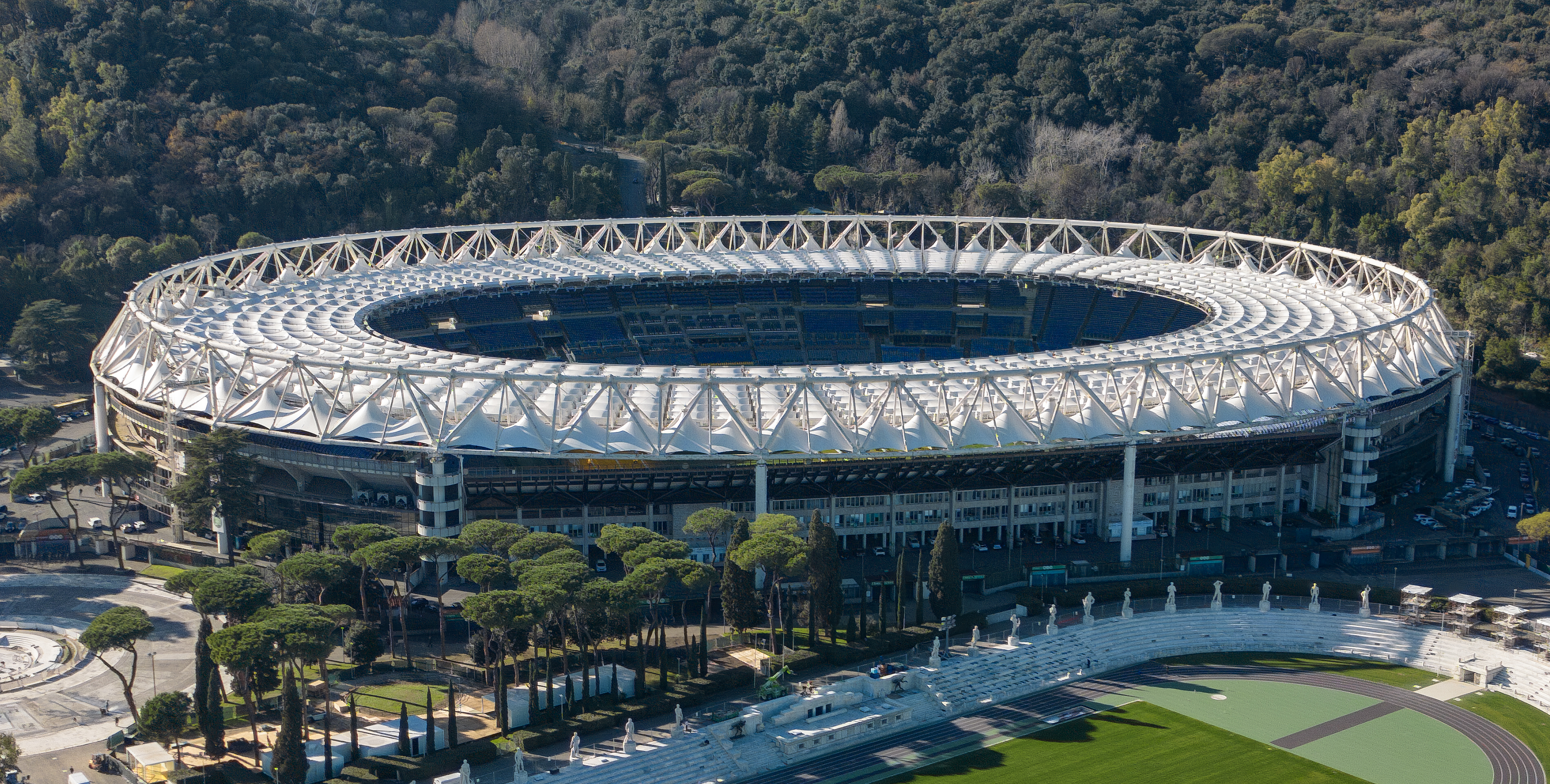
Vista dello Stadio Olimpico e dello Stadio dei Marmi al Foro Italico

Nel Lazio si tengono ogni anno due dei più importanti eventi internazionali dell'atletica leggera italiana: il Golden Gala di Roma e il Rieti Meeting. Quest'ultimo è il meeting più antico d'Italia, ed è noto per i numerosi record del mondo registrati, come quello di Asafa Powell che il 9 settembre 2007 vi ha stabilito il record mondiale nei 100 metri. Altro evento internazionale annuale di atletica è la Maratona di Roma, organizzata in primavera con partenza e arrivo in Via dei Fori Imperiali.
Roma ospita anche il Concorso ippico internazionale "Piazza di Siena", competizione equestre che si tiene dal 1922 in piazza di Siena, all'interno di Villa Borghese.

### Principali impianti sportivi
Nel Lazio sono presenti diversi impianti sportivi di livello internazionale, costruiti in occasione di eventi di rilevanza mondiale come le Olimpiadi di Roma del 1960.
Tra i vari impianti sportivi, il più rilevante è lo stadio Olimpico, costruito all'interno del complesso sportivo del Foro Italico, dove si trovano anche lo Stadio del tennis di Roma, sede degli Internazionali d'Italia di tennis, e il Complesso natatorio del Foro Italico.
Altri impianti sportivi rilevanti sono il Palazzo dello Sport, situato a Roma nella zona dell'Eur, il più grande palazzo dello sport in Italia, l'Autodromo di Vallelunga, un circuito automobilistico e motociclistico che si trova a Campagnano di Roma, e il Centro di Preparazione Olimpica di Formia, un complesso sportivo dotato di strutture all’aperto e indoor, dove si possono praticare oltre 20 differenti discipline sportive tutto l’anno.